# Trumpismo
Trumpismo é um termo para as ideologias políticas, emoções sociais, estilo de governança, movimento político e conjunto de mecanismos para adquirir e manter o controle do poder associado a Donald Trump e sua base política. Trumpistas, trumpminion e trumpiano são termos usados para se referir aos que exibem características do trumpismo, enquanto os apoiadores políticos de Trump são conhecidos como Trumpers.
Os termos exatos do que constitui o trumpismo são controversos e suficientemente complexos para sobrecarregar qualquer estrutura única de análise; foi chamada de política americana variante da extrema direita, e o sentimento nacional-populista e neonacionalista visto em várias nações em todo o mundo desde o final dos anos 2010 para o início de 2020. Apesar de não estarem estritamente limitados a um único partido, os apoiadores de Trump se tornaram uma facção significativa do Partido Republicano nos Estados Unidos, com o restante frequentemente caracterizado como "estabelecimento" em contraste. Alguns republicanos tornaram-se membros do movimento Never Trump, e alguns deixaram o partido em protesto.
Alguns comentaristas rejeitaram a designação populista para trumpismo e vê-lo como parte de uma tendência para uma nova forma de fascismo, com alguns se referindo a ele como explicitamente fascista e outros como autoritário e iliberal. Outros identificaram-no de forma mais moderada como uma fraca versão específica do fascismo nos Estados Unidos. Alguns historiadores, incluindo muitos daqueles que usam uma classificação de novo fascismo, escrevem sobre os perigos das comparações diretas com os regimes fascistas europeus da década de 1930, afirmando que, embora existam paralelos, também existem diferenças importantes.
O rótulo trumpismo foi aplicado a movimentos nacional-conservadores e nacional-populistas em outras democracias ocidentais, e muitos políticos fora dos Estados Unidos foram rotulados como aliados ferrenhos de Trump ou trumpismo, ou mesmo como equivalente a Trump em seu país, por várias agências de notícias; entre eles estão Silvio Berlusconi, Jair Bolsonaro, Horacio Cartes, Rodrigo Duterte, Recep Tayyip Erdoğan, Nigel Farage, Hong Joon-Pyo, Boris Johnson, Jarosław Kaczyński, Andrzej Duda, Marine Le Pen, Narendra Modi, Benjamin Netanyahu, Viktor Orbán, Najib Razak, Matteo Salvini e Geert Wilders.

## Temas, sentimentos e métodos populistas
O trumpismo começou seu desenvolvimento predominantemente durante a campanha presidencial de Donald Trump em 2016. Para muitos estudiosos, denota um método político populista que sugere respostas nacionalistas para problemas políticos, econômicos e sociais. Essas inclinações são refratadas em preferências de política como restricionismo de imigração, protecionismo comercial, isolacionismo e oposição à reforma de direitos. Como método político, o populismo não é movido por nenhuma ideologia particular. O ex-Conselheiro de Segurança Nacional e conselheiro próximo de Trump, John Bolton, afirma que isso é verdade em relação a Trump, contestando que o trumpismo existe em qualquer sentido filosófico significativo, acrescentando que "[o] homem não tem uma filosofia. E as pessoas podem tentar traçar limites entre os pontos de suas decisões. Eles vão falhar."
Escrevendo para o Routledge Handbook of Global Populism (2019), Olivier Jutel afirma: "O que Donald Trump revela é que as várias iterações do populismo americano de direita têm menos a ver com um conservadorismo social programático ou economia libertária do que com prazer." Referindo-se ao populismo de Trump, o sociólogo Michael Kimmel afirma que "não é uma teoria [ou] uma ideologia, é uma emoção. E a emoção é a indignação justa de que o governo está nos ferrando". Kimmel observa que "Trump é um personagem interessante porque ele canaliza todo aquele sentido do que chamei de 'direito prejudicado'", um termo que Kimmel define como "aquela sensação de que os benefícios aos quais você acreditava ter direito foram arrancados de você por forças invisíveis maiores e mais poderosas. Você se sente o herdeiro de uma grande promessa, o sonho americano, que se transformou em uma fantasia impossível para as mesmas pessoas que deveriam herdá-lo."
A estudiosa das comunicações Zizi Papacharissi explica a utilidade de ser ideologicamente vago e usar termos e slogans que podem significar qualquer coisa que o apoiador queira que eles signifiquem. "Quando esses públicos prosperam no envolvimento afetivo, é porque eles encontraram um gancho afetivo que é construído em torno de um significante aberto que eles podem usar, reutilizar e reaplicar. Então, sim, de claro que você sabe, o presidente Trump usou MAGA, esse é um significante aberto que atrai todas essas pessoas, e é aberto porque permite que todos atribuam significados diferentes a ele. Portanto, o MAGA trabalha para conectar públicos que são diferentes, porque é aberto o suficiente para permitir que as pessoas atribuam seu próprio significado a ele."
Outros contribuintes do Routledge Handbook of Populism observam que os líderes populistas, ao invés de serem movidos pela ideologia, são pragmáticos e oportunistas em relação a temas, ideias e crenças que ressoam fortemente com seus seguidores. Os dados da pesquisa de saída das urnas sugerem que a campanha teve sucesso em mobilizar os "brancos privados de direitos", da classe inferior à classe trabalhadora europeu-americanos que estão experimentando desigualdade social crescente e que freqüentemente se opõem à estabelecimento político. Ideologicamente, o trumpismo tem um cheiro de populista de direita.

### Sentimentos e emoções
O historiador Peter E. Gordon levanta a possibilidade de que "Trump, longe de ser uma violação da norma, na verdade significa uma norma emergente da ordem social", onde as categorias do psicológico e do político foram dissolvidas. Ao contabilizar a eleição de Trump e a capacidade de manter altos índices de aprovação estáveis entre um segmento significativo de eleitores, Erika Tucker argumenta no livro "Trump and Political Philosophy" que, embora todas as campanhas presidenciais tenham fortes emoções associadas a elas, Trump foi capaz de reconhecer, e então ganhar a confiança e a lealdade daqueles que, como ele, sentiram um determinado conjunto de fortes emoções sobre as mudanças percebidas nos Estados Unidos. Ela observa: "O psicólogo político, Drew Westen, argumentou que os democratas têm menos sucesso em avaliar e responder à questões política-afetivas que despertam fortes estados emocionais nos cidadãos. Como muitos acadêmicos examinando o apelo populista da mensagem de Trump, Hidalgo-Tenorio e Benítez-Castro baseiam-se nas teorias de Ernesto Laclau escrevendo: "O apelo emocional do discurso populista é a chave para seus efeitos polarizadores, sendo assim que o populismo 'seria ininteligível sem o componente afetivo'. (Laclau 2005, 11) " Estudiosos de vários campos têm argumentado que temas afetivos específicos e a dinâmica de seu impacto sobre os seguidores conectados à mídia social caracterizam Trump e seus apoiadores.

### Prazer em companhia solidária
O acadêmico de comunicação Michael Carpini afirma que "o trumpismo é o culminar de tendências que vêm ocorrendo há várias décadas. O que estamos testemunhando é nada menos que uma mudança fundamental nas relações entre jornalismo, política e democracia." Entre as mudanças, Carpini identifica "o colapso das distinções presumidas e impostas [a mídia] do regime anterior entre notícias e entretenimento". Examinando o uso da mídia por Trump para o livro Language in the Trump Era, o professor de comunicação Marco Jacquemet escreve que "É uma abordagem que, como muito do resto da ideologia e agenda política de Trump, assume (corretamente, ao que parece) que seu público se preocupa mais com o valor de choque e entretenimento em seu consumo de mídia do que quase qualquer outra coisa. " A perspectiva é compartilhada por outros acadêmicos de comunicação, com Plasser e Ulram (2003) descrevendo uma lógica da mídia que enfatiza a "personalização… de um sistema político de estrelas… [e] dramatização baseada nos valores dos esportes". Olivier Jutel observa que "o status de celebridade de Donald Trump e sua retórica na TV de 'ganhar' e 'perder' correspondem perfeitamente a esses valores", afirmando que "Fox News e personalidades conservadoras de Rush Limbaugh, Glenn Beck e Alex Jones não representam simplesmente uma nova voz política e da mídia, mas incorporam a convergência da política e da mídia em que o afeto e o prazer são os valores centrais da produção da mídia."

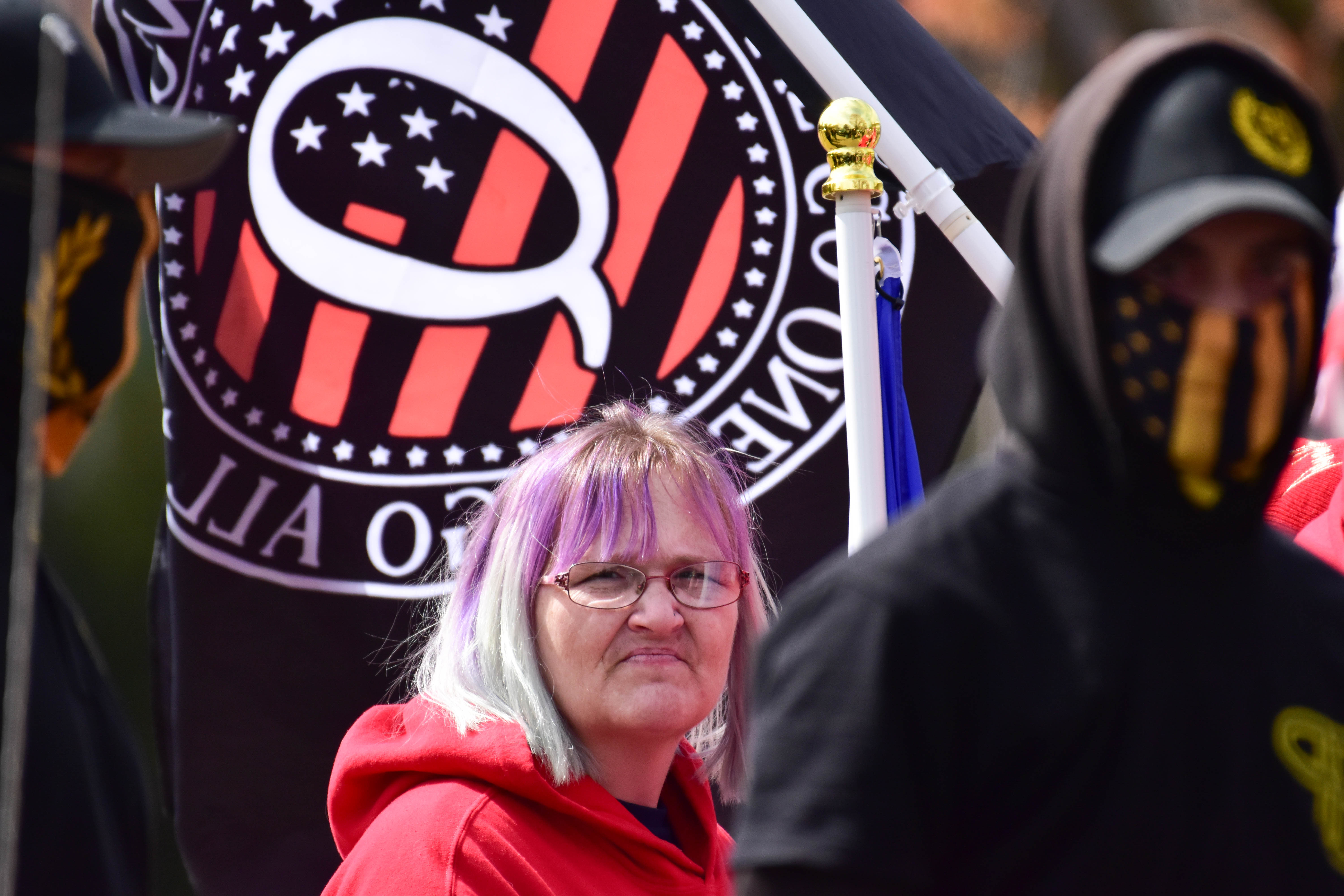
Proud Boys na World Wide Rally em Raleigh (2021)

Ao estudar o uso das mídias sociais por Trump, a antropóloga Jessica Johnson descobriu que o prazer social e emocional desempenha um papel central ao escrever: "Em vez de encontrar notícias precisas e significativas, os usuários do Facebook consideram o prazer afetivo da conectividade viciante, sejam ou não as informações que compartilham factuais, e é assim que o capitalismo comunicativo cativa os sujeitos enquanto os mantém cativos." Olhando para o mundo anterior às mídias sociais, o pesquisador de comunicações Brian L. Ott escreve: "Estou nostálgico do mundo da televisão que Postman (1985) argumentou que produziu as 'pessoas menos bem informadas do Ocidente mundo' ao empacotar as notícias como entretenimento(pp.;106–107) O Twitter está produzindo as pessoas mais egocêntricas da história, tratando tudo que uma pessoa faz ou pensa como algo interessante. A televisão pode ter agredido o jornalismo, mas o Twitter o matou." Comentando sobre o apoio de Trump entre os telespectadores da Fox News, o reitor da faculdade de comunicações da Hofstra, Mark Lukasiewicz, escreveu uma perspectiva semelhante, "Tristan Harris disse que as redes sociais são sobre 'afirmação, não informação', e o mesmo pode ser dito sobre a TV a cabo de notícias, especialmente no horário nobre."
A perspectiva de Arlie Russell Hochschild sobre a relação entre os apoiadores do Trump e suas fontes preferidas de informação — sejam amigos da mídia social ou estrelas de notícias e comentários, é que eles são confiáveis devido ao vínculo afetivo que têm com eles. Como o estudioso da mídia Daniel Kreiss resume Hochschild, "Trump, junto com a Fox News, deu a esses estranhos em sua própria terra a esperança de que seriam restaurados ao seu lugar de direito no centro da nação, e proporcionou uma liberação emocional muito real do grilhões do politicamente correto que ditavam que eles respeitavam as pessoas de cor, lésbicas e gays, e aqueles de outras religiões… que as personalidades da rede compartilham a mesma 'história profunda' da vida política e social e, portanto, eles aprendem com eles 'do que devemos sentir medo, raiva e ansiedade.'"
A partir do relato de Kreiss sobre personalidades e mídia conservadoras, as informações se tornaram menos importantes do que fornecer um senso de vínculo familiar, onde "a família fornece um senso de identidade, lugar e pertencimento; suporte e segurança emocional, social e cultural; e dá origem a políticas e afiliações e crenças sociais." Hochschild dá o exemplo de uma mulher que explica o vínculo familiar de confiança com as personalidades famosas. "Bill O'Reilly é como um pai estável e confiável. Sean Hannity é como um tio difícil que fica com raiva muito rapidamente. Megyn Kelly é como uma irmã inteligente. Também há Greta Van Susteren e Juan Williams, que veio da NPR, que era esquerdista demais para ele, o adotado. Eles são todos diferentes, como em uma família." 

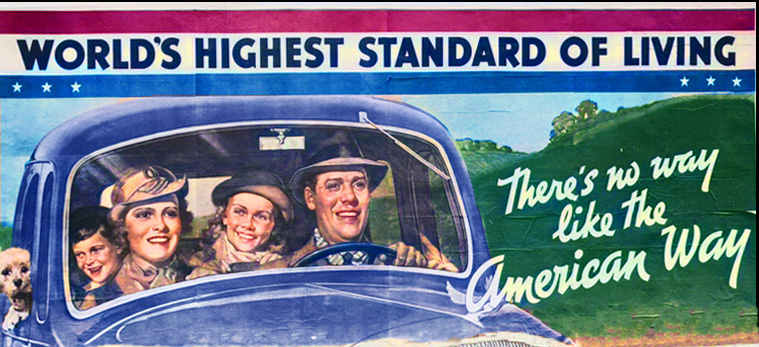
O American way que afirma a mobilidade ascendente para os merecedores é, de acordo com acadêmicos como Kimmel e Hochschild, uma promessa que muitos americanos sentem que lhes foi negada devido às forças descritas em uma "história profunda" compartilhada comumente mantida entre os apoiadores de Trump.

O estudioso de mídia Olivier Jutel enfoca aprivatização neoliberal e a segmentação do mercado da praça pública, observando que, "Afeto é central para a estratégia de marca da Fox,, que imaginou seu jornalismo não em termos de servir o cidadão racional na esfera pública, mas em 'esculpir 'relacionamentos intensivos com seus espectadores' (Jones, 2012: p180) a fim de sustentar a participação do público em todas as plataformas." Nesse mercado segmentado, Trump "se oferece como um ideal do ego para um público individualizado de diversão que se aglomera em torno de sua marca de mídia como parte de seu próprio desempenho de identidade". Jutel adverte que não são apenas as empresas conservadoras de mídia que se beneficiam da transformação da mídia noticiosa para se adequar aos valores do espetáculo e do drama de "reality show". "Trump é um produto definitivo da política midiatizada, proporcionando o espetáculo que impulsiona a audiência e o consumo afetivo da mídia, seja como parte de seu movimento populista ou como resistência liberal."
Os pesquisadores dão ênfase às diferentes importantes emoções para os seguidores. Michael Richardson argumenta no "Journal of Media and Cultural Studies" que "a afirmação, a amplificação e a circulação da repulsa são um dos principais motores afetivos do sucesso político de Trump". Richardson concorda com Ott sobre o "emaranhado de afeto trumpiano e as multidões da mídia social" que buscam "afirmação, confirmação e amplificação afetiva. Postagens de mídia social de experiências de multidão se acumulam como 'arquivos de sentimentos' que são dinâmicos por natureza e afirmativos de valores sociais (Pybus 2015, 239)."
Usando Trump como exemplo, a especialista em confiança social, Karen Jones, segue a filósofa Annette Baier ao afirmar que os mestres na arte de criar confiança e desconfiança são políticos populistas e criminosos. Nessa visão, não são os filósofos morais os especialistas em discernir diferentes formas de confiança, mas os membros dessa classe de profissionais que "mostram uma apreciação magistral das maneiras pelas quais certos estados emocionais eliminam a confiança e a substituem por desconfiança." Jones vê Trump como um exemplo dessa classe que reconhece que o medo e o desprezo são ferramentas poderosas que podem reorientar as redes de confiança e desconfiança nas redes sociais para alterar como um apoiador em potencial "interpreta as palavras, ações e motivos do outro." Ela aponta que a tática é usada globalmente ao escrever, "Uma estratégia central de Donald Trump, tanto como candidato quanto como presidente, tem sido fabricar medo e desprezo em relação a alguns migrantes sem documentos (entre outros grupos). Esta estratégia de manipular o medo e o desprezo foi tornou-se global, sendo replicado com pequenos ajustes locais na Austrália, Áustria, Brasil, Hungria, Polônia, Itália e Reino Unido."

### Populismo autoritário de direita
Alguns acadêmicos fizeram advertências politicamente urgentes sobre o autoritarismo trumpiano, como o sociólogo de Yale Philip S. Gorski, que escreve: “a eleição de Donald Trump constitui talvez a maior ameaça à democracia americana desde o ataque japonês a Pearl Harbor. Há um perigo real e crescente de que o governo representativo seja, lenta, mas efetivamente, suplantado por uma forma populista de governo autoritário nos próximos anos. Intimidação da mídia, propaganda em massa, supressão de eleitores, arrumação de tribunais amigos e até mesmo paramilitares armados — muitas das condições necessárias e suficientes para uma devolução autoritária estão gradualmente entrando em vigor". Outros acadêmicos consideram essa reação autoritária como uma característica das democracias liberais. Alguns até argumentaram que Trump é um capitalista totalitário que explora os “impulsos fascistas de seus apoiadores 'comuns' que se escondem à vista de todos”.
Michelle Goldberg, colunista de opinião do The New York Times, compara "o espírito do trumpismo" a temas clássicos fascistas. 
 A "visão mobilizadora" do fascismo é da "comunidade nacional subindo como uma fênix após um período de decadência que quase a destruiu", o que "soa muito como MAGA" (Make America Great Again) de acordo com Goldberg. Da mesma forma, como o movimento Trump, o fascismo vê uma “necessidade de autoridade por chefes naturais (sempre do sexo masculino), culminando em um chefe nacional que sozinho é capaz de encarnar o destino histórico do grupo”. Eles acreditam na "superioridade dos instintos do líder sobre a razão abstrata e universal".
O colunista conservador George Will considera o trumpismo semelhante ao fascismo, afirmando que o trumpismo é "um estado de espírito disfarçado de doutrina". A unidade nacional é baseada "em temores domésticos compartilhados" — para os fascistas os "judeus", para Trump a mídia ("inimigos do povo"), "elites" e "globalistas". As soluções não vêm do tedioso "incrementalismo e conciliação", mas do líder (que afirma "só eu posso consertar") livre de procedimentos. A base política é entretida com comícios de massa, mas inevitavelmente o homem forte desenvolve um desprezo por aqueles que lidera. Ambos são baseados no machismo e, no caso do trumpismo, "atraem aqueles que são escravos da masculinidade da música country: 'Nós, motoristas de caminhão e americanos que bebem cerveja, somos demais amantes da liberdade para deixar qualquer víruzinho nos fazer usar máscaras.'" 

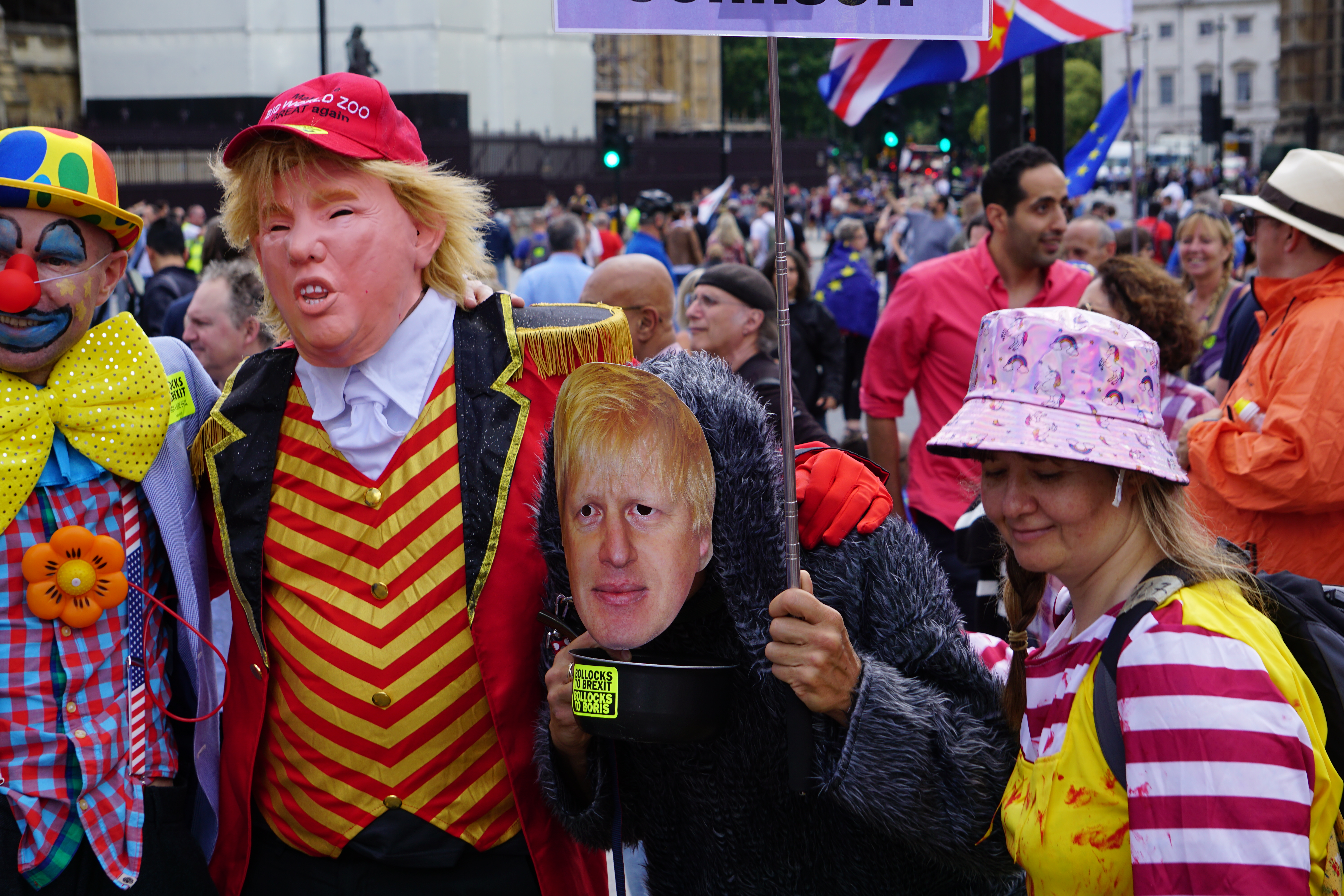
Manifestações em Londres para impedir o Brexit

Disputando a visão de que a onda de apoio ao trumpismo e ao Brexit representa um fenômeno novo, a cientista política Karen Stenner e o psicólogo social Jonathan Haidt apresentam o argumento de que "a onda populista de extrema direita que parecia 'sair do nada' não Não é uma loucura repentina, ou vírus, ou maré, ou mesmo apenas um fenômeno de imitação — o encorajamento de fanáticos e déspotas pelo sucesso eleitoral de outros. Em vez disso, é algo que fica logo abaixo da superfície de qualquer sociedade humana – inclusive nas democracias liberais avançadas no coração do mundo ocidental – e pode ser ativada por elementos centrais da própria democracia liberal”. Discutindo a base estatística para suas conclusões sobre o desencadeamento de tais ondas apresentam a visão de que "os autoritários, por sua própria natureza, querem acreditar em autoridades e instituições; eles querem se sentir parte de uma comunidade coesa. se alguma coisa) estar modestamente inclinado a dar às autoridades e instituições o benefício da dúvida, e apoiá-las até o momento em que elas pareçam incapazes de manter a 'ordem normativa'"; os autores escrevem que essa ordem normativa é regularmente ameaçada pela própria democracia liberal porque tolera a falta de consenso nos valores e crenças do grupo, tolera o desrespeito às autoridades do grupo, não conformidade com as normas do grupo ou normas questionáveis e, em geral, promove a diversidade e a liberdade da dominação das autoridades. Stenner e Haidt consideram essas ondas autoritárias como uma característica das democracias liberais, observando que as descobertas de seu estudo de 2016 sobre os apoiadores de Trump e do Brexit não foram inesperadas, como escreveram: “Ao longo de duas décadas de pesquisa empírica, não podemos pensar em uma exceção significativa à descoberta de que a ameaça normativa tende a deixar os não-autoritários totalmente indiferentes às coisas que catalisam os autoritários ou a impulsioná-los a serem (o que se poderia conceber) seus 'melhores eus'. Em investigações anteriores, isso viu os não-autoritários se moverem para posições de maior tolerância e respeito pela diversidade sob as mesmas condições que parecem impulsionar os autoritários a aumentar a intolerância".
A autora e crítica do autoritarismo Masha Gessen contrastou a estratégia "democrática" do estabelecimento republicano de fazer argumentos políticos atraentes para o público, com a estratégia "autocrática" de apelar para um "público único" em Donald Trump. Gessen observou o medo dos republicanos de que Trump endosse um oponente nas eleições primárias ou use seu poder político para minar quaisquer membros do partido que ele acha que o traíram.
A Plataforma do Partido Republicano de 2020 simplesmente endossou "a agenda do presidente para os Estados Unidos em primeiro lugar", provocando comparações com as plataformas contemporâneas do partido focadas em líderes na Rússia e na China.

### Nostalgia e bravata masculina
A nostalgia é um marco da política americana, mas, de acordo com Philip Gorski, a nostalgia trumpiana é novidade porque, entre outras coisas, "corta a conexão tradicional entre grandeza e virtude". Na tradicional "narrativa puritana, o declínio moral precede o declínio material e político, e um retorno à lei deve preceder qualquer retorno à grandeza. a feminilidade e o retorno à grandeza exigem pouco mais do que uma reafirmação da dominação e da masculinidade. Desta forma, a 'virtude' é reduzida à sua raiz etimológica de bravata masculina." Em estudos sobre os homens que se tornariam apoiadores de Trump, Michael Kimmel descreve a nostalgia do direito masculino sentida por homens que se desesperavam "sobre se algo poderia ou não permitir que eles encontrassem um lugar com alguma dignidade neste mundo novo, multicultural e mais igualitário…. Esses homens estavam zangados, mas todos olharam para trás com nostalgia para uma época em que seu senso de direito masculino não foi contestado. Eles queriam recuperar seu país, restaurar seu lugar de direito nele e recuperar sua masculinidade no processo."
O termo que descreve o comportamento dos homens brancos raivosos de Kimmel é masculinidade tóxica e de acordo com William Liu, editor da revista Psychology of Men and Masculinity, aplica-se especialmente a Trump. Kimmel ficou surpreso com a virada sexual da eleição de 2016 e acha que Trump é para muitos homens uma figura de fantasia, um super-homem completamente livre para satisfazer todos os desejos. "Muitos desses caras sentem que a ordem atual das coisas os afemina, o que quero dizer com isso tirou sua capacidade de sustentar uma família e ter uma ótima vida. Aqui está um cara que diz: 'Posso construir o que eu quiser. Eu posso fazer o que eu quiser e posso ter as mulheres que eu quiser.' E eles viajam: 'Esse cara é incrível!'"
Os psicólogos sociais Theresa Vescio e Nathaniel Schermerhorn observam que "em sua campanha presidencial de 2016, Trump incorporou HM (masculinidade hegemônica) enquanto se tornava nostálgico por um passado racialmente homogêneo que mantinha uma ordem de gênero desigual. ("empresário de colarinho azul") e aludindo ao quão duro ele seria como presidente. Contribuindo ainda mais para sua promulgação de HM, Trump foi abertamente hostil em relação a mulheres atípicas de gênero, sexualizou mulheres típicas de gênero e atacou a masculinidade de colegas e oponentes masculinos". Em seus estudos envolvendo pessoas de 2007, eles descobriram que o endosso da masculinidade hegemônica predizia melhor o apoio a Trump do que outros fatores, como o apoio a perspectivas antiestablishment, antielitista, nativista, racista, sexista, homofóbica ou xenófoba.
Neville Hoad, especialista em questões de gênero na África do Sul, vê isso como um tema comum com outro líder homem forte, Jacob Zuma, comparando sua "versão Zulu Big Man de masculinidade tóxica versus uma versão supremacista branca de apito de cachorro; o suposto bilionário imobiliário virou realidade estrela de televisão". Ambos os líderes autoritários são figuras de proa que vivem a "fantasia masculinista da liberdade" com a qual os apoiadores sonham, um sonho ligado às mitologias nacionais da boa vida. Segundo Hoad, uma descrição desse simbolismo vem de Jacques Lacan, que descreve o líder mítico supremamente masculino da horda primordial, cujo poder de satisfazer todos os prazeres ou caprichos não foi castrado. Ao ativar tais fantasias, comportamentos masculinos tóxicos de exibições opulentas de ganância (os palácios de sonho de Mar-a-Lago e Nkandla), retórica violenta, "agarre-as pela buceta", "vestiário feminino", e de "brincadeiras" a insultos misóginos, mulherengos, e até mesmo comportamento sexual predatório, incluindo alegações de apalpação e estupro, tornam-se ativos políticos, não passivos.
A estudiosa do papel de gênero Colleen Clemens descreve essa masculinidade tóxica como "uma descrição estreita e repressiva da masculinidade, designando a masculinidade como definida pela violência, sexo, status e agressão. É o ideal cultural da masculinidade, onde a força é tudo enquanto as emoções são uma fraqueza; onde sexo e brutalidade são medidas pelas quais os homens são medidos, enquanto traços supostamente 'femininos' — que podem variar de vulnerabilidade emocional a simplesmente não ser hipersexual — são os meios pelos quais seu status de 'homem' pode ser tirado". Escrevendo no Journal of Human Rights, Kimberly Theidon observa a ironia da pandemia da masculinidade tóxica de Trump: "Ser um cara durão significa usar a máscara da masculinidade: ser um cara durão significa recusar-se a usar uma máscara que possa preservar a vida outras." A bravata de um cara durão apareceu na internet antes do ataque ao Congresso em 6 de janeiro de 2021, com um pôster escrito "Esteja pronto para lutar. O Congresso precisa ouvir vidro quebrando, portas sendo chutadas… Seja violento. Pare de chamar isso de marcha, ou comício, ou um protesto. Vá lá pronto para a guerra. Pegamos nosso presidente ou morremos." Dos manifestantes presos pelo ataque ao Capitólio dos EUA, 88% eram homens e 67% tinham 35 anos ou mais.

### Trumpismo cristão

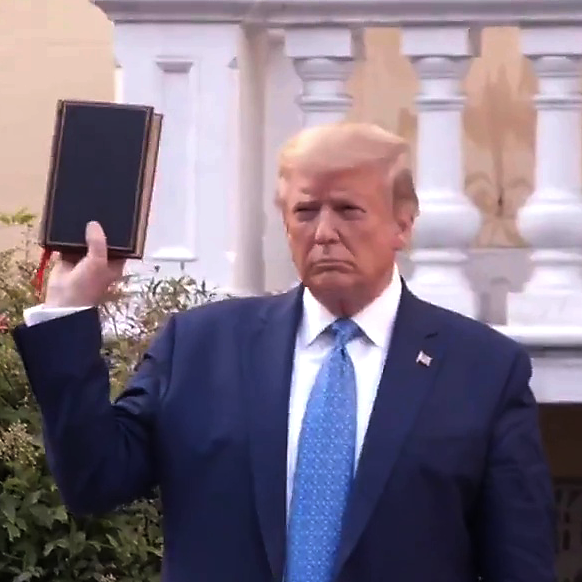
Trump segurando a Bíblia na Igreja de São João.

De acordo com as pesquisas de boca de urna de 2016, 26% dos eleitores se identificaram como cristãos evangélicos brancos, dos quais mais de três quartos em 2017 aprovaram o desempenho de Trump, a maioria deles aprovando "muito fortemente", conforme relatado por um estudo de pesquisa do Pew. Em contraste, aproximadamente dois terços dos evangélicos não brancos apoiaram Clinton em 2016, com 90% dos protestantes negros também votando nela, embora suas visões teológicas sejam semelhantes às dos evangélicos. De acordo com o pesquisador de Yale, Philip Gorski, "a questão não é tanto por que os evangélicos votaram em Trump na época — muitos não votaram —, mas por que tantos evangélicos brancos votaram". A resposta de Gorski sobre por que Trump, e não um evangélico ortodoxo, foi a primeira escolha entre os evangélicos brancos foi simplesmente "porque eles também são nacionalistas cristãos brancos e o trumpismo é, inter alia, uma versão reacionária do nacionalismo cristão branco". O filósofo israelense Adi Ophir vê a política de pureza na retórica nacionalista cristã branca dos apoiadores evangélicos, como a comparação do muro de Neemias ao redor de Jerusalém com o muro de Trump impedindo o inimigo, escrevendo: "a noção do inimigo inclui 'migrantes mexicanos', gays 'imundos' e até católicos 'seduzidos por Satanás', e o perigo real que esses inimigos representam é a degradação a uma 'abençoada—grande—… nação' cujo Deus é o Senhor."
O teólogo Michael Horton acredita que o trumpismo cristão representa a confluência de três tendências que se uniram, a saber, o excepcionalismo cristão americano, a conspiração do fim dos tempos e o evangelho da prosperidade, com o americanismo cristão sendo a narrativa que Deus chamou especialmente os Estados Unidos para ser um extraordinário se não providência milagrosa e conspiração do fim dos tempos referindo-se à aniquilação do mundo (figurativa ou literal) devido a alguma conspiração de grupos nefastos e potências globalistas que ameaçam a soberania americana. Horton acha que o que ele chama de "culto do trumpismo cristão" combina esses três ingredientes com "uma dose generosa de hucksterismo", bem como autopromoção e culto à personalidade.
O cristão evangélico e historiador John Fea acredita que "a igreja alertou contra a busca do poder político por muito, muito tempo", mas que muitos evangélicos modernos, como a conselheira de Trump e a televangelista Paula White, ignoram essas advertências.
O televangelista Jim Bakker elogia a capacidade do pregador do evangelho da prosperidade "entrar na Casa Branca a qualquer momento que quiser" e ter "acesso total ao rei". De acordo com Fea, existem vários outros "evangélicos da corte" que "dedicaram suas carreiras a endossar candidatos políticos e juízes da Suprema Corte que restaurarão o que acreditam ser as raízes judaico-cristãs do país" e que, por sua vez, são chamados por Trump para "explicar a seus seguidores por que Trump pode ser confiável apesar de suas falhas morais", incluindo James Dobson, Franklin Graham, Johnnie Moore Jr., Ralph Reed, Gary Bauer, Richard Land, o pastor da megaigreja Mark Burns e o pastor batista e o comentarista político da Fox, Robert Jeffress. Para cristãos proeminentes que não apoiam Trump, o custo não é uma simples perda de acesso presidencial, mas um risco substancial de uma tempestade de críticas e reações, uma lição aprendida por Timothy Dalrymple, presidente da principal revista para evangélicos, a Christianity Today, e o seu ex-presidente editor-chefe Mark Galli, que foram condenados por mais de duzentos líderes evangélicos por serem coautores de uma carta argumentando que os cristãos eram obrigados a apoiar o impeachment de Trump.
O historiador Stephen Jaeger traça a história das advertências contra se tornarem cortesãos religiosos em dívida desde o século XI, com advertências de maldições colocadas em homens santos barrados do céu por terem "muito interesse nos assuntos do estado". foram descritos por Pedro de Blois, um clérigo, teólogo e cortesão francês do século XII que "sabia que a vida na corte é a morte da alma" e que, apesar da participação na corte ser conhecida por eles como "contrária a Deus e à salvação", os cortesãos clericais o branquearam com uma infinidade de justificativas, como referências bíblicas de Moisés sendo enviado por Deus ao Faraó. O Papa Pio II se opôs à presença do clero na corte, acreditando que era muito difícil para um cortesão cristão "controlar a ambição, suprimir a avareza, domar a inveja, contenda, ira e cortar o vício, enquanto estava no meio dessas [muitas] coisas." A história antiga de tais advertências sobre a sombria influência corruptora do poder sobre os líderes santos é relatada por Fea, que a compara diretamente ao comportamento dos líderes evangélicos da corte de Trump, alertando que os cristãos estão "em risco de fazer ídolos de líderes políticos, colocando nossos sagrados esperanças neles.”

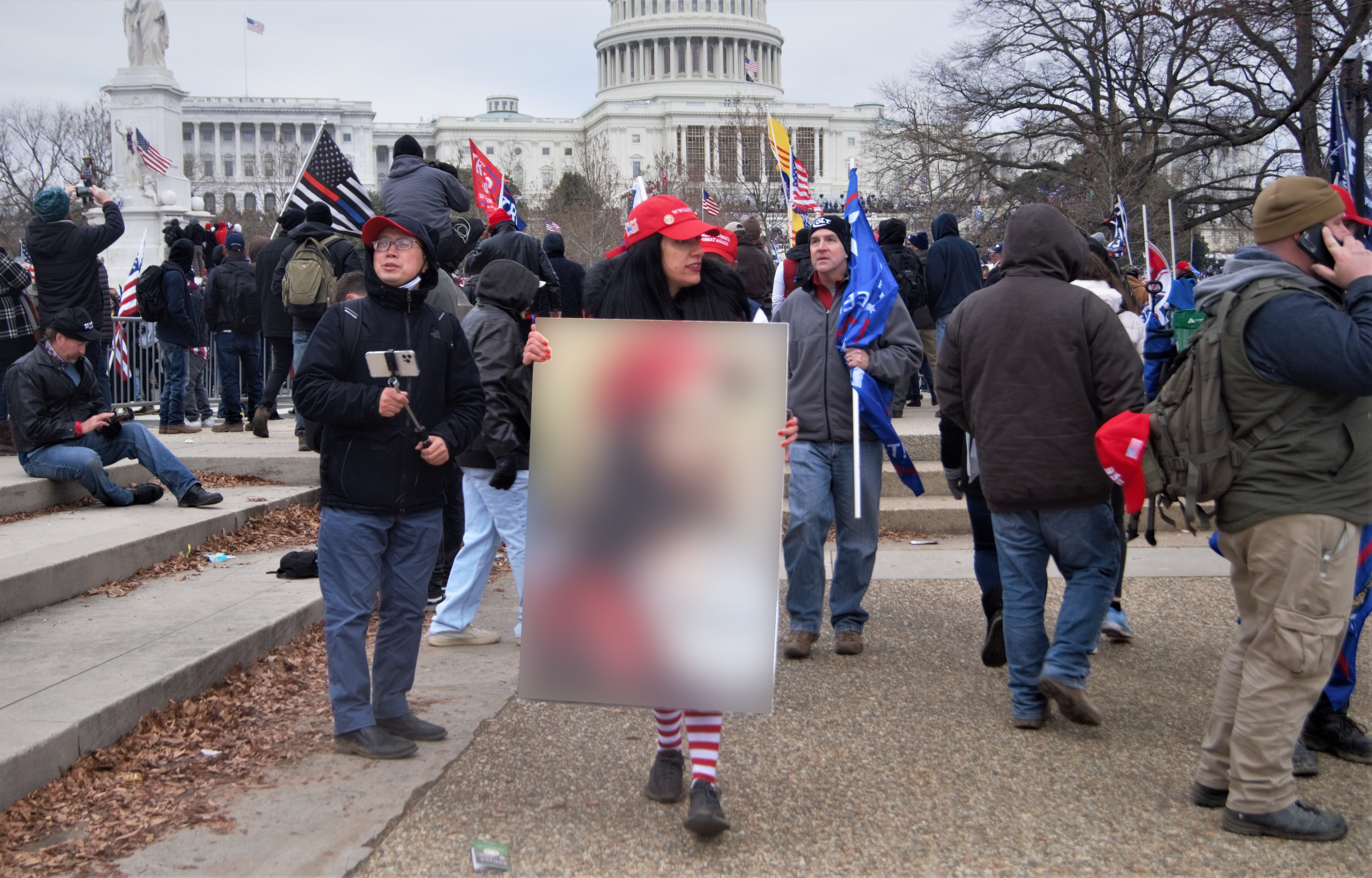
Um apoiador de Trump carrega um cartaz com a etiqueta QAnon com Jesus usando um chapéu MAGA no momento em que o Congresso dos EUA foi violentamente atacado por terroristas em 6 de janeiro de 2021.

Jeffress afirma que o apoio dos líderes evangélicos a Trump é moral, independentemente do comportamento que o editor-chefe do cristianismo de hoje chamou de "um exemplo quase perfeito de um ser humano que está moralmente perdido e confuso".  Jeffress argumenta que "o princípio divino aqui é que os governos têm uma responsabilidade, e isso é Romanos 13 [que] diz para vingar os malfeitores." Este mesmo capítulo bíblico foi usado por Jeff Sessions para reivindicar justificativa bíblica para a política de Trump de separar crianças de famílias imigrantes. O historiador Lincoln Muller explica que este é um dos dois tipos de interpretação de Romanos 13 que tem sido usado nos debates políticos americanos desde sua fundação e está do lado "da linha da história americana que justifica a opressão e dominação em nome da lei e da ordem." Da leitura de Jeffress, o propósito do governo é como um "capanga para proteger seus cidadãos contra malfeitores", acrescentando: "Eu não me importo com o tom ou o vocabulário desse candidato, eu quero o filho mais duro e malvado que eu possa encontrar, e eu acredito que isso é bíblico." Jeffress, que se referiu a Barack Obama como "abrindo caminho para o futuro reinado do Anticristo", Mitt Romney como um seguidor de culto de uma religião não-cristã e o catolicismo romano como um resultado "satânico" da "religião de mistérios babilônicos" traça a perspectiva libertária cristã sobre o único papel do governo de suprimir o mal de volta a Santo Agostinho, que argumentou em A Cidade de Deus contra os Pagãos (426 EC) que o papel do governo é restringir o mal para que os cristãos possam praticar pacificamente suas crenças. Martinho Lutero também acreditava que o governo deveria se limitar a controlar o pecado.

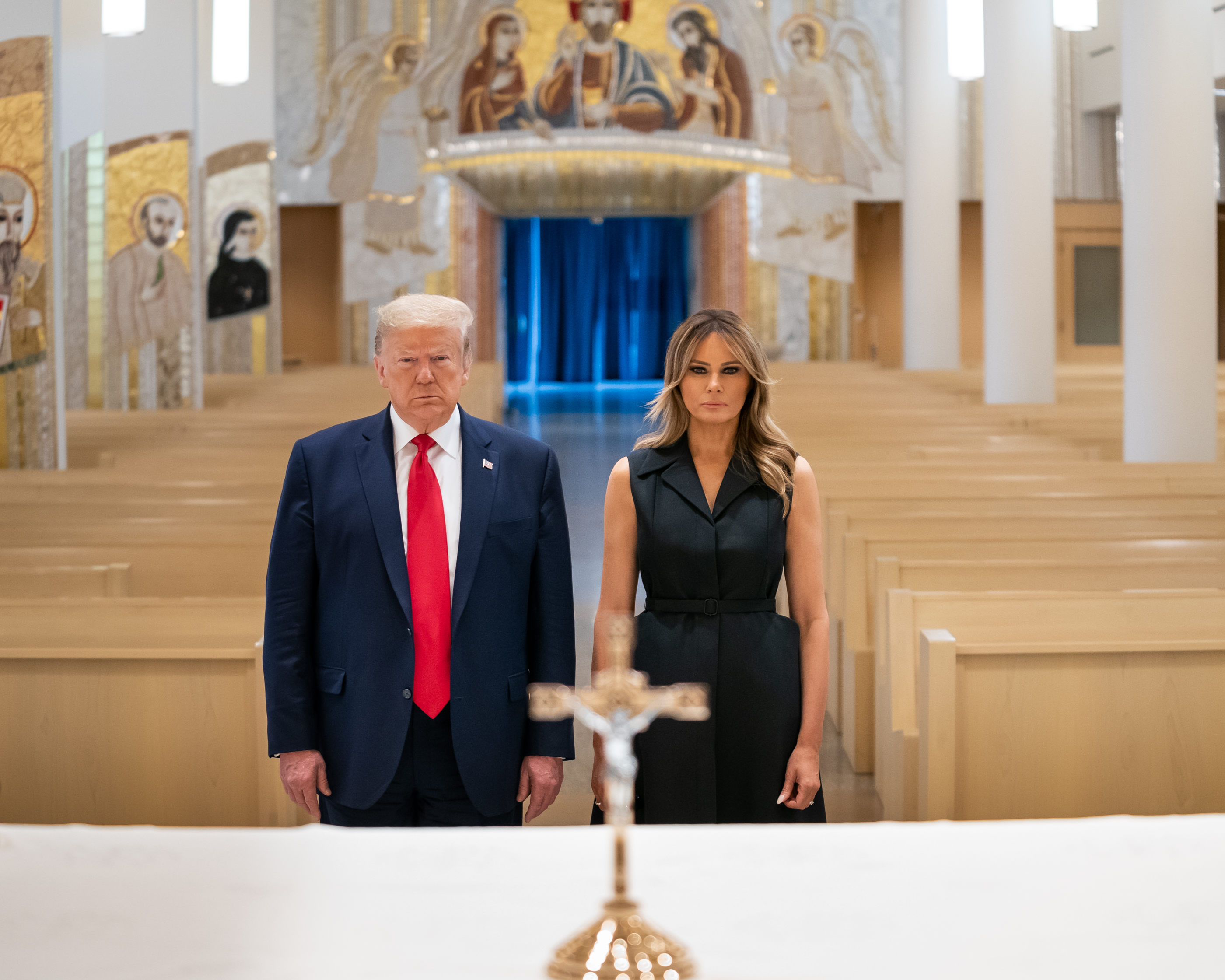
Trump e a primeira-dama Melania rezam no altar da Igreja Redemptor Hominis (2 de junho de 2020)

Como Jeffress, Richard Land se recusou a cortar os laços com Trump após sua reação ao comício da supremacia branca de Charlottesville, com a explicação de que "Jesus não se afastou daqueles que podem ter parecido impetuoso com suas palavras ou comportamento", acrescentando que "agora é não é a hora de desistir ou recuar, mas exatamente o oposto — de se aproximar." A explicação de Johnnie Moore para se recusar a repudiar Trump após sua resposta em Charlottesville foi que "você só faz diferença se tiver um lugar à mesa". O colega do Trinity Forum, Peter Wehner, adverte que "o perigo perene que os cristãos enfrentam é a sedução e a auto-ilusão. Isso é o que está acontecendo na era Trump. O presidente está usando líderes evangélicos para se proteger das críticas". O estudioso bíblico evangélico Ben Witherington acredita que o uso defensivo dos apologistas evangélicos de Trump da comparação do coletor de impostos é falso e que manter um "assento à mesa" é suportável apenas se o líder cristão estiver admoestando o presidente a reverter o curso, explicando que "Os pecadores e cobradores de impostos não eram funcionários políticos, portanto não há analogia nisso. Além disso, Jesus não estava dando conselhos políticos aos pecadores e cobradores de impostos — ele estava dizendo para eles se arrependerem! Se é isso que os líderes evangélicos estão fazendo com nosso presidente, dizendo a ele quando sua política não é cristã, e explicando a ele que o racismo é um pecado enorme e que não há equivalência moral entre os dois lados em Charlottesville, então muito bem. Caso contrário, eles são cúmplices dos pecados de nossos líderes."
A autora de estudos bíblicos evangélicos Beth Moore junta-se à crítica da perspectiva dos evangélicos de Trump, escrevendo: "Eu nunca vi nada nestes Estados Unidos da América que achei mais surpreendentemente sedutor e perigoso para os santos de Deus do que o trumpismo. Esse nacionalismo cristão não é de Deus. Afaste-se disso." Moore adverte que "seremos responsabilizados por permanecer passivos neste dia de sedução para salvar nossa própria pele enquanto os santos que nos foram confiados para servir estão sendo seduzidos, manipulados, USADOS e incitados a uma espuma de zelo desprovida do Espírito Santo para ganho político." A visão de Moore é que "não podemos santificar a idolatria rotulando um líder como nosso Ciro. Não precisamos de Ciro. Temos um rei. Seu nome é Jesus." Outros evangélicos brancos proeminentes tomaram posições baseadas na Bíblia contra Trump, como Peter Wehner, do conservador Centro de Ética e Políticas Públicas, e Russell D. Moore, presidente do braço de políticas públicas da Convenção Batista do Sul. Wehner descreve a teologia de Trump como incorporando "uma moralidade nietzschiana em vez de uma cristã", que "o apoio dos evangélicos a Trump tem um alto custo para o testemunho cristão",  e que "o legado mais duradouro de Trump [pode ser] uma cultura política niilista, uma que é tribalista, desconfiada e às vezes delirante, nadando em teorias da conspiração." Moore distanciou-se drasticamente da retórica racial de Trump afirmando: "A Bíblia fala tão diretamente a essas questões" e "que, realmente, para evitar questões de unidade racial, é preciso fugir da própria Bíblia."

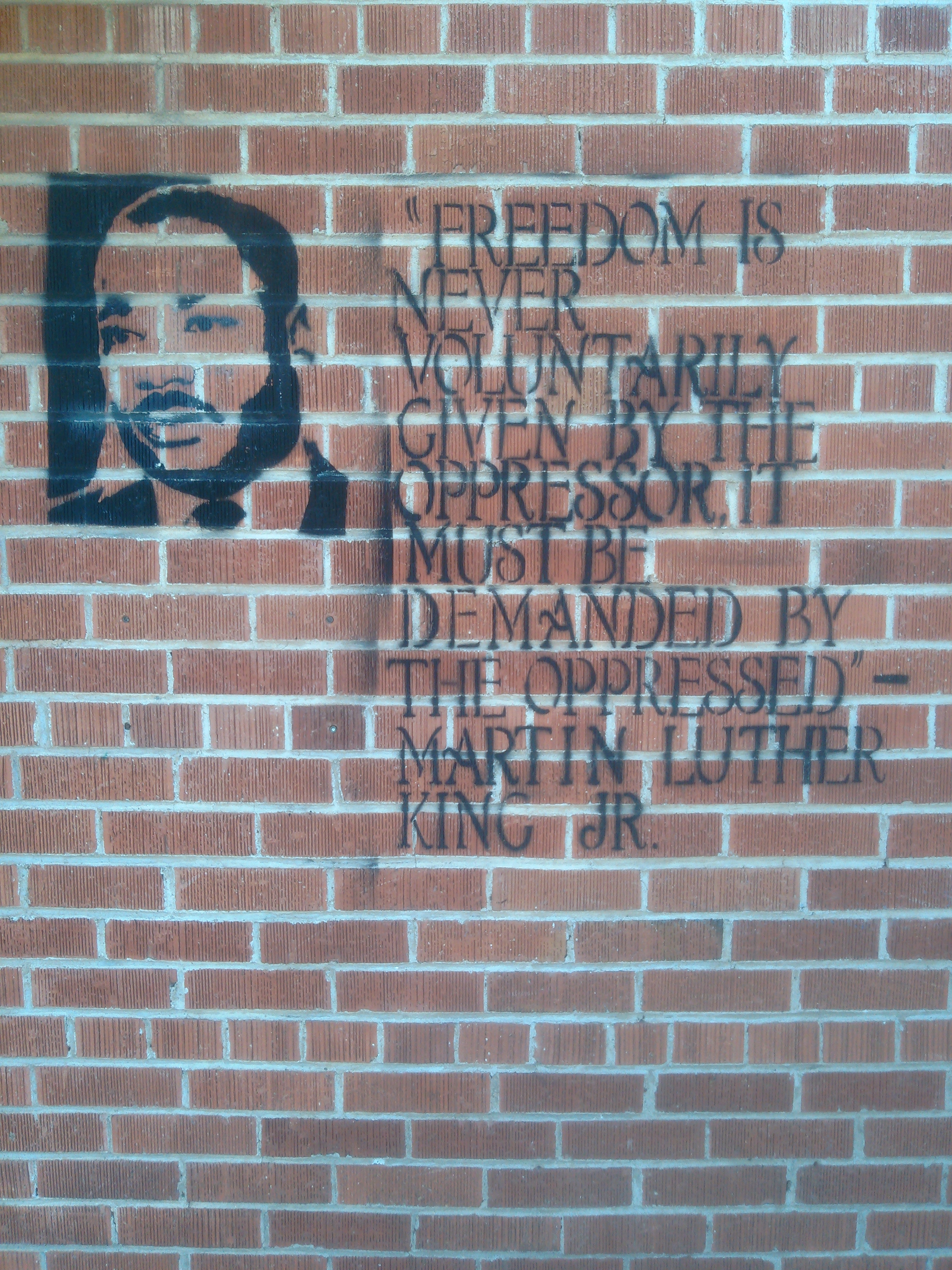
Citação de liberdade de Martin Luther King, Jr em "Letter from a Birmingham Jail": "A liberdade nunca é dada voluntariamente pelo opressor, deve ser exigida pelo oprimido." — _{Em Martin Luther King, Jr's Letter from a Birmingham Jail}

O ministro presbiteriano e autor vencedor do prêmio Pulitzer, Chris Hedges, acha que muitos dos apoiadores evangélicos brancos de Trump se assemelham aos do movimento cristão alemão da década de 1930, que também considerava seu líder de maneira idólatra, a ideia cristo-fascista de um messias Volk, um líder que agir como um instrumento de Deus para restaurar seu país da depravação moral à grandeza.
 Também rejeitando a idolatria, John Fea disse: "Trump pega tudo o que Jesus ensinou, especialmente no Sermão da Montanha, joga no lixo, troca por um guisado confuso chamado 'Make America Great Again', e de uma perspectiva cristã que para mim, isso beira — não, isso é uma forma de idolatria."
O teólogo Greg Boyd desafia a politização do cristianismo pela direita religiosa e a teoria nacionalista cristã do excepcionalismo americano, acusando que "um segmento significativo do evangelicalismo americano é culpado de idolatria nacionalista e política". Boyd compara a causa de "tomar a América de volta para Deus" e as políticas para forçar os valores cristãos através da coerção política com a aspiração no primeiro século de Israel de "tomar Israel de volta para Deus", o que fez com que os seguidores tentassem encaixar Jesus no papel de um messias político. Boyd pede para considerar o exemplo de Cristo, fazendo perguntas como se Jesus alguma vez sugeriu por palavra ou exemplo que os cristãos deveriam aspirar a ganhar poder no governo reinante da época, ou se ele defendeu o uso de leis civis para mudar o comportamento dos pecadores. Como Fea, Boyd afirma que não está argumentando sobre o não envolvimento político, descrevendo que "é que as políticas serão influenciadas por nossas fés cristãs", mas sim que devemos abraçar a humildade e não "batizar nossos pontos de vista como a 'visão cristã". Essa humildade na visão de Boyd exige que os rejeitem a dominação social, o "'poder sobre' os outros para adquirir e garantir essas coisas", e que "a única representarmos individualmente e coletivamente o reino de Deus é através do amor, como Cristo, atos de serviço aos outros. Qualquer coisa e tudo o mais, por melhor e nobre que seja, está fora do reino de Deus." Horton acha que, em vez de se envolver no que ele chama de culto do "trumpismo cristão", os cristãos devem rejeitar transformar o "evangelho salvador em um poder mundano", enquanto Fea acha que a resposta cristã a Trump deveria ser aquela usada no movimento dos direitos civis, ou seja, pregar a esperança e não o medo; humildade, não poder para dominar socialmente os outros; e leitura responsável da história como na Carta da Prisão de Birmingham, de Martin Luther King Jr., em vez de nostalgia por uma utopia cristã americana anterior que nunca existiu. O escritor cristão ortodoxo conservador Rod Dreher e o teólogo Michael Horton argumentaram que os participantes da marcha estavam engajados em "adoração a Trump", semelhante à idolatria. Na National Review, Cameron Hilditch descreveu o movimento como "um coquetel ideológico tóxico de queixas, paranóia e raiva auto-explicativa estavam em exibição na 'Marcha de Jericó'… Seu objetivo era 'parar o roubo' da eleição presidencial, preparar os patriotas para a batalha contra um 'Governo Mundial' e vender travesseiros com um desconto de 25 por cento… De fato, houve uma estranha impressão durante todo o evento de que os participantes acreditam que o cristianismo é, em certo sentido, consubstancial ao nacionalismo americano. De fato, houve uma estranha impressão ao longo do evento de que os participantes acreditam que o cristianismo é, em certo sentido, consubstancial ao nacionalismo americano. Era como se uma nova e melhorada Santíssima Trindade de 'Pai, Filho e Tio Sam' tivesse tomado o lugar da antiga e ultrapassada versão de Nicéia. Quando Eric Metaxas, o apresentador de rádio partidário e apresentador do evento, subiu ao palco pela primeira vez, ele não foi saudado com salmos ou com hinos de louvor ao Santo Redentor, mas com cânticos de 'USA! USA!' Em suma, o comício de Jericó foi um exemplo preocupante de como o cristianismo pode ser distorcido e colocado a serviço de uma ideologia política. Emma Green em The Atlantic culpou pró-Trump, cristãos evangélicos brancos e os participantes da Marcha de Jericó pela invasão do edifício do Capitólio em 6 de janeiro de 2021, dizendo: "A multidão carregava placas e bandeiras declarando Jesus Salva! e Deus, armas e tripas fizeram a América, vamos manter os três."

### Métodos de persuasão

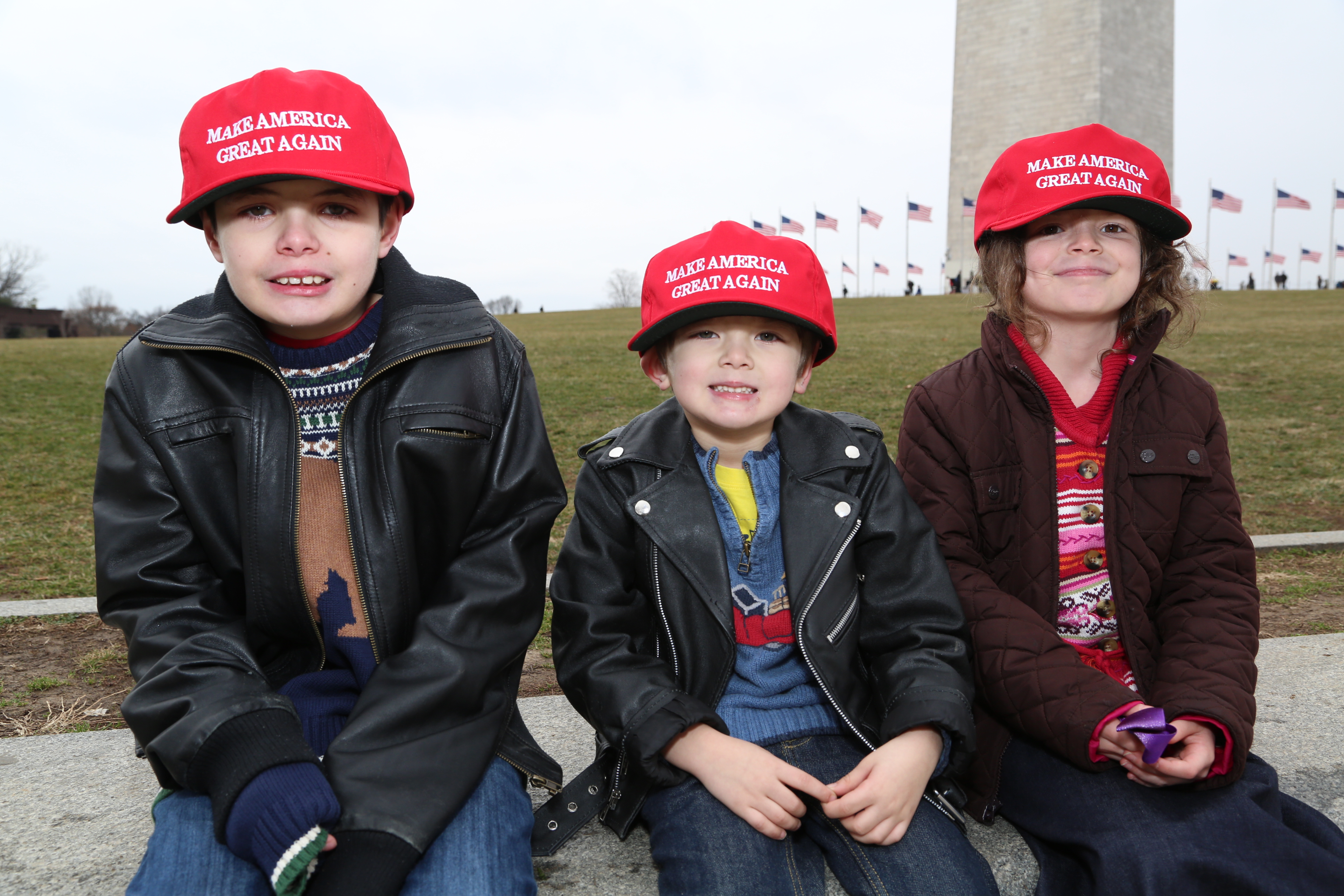
Crianças usando chapéus "Make America Great Again" na inauguração de 2017, um tema anteriormente estabelecido por Reagan para provocar uma sensação de restauração da esperança

O sociólogo Arlie Hochschild acha que os temas emocionais na retórica de Trump são fundamentais, escrevendo que seus "discursos — evocando domínio, bravura, clareza, orgulho nacional e elevação pessoal — inspiram uma transformação emocional", ressoando profundamente com seu "interesse emocional". A perspectiva de Hochschild é que Trump é melhor entendido como um "candidato das emoções", argumentando que compreender os interesses emocionais dos eleitores explica o paradoxo do sucesso de tais políticos levantado pelo livro de Thomas Frank: What's the Matter with Kansas?, uma anomalia que motivou sua pesquisa imersiva de cinco anos sobre a dinâmica emocional do movimento Tea Party, que ele acredita ter se transformado em trumpismo. O livro resultante de sua pesquisa, Strangers in Their Own Land, foi nomeado um dos "6 livros para entender a vitória de Trump" pelo New York Times. Hochschild afirma que é errado os progressistas assumirem que indivíduos bem educados foram persuadidos principalmente pela retórica política a votar contra seu próprio interesse racional por meio de apelos aos "anjos maus" de sua natureza: sua ganância, egoísmo, intolerância racial, homofobia e desejo de sair do pagamento de impostos que vão para os desafortunados. Ela admite que o apelo aos anjos maus é feito por Trump, mas que "obscurece outro — aos anjos bons da direita — sua paciência em esperar na fila em tempos econômicos assustadores, sua capacidade de lealdade, sacrifício e resistência", qualidades ela descreve como parte de uma narrativa motivadora que ela chama de "história profunda", uma narrativa de contrato social que parece ser amplamente compartilhada também em outros países. Ela acha que a abordagem de Trump em relação ao seu público cria coesão de grupo entre seus seguidores, explorando um fenômeno de multidão Emile Durkheim chamado de "efervescência coletiva", "um estado de excitação emocional sentido por aqueles que se juntam a outros que levam para sejam companheiros de uma tribo moral ou biológica… para afirmar sua unidade e, unidos, sentem-se seguros e respeitados."

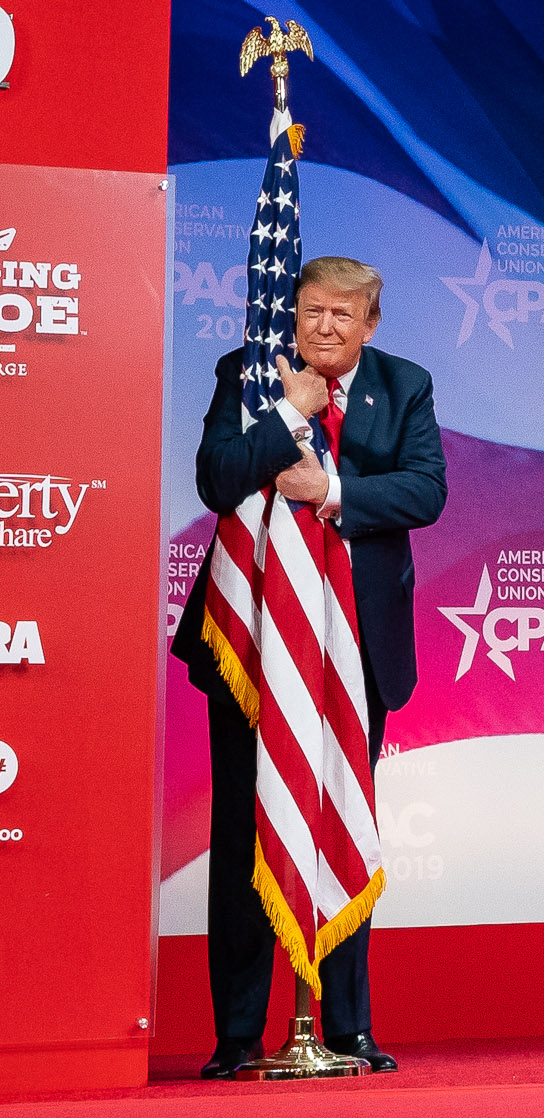
Trump conta com dispositivos teatrais para comercializar suas mensagens, incluindo gestos animados, pantomimas e expressões faciais.A foto é da Conferência de Ação Política Conservadora de 2019

Retoricamente, o trumpismo emprega enquadramentos absolutistas e narrativas de ameaças caracterizadas por uma rejeição do establishment político.A retórica absolutista enfatiza limites inegociáveis e indignação moral por sua suposta violação. O padrão retórico dentro de um comício de Trump é comum para movimentos autoritários. Primeiro, desperte uma sensação de depressão, humilhação e vitimização. Segundo, separe o mundo em dois grupos opostos: um conjunto implacavelmente demonizado de outros versus aqueles que têm o poder e a vontade de superá-los. Isso envolve identificar vividamente o inimigo que supostamente está causando o estado atual das coisas e, em seguida, promova teorias da conspiração paranóicas e medo para inflamar o medo e a raiva. Depois de circular esses dois primeiros padrões pela população, a mensagem final visa produzir uma liberação catártica de oclocracia reprimida e energia da multidão, com a promessa de que a salvação está próxima porque há um líder poderoso que devolverá a nação à sua antiga glória.
Este padrão de três partes foi identificado pela primeira vez em 1932 por Roger Money-Kyrle e posteriormente publicado em seu "Psychology of Propaganda". Um bombardeio constante de retórica sensacionalista serve para atrair a atenção da mídia ao mesmo tempo em que atinge vários objetivos políticos, entre os quais serve para obscurecer ações como a profunda desregulamentação neoliberal. Um estudo dá o exemplo de que uma desregulamentação ambiental significativa ocorreu durante o primeiro ano do governo Trump devido ao uso simultâneo de uma retórica racista espetacular, mas escapou de muita atenção da mídia. De acordo com os autores, isso serviu a objetivos políticos de desumanizar seus alvos, corroer as normas democráticas e consolidar o poder ao conectar emocionalmente e inflamar ressentimentos entre a base de seguidores, mas o mais importante serviu para distrair a atenção da mídia da formulação de políticas desregulamentadoras, acendendo uma intensa cobertura da mídia de as distrações, justamente por sua natureza radicalmente transgressora.
A habilidade de Trump com a marca pessoal permitiu que ele se vendesse efetivamente como o líder extraordinário do Money-Kyrle, alavancando seu status de celebridade e reconhecimento de nome. Como disse um dos diretores de comunicação do Maga super Pac em 2016, "Como Hércules, Donald Trump é uma obra de ficção". O professor de jornalismo Mark Danner explica que "semana após semana, por uma dúzia de anos, milhões de americanos viram Donald J. Trump retratando o mago dos negócios, o grão-vizir do capitalismo, o sábio da sala de reuniões, uma confecção viva cuja cada passo e palavra expressavam seriedade e experiência e poder e autoridade e… dinheiro. Quantidades infinitas de dinheiro." A estudiosa de ciência política Andrea Schneiker considera a personalidade pública de Trump fortemente promovida como a de um super-herói, um gênio, mas ainda "um cidadão comum que, em caso de emergência, usa seus superpoderes para salvar outros, ou seja, seu país. Ele vê um problema, sabe o que deve ser feito para resolvê-lo, tem a capacidade de resolver a situação e o faz. De acordo com a estratégia de branding de Donald Trump… um super-herói é necessário para resolver os problemas dos americanos comuns e da nação como tal, porque os políticos não são capazes de fazê-lo. Portanto, o super-herói por definição é um antipolítico. Devido ao seu status de celebridade e sua identidade como apresentador de programa de televisão, Donald Trump pode ser considerado autorizado a tomar medidas extraordinárias e até mesmo quebrar regras."

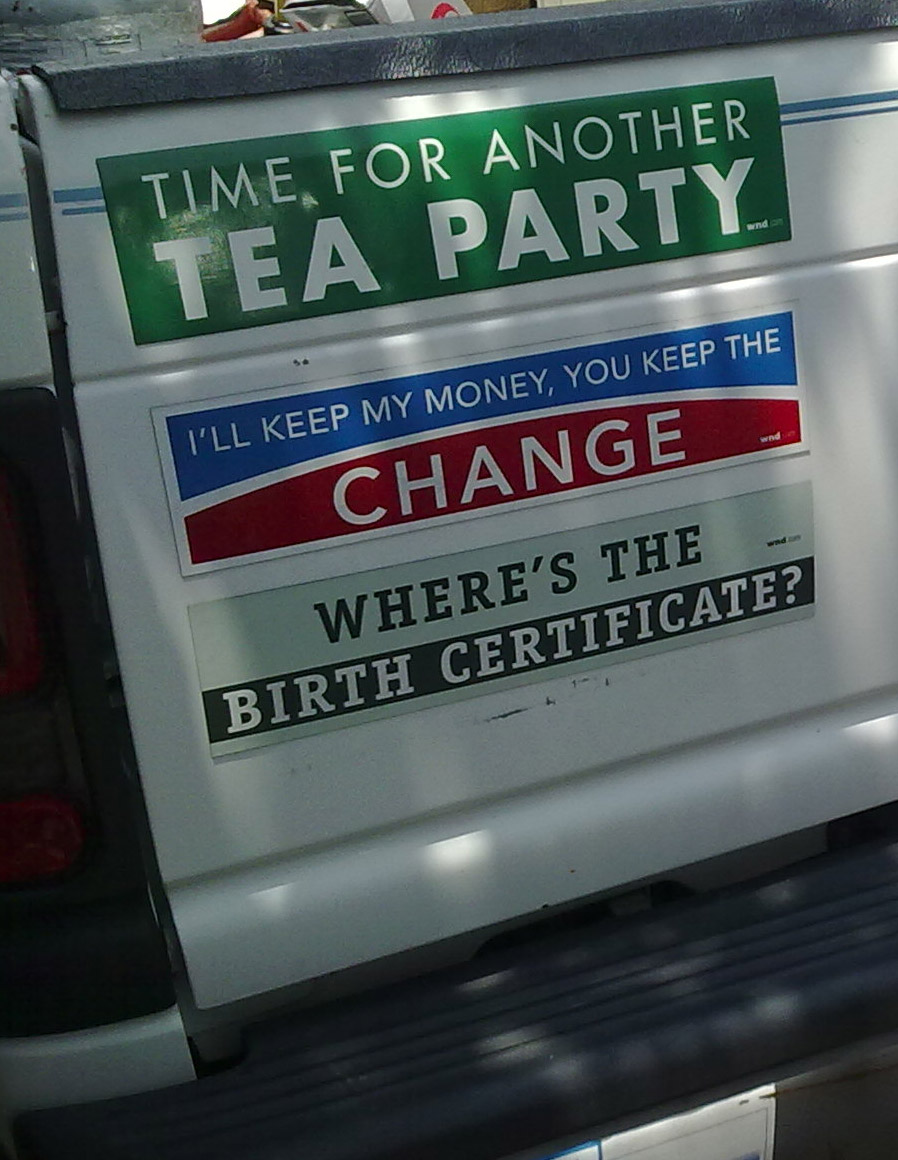
Trump foi o mais proeminente promotor da teoria da conspiração birther usada para deslegitimar seu rival político empregando uma tática política conhecida como a Grande Mentira.

De acordo com o advogado de direitos civis Burt Neuborne e o teórico político William E. Connolly, a retórica trumpista emprega tropos semelhantes aos usados pelos fascistas na Alemanha para persuadir os cidadãos (no início uma minoria) a desistir da democracia, usando uma enxurrada de falsidades, meias verdades, invectivas pessoais, ameaças, xenofobia, sustos de segurança nacional, fanatismo religioso, racismo branco, exploração da insegurança econômica e uma busca incessante por bodes expiatórios. Neuborne encontrou vinte práticas paralelas, como criar o que equivale a uma "realidade alternativa" nas mentes dos adeptos, por meio de comunicações diretas, alimentando uma mídia de massa bajuladora e ridicularizando os cientistas para erodir a noção de verdade objetiva; organizando comícios de massa cuidadosamente orquestrados; atacando amargamente os juízes quando os casos legais são perdidos ou rejeitados; usando um fluxo ininterrupto de mentiras, meias verdades, insultos, vitupérios e insinuações destinadas a marginalizar, demonizar e eventualmente destruir oponentes; fazendo apelos jingoístas ao fervor ultranacionalista; e prometendo desacelerar, parar e até reverter o fluxo de grupos étnicos "indesejáveis" que são lançados como bodes expiatórios para os males da nação.
Connolly apresenta uma lista semelhante em seu livro Aspirational Fascism (2017), acrescentando comparações da integração da teatralidade e da participação da multidão com a retórica, envolvendo gestos corporais grandiosos, caretas, acusações histéricas, repetições dramáticas de falsidades de realidade alternativa e afirmações totalistas incorporadas à assinatura frases que o público é fortemente encorajado a juntar-se a cantar. Apesar das semelhanças, Connolly enfatiza que Trump não é nazista, mas "é um fascista aspiracional que persegue a adulação da multidão, o nacionalismo hiperagressivo, o triunfalismo branco e o militarismo, persegue um regime de lei e ordem que dá poder irresponsável à polícia e é um praticante de um estilo retórico que regularmente cria notícias falsas e difama oponentes para mobilizar apoio para as Grandes Mentiras que ele avança."
Relatar sobre a dinâmica da multidão de comícios trumpistas documentou expressões do padrão Money-Kyrle e encenação associada, com alguns comparando a dinâmica simbiótica de agradar à multidão com a do estilo de entretenimento esportivo de eventos com os quais Trump estava envolvido desde a década de 1980. O estudioso de teoria crítica Douglas Kellner compara a elaborada encenação do Triumph des Willens de Leni Riefenstahl com aquela usada com os apoiadores de Trump usando o exemplo da preparação de sequências de fotos e hyping agressivo de enorme público esperado para o evento primário de Trump em 2015 em Mobile, Alabama, quando a cobertura da mídia repetidamente corta entre o TrumpJet circulando o estádio, a excitação crescente de admiradores arrebatados abaixo, a carreata e a entrada triunfal final do indivíduo que Kellner afirma estar sendo apresentado como o "salvador político para ajudá-los com seus problemas e resolver seus problemas e queixas". Connolly acha que a performance extrai energia da raiva da multidão enquanto a canaliza, atraindo-a para uma colagem de angústias, frustrações e ressentimentos sobre temas de mal-estar, como desindustrialização, offshoring, tensões raciais, politicamente correto, uma posição mais humilde para os Estados Unidos em segurança global, economia e assim por diante. Connolly observa que gestos animados, pantomimas, expressões faciais, pavoneamento e apontar de dedos são incorporados como parte do teatro, transformando a ansiedade em raiva dirigida a determinados alvos, concluindo que "cada elemento em uma performance de Trump flui e se dobra nos outros até que um forma-se uma máquina de ressonância agressiva que é mais intensa do que suas partes."
Alguns acadêmicos apontam que a narrativa comum na imprensa popular descrevendo a psicologia dessas multidões é uma repetição de uma teoria do século XIX de Gustave Le Bon quando as multidões organizadas eram vistas pelas elites políticas como ameaças potencialmente anárquicas à ordem social. Em seu livro The Crowd: A Study of the Popular Mind (1895), Le Bon descreveu uma espécie de contágio coletivo unindo uma multidão em um frenesi quase religioso, reduzindo os membros a níveis de consciência bárbaros, se não subumanos, com objetivos anárquicos irracionais. Uma vez que tal descrição despersonaliza os apoiadores, esse tipo de análise de Le Bon é criticado porque os pretensos defensores da democracia liberal estão simultaneamente se esquivando da responsabilidade de investigar as queixas, ao mesmo tempo em que aceitam involuntariamente o mesmo enquadramento de nós contra eles do iliberalismo. Connolly reconhece os riscos, mas considera mais arriscado ignorar que a persuasão trumpiana é bem-sucedida devido ao uso deliberado de técnicas que evocam formas mais leves de contágio afetivo.

#### Mentiras

Arte de rua Lie Lie Land' de Bambi — Zomba de Trump com uma paródia dos cartazes promocionais do filme “La La Land”

A retórica absolutista empregada favorece fortemente a reação da multidão sobre a veracidade, com um grande número de metiras que Trump apresenta como fatos. Com base no livro On Bullshit, de Harry G. Frankfurt, o professor de ciência política Matthew McManus aponta que é mais preciso identificar Trump como um enrolador cujo único interesse é persuadir, e não um mentiroso (por exemplo, Richard Nixon) que assume o poder da verdade seriamente e tão enganosamente tenta escondê-la. Trump, por outro lado, é indiferente à verdade ou inconsciente dela. Ao contrário das mentiras convencionais de políticos que exageram suas realizações, as mentiras de Trump são flagrantes, mentindo sobre fatos facilmente verificáveis. Em um comício, Trump afirmou que seu pai "veio da Alemanha", embora Fred Trump tenha nascido em Nova York. Trump fica surpreso quando suas falsidades são desmentidas, como foi o caso quando os líderes da Assembleia Geral das Nações Unidas de 2018 caíram na gargalhada ao se gabar de ter realizado mais em seus dois primeiros anos do que qualquer outro presidente dos Estados Unidos. Visivelmente surpreendido, Trump respondeu ao público: "Eu não esperava essa reação".
Trump mente sobre o trivial, como afirmar que não choveu, a primeira mentira da presidência de Trump, no dia de sua posse quando na verdade choveu, além de fazer "Grandes Mentiras" grandiosas, como afirmar que Obama fundou o ISIS, ou promovendo o movimento birther, uma teoria da conspiração que afirma que Obama nasceu no Quênia, não no Havaí. Ele também mentiu que o vírus do Covid era equivalente à gripe; a situação estava "totalmente sob controle"; que o vírus estava "desaparecendo"; e que os norte-americanos não precisavam mudar seu comportamento habitual. Trump twittou em 2019 que o Alabama era um dos estados em maior risco do furacão Dorian do que havia sido inicialmente previsto e mudou a carta meteorológica oficial com um marcador para apoiar sua mentira. Connolly aponta para as semelhanças de tal iluminação a gás (Gaslighting) que distorce a realidade com técnicas fascistas e pós-soviéticas de propaganda, incluindo Kompromat (material escandaloso), afirmando que "a persuasão de Trump baseia-se significativamente na repetição de Grandes Mentiras."

### Temas ideológicos
O trumpismo difere do clássico Republicanismo de Abraham Lincoln em muitos aspectos em relação ao livre comércio, imigração, igualdade, freios e contrapesos no governo federal e a separação entre igreja e estado. Peter J. Katzenstein do Centro de Ciências Sociais WZB Berlim acredita que o trumpismo se baseia em três pilares, ou seja, nacionalismo, religião e raça. De acordo com Jeff Goodwin, o trumpismo é caracterizado por cinco elementos-chave: conservadorismo social, capitalismo neoliberal, nacionalismo econômico, nativismo e nacionalismo branco.
Na conferência do CPAC de 2021, Trump deu sua própria definição do que define o trumpismo: "O que isso significa é grandes negócios,…. Como a substituição do USMCA do horrível NAFTA…. Significa impostos baixos e regulamentações matadoras de empregos eliminadas,…. Significa fronteiras fortes, mas pessoas entrando em nosso país com base em um sistema de mérito…. [I]sto significa que não há tumultos nas ruas. Significa aplicação da lei. Significa proteção muito forte para a segunda emenda e o direito de manter e portar armas…. [I]sto significa um exército forte e cuidar de nossos reservistas,… ".

### Base combativa e menos ideológica

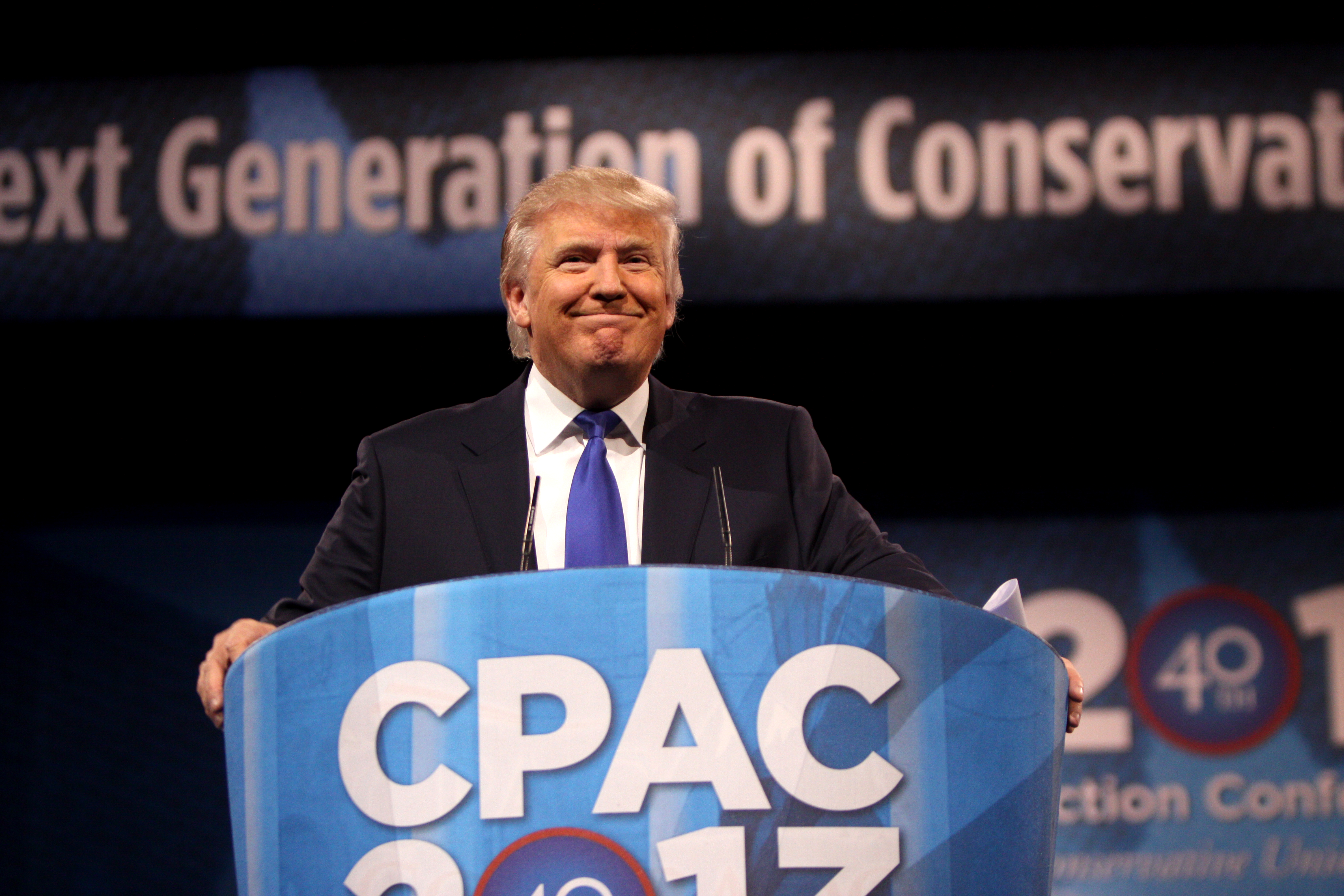
Trump falando na Conferência de Ação Política Conservadora (CPAC)

Uma definição circular não ideológica alternativa do trumpismo amplamente difundida entre os ativistas de Trump foi relatada por Saagar Enjeti, correspondente-chefe em Washington do The Hill, que declarou: "Fui frequentemente informado por pessoas totalmente dentro do campo MAGA que trumpismo significava qualquer coisa que Trump fizesse, portanto, nada do que ele fez é um afastamento do trumpismo."
A jornalista Elaina Plott sugere que a ideologia não é tão importante quanto outras características do trumpismo. Plott cita o analista político Jeff Roe, que observou que Trump "compreendeu" e agiu de acordo com a tendência entre os eleitores republicanos de serem "menos ideológicos", mas "mais polarizados". Os republicanos agora estão mais dispostos a aceitar políticas como cobertura de saúde obrigatória pelo governo para condições preexistentes ou tarifas comerciais, anteriormente desprezadas pelos conservadores como regulamentações governamentais onerosas. Ao mesmo tempo, fortes declarações de apoio a Trump e partidarismo agressivo tornaram-se parte da campanha eleitoral republicana (em pelo menos algumas partes dos EUA) chegando até mesmo a campanhas não partidárias para o governo local que anteriormente eram colegiais e orientadas por questões. Pesquisas do cientista político Marc Hetherington e outros descobriram que os apoiadores de Trump tendem a compartilhar uma "visão de mundo" que transcende a ideologia política, concordando com declarações como "a melhor estratégia é jogar duro, mesmo que isso signifique ser injusto". Em contraste, aqueles que concordam com declarações como "a cooperação é a chave para o sucesso" tendem a preferir o adversário de Trump, o ex-candidato presidencial republicano Mitt Romney.
Em 31 de janeiro de 2021, uma visão detalhada da tentativa de partidários combativos de Trump de subverter a eleição dos Estados Unidos foi publicada em The New York Times. O jornalista Nicholas Lemann escreve sobre a desconexão entre algumas das retóricas e promessas de campanha de Trump e o que ele realizou uma vez no cargo – e o fato de que a diferença parecia incomodar muito poucos apoiadores. Os temas da campanha são anti-livre comércio nacionalismo, defesa da Previdência Social, ataques às grandes empresas, "construindo aquele muro grande e bonito e fazendo o México pagar por ele", revogando o Affordable Care Act de Obama, um programa de construção de infraestrutura de um trilhão de dólares. As realizações foram as políticas e legislação republicanas "convencionais" — cortes substanciais de impostos, reversão de regulamentações federais e aumentos nos gastos militares. Muitos notaram que, em vez de a Convenção Nacional Republicana emitir a habitual "plataforma" de políticas e promessas para a campanha de 2020, ofereceu uma "resolução de uma página" afirmando que o partido não "teria uma nova plataforma, mas… 'tem e continuará a apoiar entusiasticamente a agenda do presidente para a América em primeiro lugar.

## Psicologia Social

### Orientação de dominância

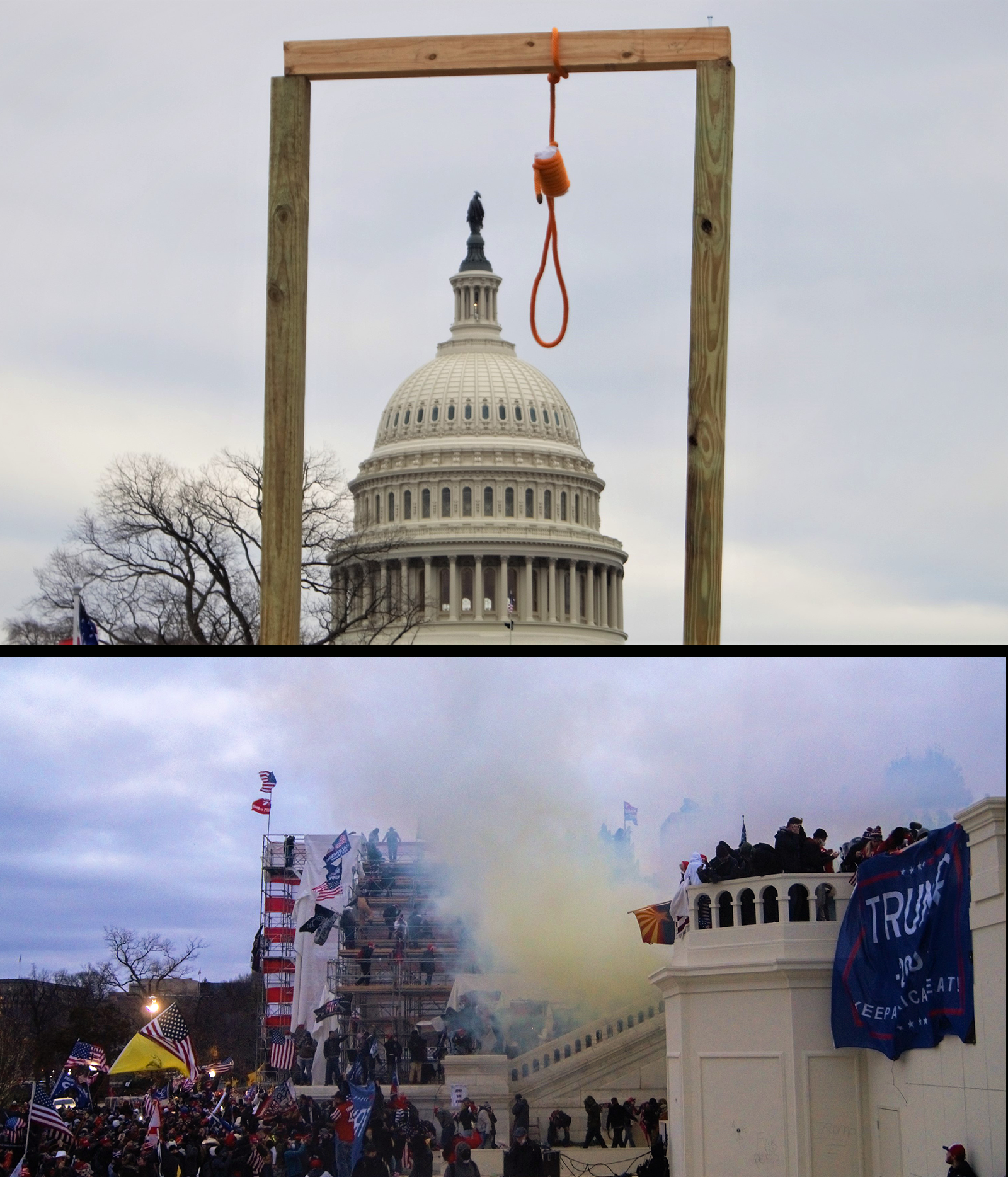
Forca simulada e apoiadores de Trump atacando o Congresso em 6 de janeiro de 2021

Pesquisas de psicologia social sobre o movimento Trump, como as de Bob Altemeyer, Thomas F. Pettigrew e Karen Stenner, veem o movimento Trump como sendo principalmente impulsionado pelas predisposições psicológicas de seus seguidores. Altemeyer e outros pesquisadores como Pettigrew enfatizam que nenhuma afirmação é feita de que esses fatores fornecem uma explicação completa, mencionando outras pesquisas que mostram que importantes fatores políticos e históricos (revisados em outras partes deste artigo) também estão envolvidos. A revista acadêmica revisada por pares Social Psychological and Personality Science publicou o artigo "Group-Based Dominance and Authoritarian Aggression Predict Support for Donald Trump in the 2016 US Presidential Election", descrevendo um estudo concluindo que os seguidores de Trump têm uma preferência distinta por fortemente hierárquicos e ordens sociais etnocêntricas que favorecem seu endogrupo. Em um livro não acadêmico que ele é co-autor com John Dean intitulado Authoritarian Nightmare: Trump and His Followers, Altemeyer descreve pesquisas que chegam às mesmas conclusões. Apesar de crenças e ideologias díspares e inconsistentes, uma coalizão de tais seguidores pode se tornar coesa e ampla em parte porque cada indivíduo "compartimentaliza" seus pensamentos e eles são livres para definir seu senso de endogrupo tribal ameaçado em seus próprios termos, seja predominantemente relacionado a suas visões culturais ou religiosas (por exemplo, o mistério do apoio evangélico a Trump), nacionalismo (por exemplo, o slogan Make America Great Again), ou sua raça (mantendo uma maioria branca).
Altemeyer, MacWilliams, Feldman, Choma, Hancock, Van Assche e Pettigrew afirmam que, em vez de tentar medir diretamente essas visões ideológicas, raciais ou políticas, os apoiadores de tais movimentos podem ser previstos de forma confiável usando duas escalas de psicologia social (isoladamente ou em combinação), ou seja, medidas autoritárias de direita (RWA) que foram desenvolvidas na década de 1980 por Altemeyer e outros pesquisadores de personalidades autoritárias, e a escala de orientação de dominância social (SDO) desenvolvida na década de 1990 por teóricos de dominância social. Em maio de 2019, o Monmouth University Polling Institute realizou um estudo em colaboração com Altemeyer para testar empiricamente a hipótese usando as medidas SDO e RWA. A descoberta foi que a orientação de dominância social e a afinidade com a liderança autoritária são de fato altamente correlacionadas com os seguidores do trumpismo. A perspectiva de Altemeyer e seu uso de uma escala autoritária e SDO para identificar seguidores de Trump não é incomum. Seu estudo foi mais uma confirmação dos estudos mencionados anteriormente discutidos em MacWilliams (2016), Feldman (2020), Choma e Hancock (2017) e Van Assche & Pettigrew (2016).

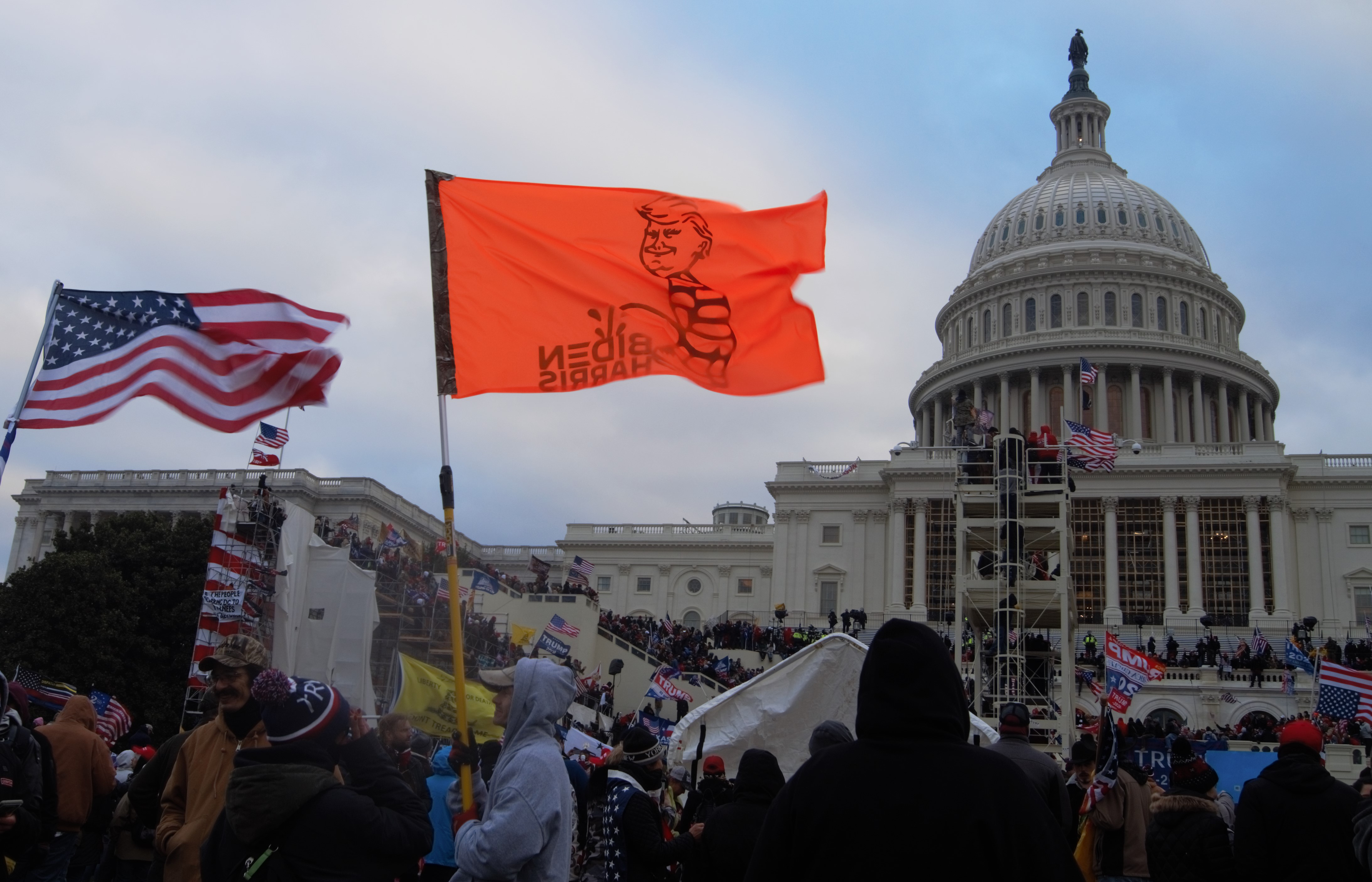
Os apoiadores de Trump empregaram uma variedade de imagens de domínio em bandeiras, roupas e uma forca simulada.

A pesquisa não implica que os seguidores sempre se comportem de forma autoritária, mas que a expressão é contingente, o que significa que há influência reduzida se não for desencadeada pelo medo e pelo que o indivíduo percebe como ameaças. A pesquisa é global e técnicas psicológicas sociais semelhantes para analisar o trumpismo demonstraram sua eficácia na identificação de adeptos de movimentos semelhantes na Europa, incluindo os da Bélgica e França (Lubbers & Scheepers, 2002; Swyngedouw & Giles, 2007; Van Hiel & Mervielde, 2002; Van Hiel, 2012), Holanda (Cornelis & Van Hiel, 2014) e Itália (Leone, Desimoni & Chirumbolo, 2014). Citando comentários de participantes de uma série de grupos focais compostos por pessoas que votaram no democrata Obama em 2012, mas voltaram para Trump em 2016, a pesquisadora Diane Feldman observou a raiva antigoverno e anti-elite costeira: "Eles acham que 'são melhores do que nós, eles são PC, eles são sinalizadores de virtude.' '[Trump] não aparece como uma daquelas pessoas que pensam que são melhores do que nós e estão nos ferrando.'" Eles nos dão um sermão. " — Eles nem vão à igreja. 'Eles estão no comando e estão nos enganando."

### Ataque ao Capitólio dos EUA
Em vez de aceitar a derrota, Trump construiu um mundo alternativo no qual ele havia perdido por causa de uma fraude eleitoral maciça. Trump pressionou seu procurador-geral, William Barr, a lançar dúvidas sobre a eleição. Ele implorou ao secretário de Estado da Geórgia, Brad Raffensperger, que “encontrasse” votos suficientes para desfazer sua perda. Ambos recusaram.
A campanha de Trump entrou com 62 processos, todos menos um dos quais foram arquivados, geralmente por falta de provas e muitas vezes por juízes nomeados pelo próprio Trump. Nesse ponto, o pensamento de Trump se tornou mais um ditador do que um presidente americano. Com a ajuda de um advogado chamado John Eastman, ele elaborou um plano para se agarrar ao poder fazendo com que seu vice-presidente se recusasse a certificar os votos eleitorais nos estados que ele havia perdido. Trump ajudou a coordenar o ataque ao Congresso em 6 de janeiro, o dia em que os votos eleitorais foram certificados, orientando seus apoiadores a marchar na capital e convencer Pence e os republicanos do Congresso a realizar seu plano.
O Partido Republicano e os demagogos de direita que passaram cinco anos distribuindo propaganda pró-Trump não tinham para onde ir. Graças ao seu próprio gerrymandering, o GOP fortaleceu o trumpismo. O trumpismo liderado por extremistas armados como Marjorie Taylor Greene, Lauren Boebert e outros radicais de direita decidiram colocar seu líder no poder apesar da constituição e dos resultados eleitorais. Os antigos republicanos do governo, amigos dos grandes negócios, representados por liberais como Mitt Romney, tornaram-se essencialmente irrelevantes.
Quando Louis Gohmert declarou na TV que a decisão havia deixado os patriotas com apenas uma forma de recurso: “Você tem que ir às ruas e ser tão violento quanto Antifa e B.L.M.”, o esteio do movimento de insurgência Tea Party e a propaganda, demagogia e intimidação do trumpismo, preocupado tanto com conservadores heréticos quanto com liberais, persuadiu muitos americanos a repudiar os princípios fundamentais de seu país — uma única palavra “Bullshit!” bastou para empurrar seus partidários mais fanáticos para uma insurreição aberta. Jamie Larkin afirma que as ações movidas pelo trumpismo no Capitólio "diminuirão os Estados Unidos como o farol da liberdade e da democracia aos olhos de nossos aliados e do resto do mundo que nos vê como o farol da liberdade".

### Trumpismo e o comportamento animal
O ex-presidente da Câmara, Newt Gingrich, explicou o papel central do domínio em seu discurso "Princípios do trumpismo", comparando o estilo de liderança necessário ao de um urso violento. O pesquisador de psicologia Dan P. McAdams acha que uma comparação melhor é com o comportamento de dominância de chimpanzés machos alfa, como Yeroen, objeto de um extenso estudo do comportamento social dos chimpanzés conduzido pelo renomado primatologista Frans de Waal. Christopher Boehm, professor de biologia e antropologia concorda, escrevendo: "seu modelo de postura política tem ecos do que vi na natureza em seis anos na Tanzânia estudando os chimpanzés do Gombe" e "parece uma exibição alfa clássica".

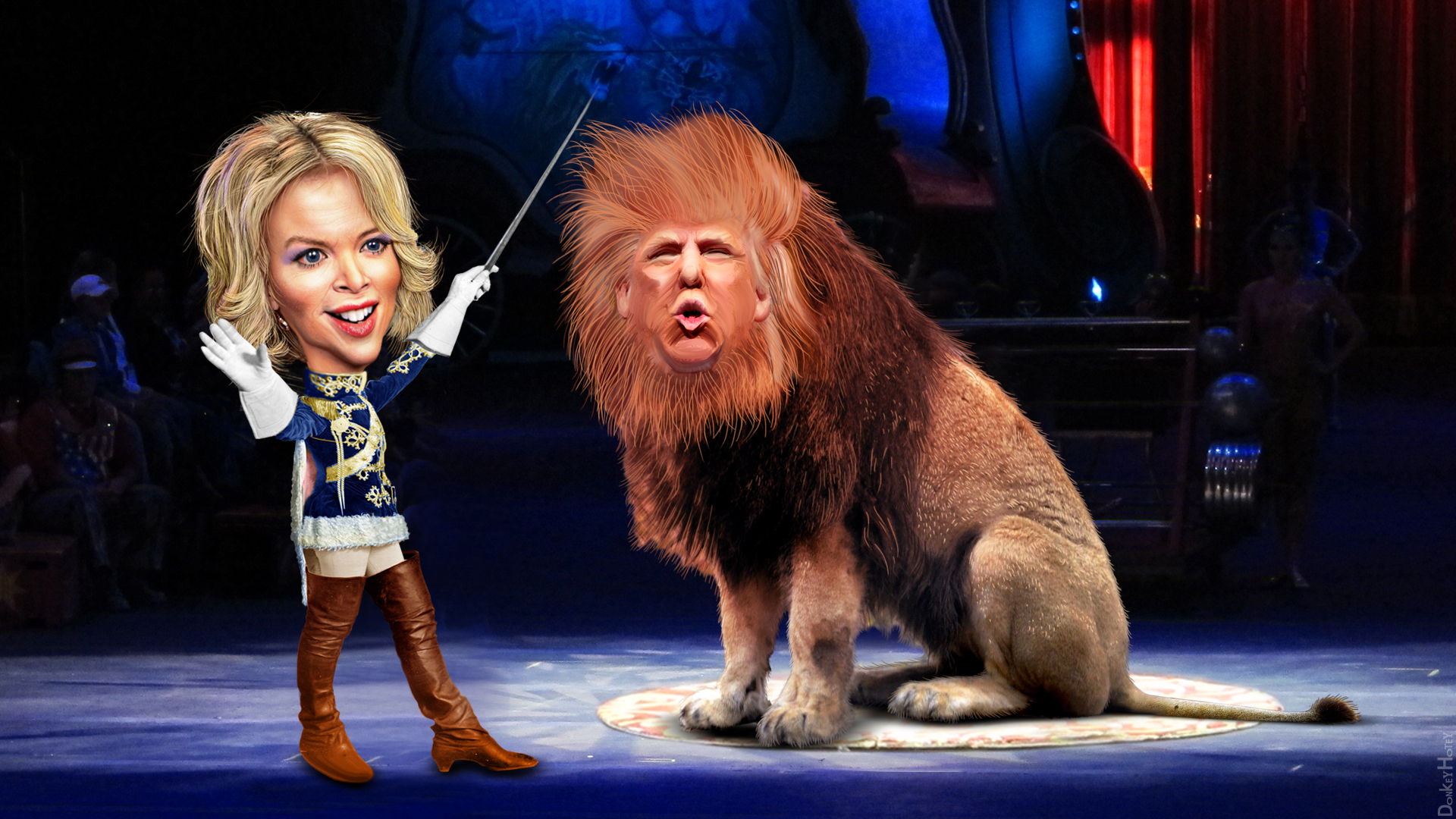
Megyn Kelly tenta domar a fera loira selvagem

Usando o exemplo de Yeroen, McAdams descreve as semelhanças: "No Twitter, os tweets incendiários de Trump são como as exibições de Yeroen. Segue-se o pandemônio enquanto os machos rivais se encolhem de medo… Terminado o caos, há um período de paz e ordem, em que os machos rivais prestam homenagem ao alfa, visitando-o, cuidando dele e expressando várias formas de submissão. No caso de Trump, seus tweets são projetados para intimidar seus inimigos e reunir sua base submissa… Essas explosões verbais reforçam o domínio do presidente, lembrando a todos de sua ira e sua força."
A primatologista Jane Goodall explica que, assim como as performances de dominância de Trump, "para impressionar os rivais, os machos que procuram subir na hierarquia de dominância realizam exibições espetaculares: pisando, batendo no chão, arrastando galhos, atirando pedras. exibição, quanto mais rápido o indivíduo subir na hierarquia, e mais tempo ele provavelmente manterá essa posição”. A comparação foi ecoada por observadores políticos simpatizantes de Trump. Nigel Farage, um apoiador entusiasmado de Trump, afirmou que nos debates presidenciais de 2016 nos Estados Unidos, onde Trump agigantou-se sobre Clinton, ele "parecia um grande gorila de costas prateadas", e acrescentou que "ele é aquele grande macho alfa. O líder da matilha!"
McAdams aponta que o público consegue compartilhar vicariamente o sentimento de dominação devido ao vínculo parassocial que sua performance produz para seus fãs, como mostra a pesquisa de Shira Gabriel estudando o fenômeno no papel de Trump em 'O Aprendiz'. McAdams escreve que "o público da televisão experimentou indiretamente o mundo de acordo com Donald Trump", um mundo onde Trump diz que "o homem é o mais cruel de todos os animais, e a vida é uma série de batalhas que terminam em vitória ou derrota".

### Narcisismo coletivo

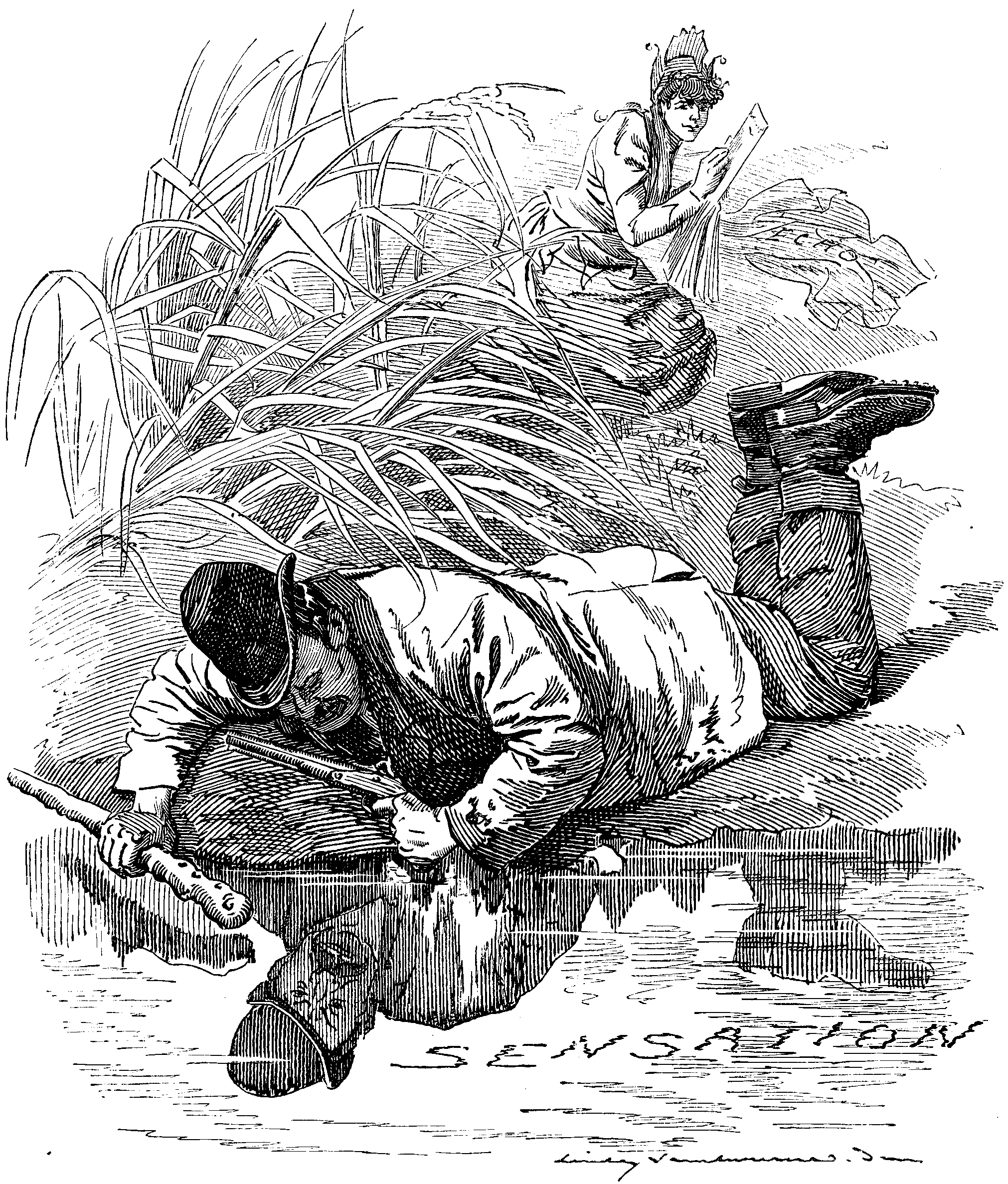
A caricatura satírica de 1892 de Punch "Newest Narcissus" acompanha o verso que proclama o "perigo para o estado" representado pela mídia fazendo um culto de ecoar o comportamento sensacional de indivíduos que, por sua vez, espelham o que vêem chamando a atenção na mídia.

O antropólogo cultural Paul Stoller acha que Trump empregou magistralmente os fundamentos da cultura das celebridades – brilho, ilusão e fantasia para construir uma realidade alternativa compartilhada, onde as mentiras se tornam verdade e a resistência da realidade aos próprios sonhos é superada pela postura correta e ousada autoconfiança. O pai de Trump doutrinou seus filhos desde tenra idade no tipo de abordagem de pensamento positivo da realidade defendida pelo pastor da família Norman Vincent Peale. Trump se gabou de que Peale o considerava o maior estudante de sua filosofia que considera os fatos como não importantes, porque atitudes positivas farão com que o que você "imagine" se materialize. A biógrafa de Trump, Gwenda Blair, acha que Trump pegou a filosofia de auto-ajuda de Peale e a "armou".
Robert Jay Lifton, um estudioso da psico-história e autoridade na natureza dos cultos, enfatiza a importância de entender o trumpismo "como um ataque à realidade". Um líder tem mais poder se for bem-sucedido em tornar a verdade irrelevante para seus seguidores. O biógrafo de Trump, Timothy L. O'Brien, concorda, afirmando: "É um princípio operacional central do trumpismo. Se você ataca constantemente a realidade objetiva, você se torna a única fonte confiável de informação, que é um de seus objetivos para seu relacionamento com seus apoiadores – que eles não acreditem em mais ninguém além dele.". Lifton acredita que Trump é um fornecedor de uma realidade solipsista que é hostil aos fatos e se torna coletivo pela amplificação de frustrações e medos mantidos por sua comunidade de crentes zelosos. Psicólogos sociais se referem a isso como narcisismo coletivo, um forte investimento emocional comum e forte na ideia de que o grupo tem um status especial na sociedade. Muitas vezes, é acompanhada por expressões crônicas de intolerância em relação a grupos externos, agressão intergrupal e expressões frequentes de vitimização do grupo sempre que o grupo interno se sente ameaçado por críticas percebidas ou falta de respeito adequado pelo grupo interno. A identidade dos membros do grupo está intimamente ligada à identidade coletiva expressa por seu líder, motivando vários estudos para examinar sua relação com movimentos autoritários. As medidas coletivas de narcisismo têm se mostrado um poderoso preditor de participação em tais movimentos, incluindo o de Trump.

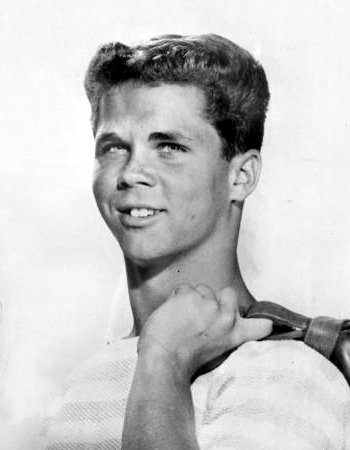
De acordo com o historiador John Fea, muitos seguidores de Trump encontram um terreno comum com outros que buscam refúgio da mudança, pedindo o retorno a uma versão utópica de "Leave it to Beaver" dos EUA que nunca existiu em primeiro lugar.

Em seu livro Believe Me, que detalha a exploração de Trump da política evangélica branca do medo, o professor de história do Messiah College, John Fea, aponta a natureza narcisista dos apelos fantasiosos à nostalgia, observando que "no final, a prática da nostalgia é inerentemente egoísta porque centra-se inteiramente na nossa própria experiência do passado e não na experiência dos outros. Por exemplo, pessoas nostálgicas pelo mundo de "Leave It to Beaver" podem deixar de reconhecer que outras pessoas, talvez até mesmo algumas das pessoas que viviam no "paraíso" suburbano de Cleaver da década de 1950, não estavam experimentando o mundo de uma maneira que descrever como 'grandioso'. A nostalgia pode nos dar uma visão de túnel. Seu uso seletivo do passado falha em reconhecer a complexidade e amplitude da experiência humana…”
De acordo com Fea, a desesperança de alcançar versões tão fantasiosas de um passado idealizado "nos faz imaginar um futuro cheio de horror", tornando qualquer coisa desconhecida o capim do gado para narrativas conspiratórias que facilmente mobilizam evangélicos brancos que não conseguem reunir "o tipo de coragem espiritual necessária para superar o medo." Como resultado, eles não apenas abraçam esses medos, mas são facilmente cativados por um homem forte como Trump, que repete e amplifica seus medos enquanto se apresenta como o grande libertador. Em sua revisão da análise de Fea sobre o impacto das teorias da conspiração nos apoiadores evangélicos brancos de Trump, o estudioso de política religiosa David Gutterman escreve: "Quanto maior a ameaça, mais poderosa a libertação." A visão de Gutterman é que "Donald J. Trump não inventou esta fórmula; os evangélicos, em sua falta de coragem espiritual, exigiram e glorificaram esta mensagem por gerações. Apesar da garantia bíblica literal de não temer, os evangélicos brancos estão preparados para medo, sua identidade é alimentada pelo medo, e as fontes do medo estão em cada curva desconhecida. O estudioso de teoria social John Cash observa que as narrativas de desastres de horrores iminentes têm um público mais amplo do que uma única comunidade cuja identidade está associada a certezas coletivas específicas oferecidas por líderes evangélicos brancos, apontando para um estudo do Pew de 2010 que descobriu que 41% dos EUA pensam que o mundo será definitivamente ou provavelmente destruído em meados do século. Cash aponta que certezas podem ser encontradas em outras narrativas que também têm o efeito unificador de vincular indivíduos de mentalidade semelhante em narrativas compartilhadas de "nós versus eles", como aquelas baseadas em raça ou absolutismos políticos. Cash observa que todos os sistemas políticos devem suportar tal exposição à atração do narcisismo, fantasia, falta de lógica e distorção. Além disso, Cash pensa que o teórico psicanalítico Joel Whitebook está correto ao dizer que "trumpismo como uma experiência social pode ser entendido como um fenômeno psicótico, que [trumpismo é] um ataque intencional […] à nossa relação com a realidade". A cartilha de Trump é como a do estrategista de Vladislav Surkov que emprega "mudanças de forma incessantes, apelando para skinheads nacionalistas em um momento e grupos de direitos humanos no próximo".

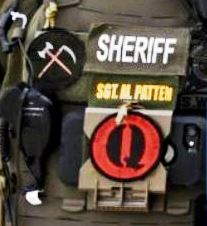
Detalhe da foto da Casa Branca do vice-presidente Mike Pence posando com membros da equipe SWAT do Condado de Broward, Flórida, mostrando o emblema do movimento conspiracionista de extrema-direita "QAnon" usado por um dos oficiais

Cash faz comparações com um mundo de Alice no País das Maravilhas ao descrever a habilidade de Trump de segurar um espelho para seguidores com fantasias díspares, aparentemente abraçando todos eles em uma série de tweets e pronunciamentos contraditórios. Ele cita exemplos como Trump parecendo apoiar e encorajar as "pessoas muito boas" entre os "manifestantes neonazistas [que] carregavam tochas que eram claros significados de nostalgia" depois de Charlottesville ou para audiências com queixas sentidas sobre um presidente da América negro, fantasias de conspiração, como a alegação de que Obama grampeou suas conversaas. Cash escreve: "Ao contrário da resiliente Alice, que, tendo atravessado o espelho, insiste na verdade e na precisão quando confrontada por um mundo de reviravoltas, contradições, absurdo e irracionalidade, Trump inverte esse processo. Cativado por sua própria imagem e, portanto, relutante e incapaz de atravessar o espelho por medo de perturbar e dissolver aquela fascinação narcísica por sua autoimagem preferida, Trump arrastou o mundo desinibido e distorcido do outro lado do mundo do espelho em nosso mundo compartilhado."
Embora o líder possua propriedade dominante da realidade compartilhada pelo grupo, Lifton vê diferenças importantes entre o trumpismo e os cultos típicos, como não promover uma ideologia totalista e que o isolamento do mundo exterior não é usado para preservar a coesão do grupo. Lifton identifica várias semelhanças com os tipos de cultos que menosprezam o mundo falso pelo qual os forasteiros são iludidos em preferência por sua verdadeira realidade — um mundo que transcende as ilusões e informações falsas criadas pelos inimigos titânicos do culto. Técnicas de persuasão semelhantes às dos cultos são usadas, como doutrinação empregando eco constante de frases de efeito (via resposta de rally, retuíte ou compartilhamento no Facebook), ou em resposta participativa às declarações semelhantes do guru, pessoalmente ou em configurações online. Exemplos incluem o uso de chamada e resposta ("Clinton" aciona "trancá-la"; "imigrantes" aciona "construir aquele muro"; "quem vai pagar por isso?" aciona "México"), aprofundando assim o senso de participação com a unidade transcendente entre o líder e a comunidade. Exemplos incluem o uso de chamada e resposta ("Clinton" aciona "trancá-la"; "imigrantes" aciona "construia aquele muro"; "quem vai pagar por isso?" aciona "México"), aprofundando assim o senso de participação com a unidade transcendente entre o líder e a comunidade. Participantes e observadores em comícios comentaram sobre o tipo especial de sentimento libertador que é frequentemente experimentado, que Lifton chama de "estado elevado" que "pode até ser chamado de experiências de transcendência".

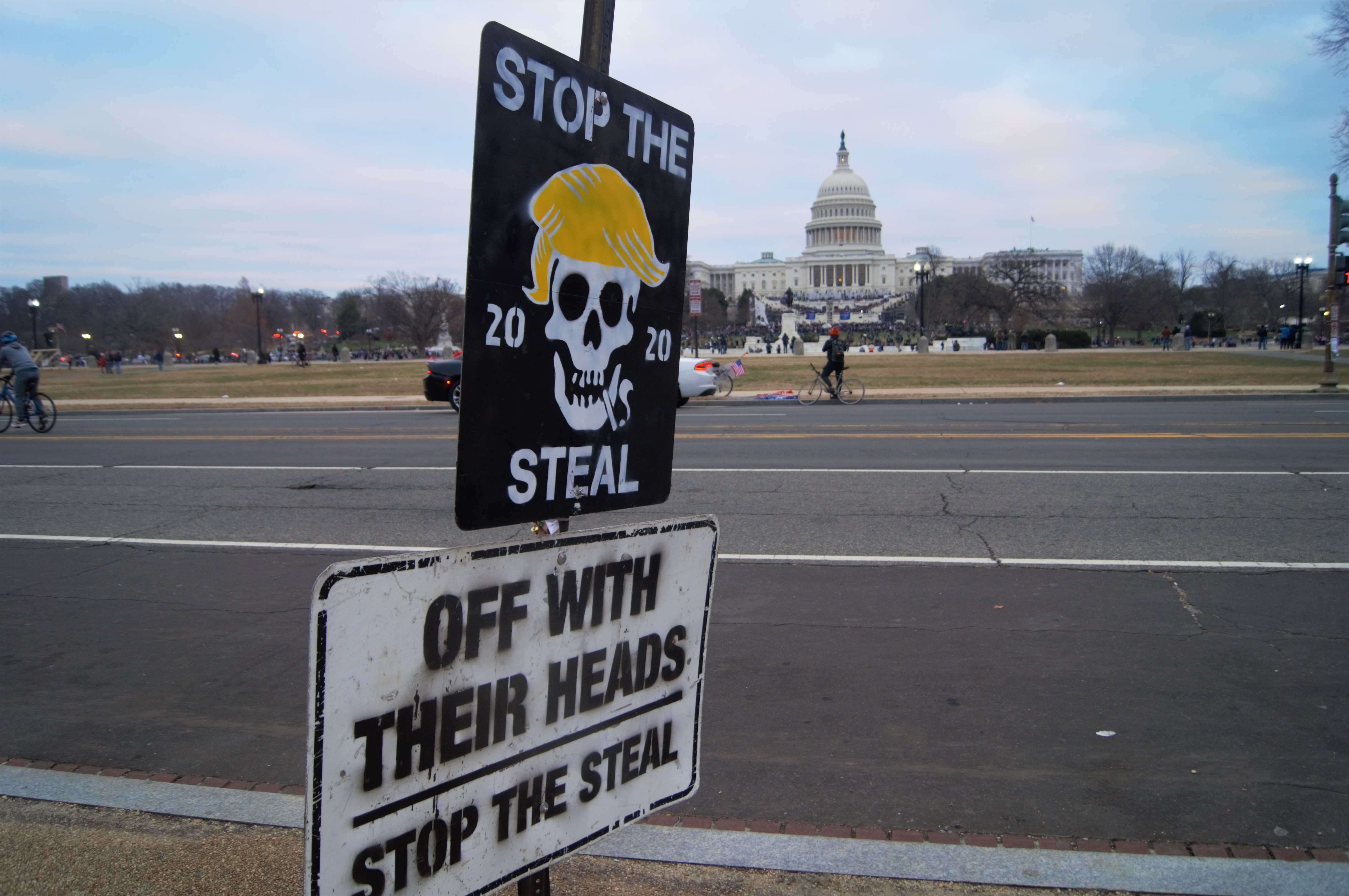
Imagens de domínio usando o tema da conspiração "Stop the Steal" erguido no dia do ataque ao Capitólio. Três em cada quatro republicanos acreditam na teoria da conspiração com quase metade dando aprovação ao ataque do Capitólio

O comentarista de cultura conservadora David Brooks observa que, sob Trump, essa mentalidade pós-verdade fortemente dependente de temas de conspiração passou a dominar a identidade republicana, proporcionando a seus crentes uma sensação de superioridade, uma vez que esses insiders possuem informações importantes que a maioria das pessoas não possui. Isso resulta em um sentimento de poder de agência com a liberação, direito e dever de grupo para rejeitar "especialistas" e a influência de cabalas ocultas que procuram dominá-los. A mídia social amplifica o poder dos membros para promover e expandir suas conexões com crentes de mentalidade semelhante em câmaras de eco de realidade alternativa insular. Pesquisas em psicologia social e ciências cognitivas mostram que os indivíduos buscam informações e comunidades que confirmem seus pontos de vista e que mesmo aqueles com habilidades de pensamento crítico suficientes para identificar alegações falsas com material não político não podem fazê-lo ao interpretar material factual que não está de acordo com crenças políticas. Embora tais afastamentos da realidade compartilhada, baseada em fatos, possibilitados pela mídia datam de pelo menos 1439 com o surgimento da imprensa de Gutenberg, o que há de novo nas mídias sociais é o vínculo pessoal criado por meio de comunicações diretas e instantâneas do líder, e a oportunidade constante de repetir as mensagens e participar do comportamento de sinalização da identidade do grupo. Antes de 2015, Trump já havia estabelecido firmemente esse tipo de vínculo parassocial com uma base substancial de seguidores devido às suas repetidas aparições na televisão e na mídia.

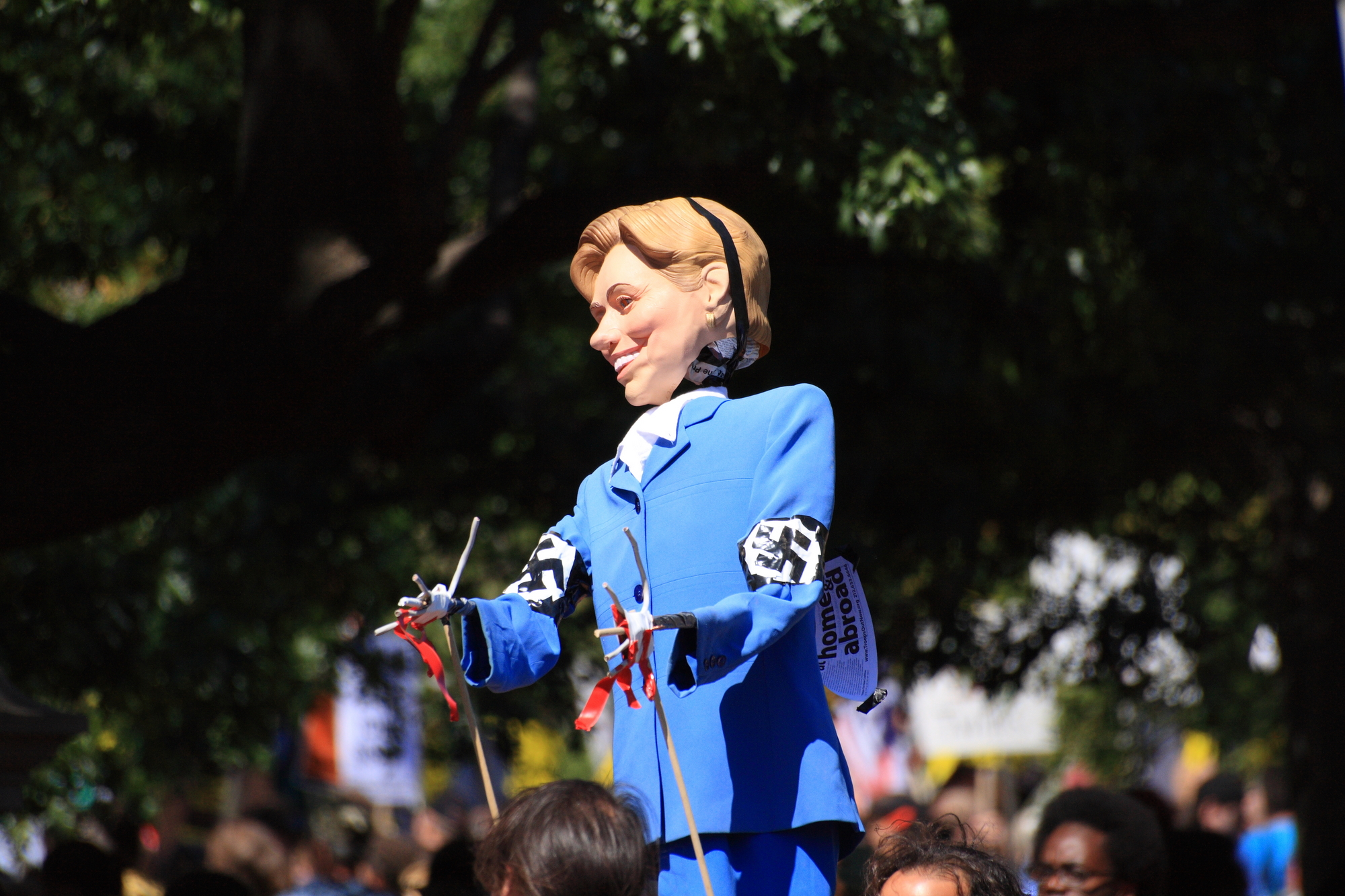
Uma efígie de anti-Hillary Clinton retratando-a como nazista, em 15 de setembro de 2007

Para aqueles que compartilham visões políticas semelhantes às dele, o uso do Twitter por Trump para compartilhar suas visões conspiratórias fez com que esses laços emocionais se intensificassem, fazendo com que seus apoiadores sentissem um vínculo empático profundo como com um amigo — compartilhando sua raiva, compartilhando sua indignação moral, orgulhando-se em seus sucessos, compartilhando sua negação de fracassos e suas visões muitas vezes conspiratórias. Dada a sua eficácia como uma ferramenta emocional, Brooks acha que esse compartilhamento de teorias da conspiração se tornou o mecanismo de união da comunidade mais poderoso do século 21. As teorias da conspiração geralmente têm um forte componente político e livros como The Paranoid Style in American Politics, de Hofstadter, descrevem a eficácia política dessas versões alternativas da realidade. Alguns atribuem o sucesso político de Trump a tornar essas narrativas um marco regular da retórica trumpista, como a suposta manipulação da eleição de 2016 para derrotar Trump, que a mudança climática é uma farsa perpetrada pelos chineses, que Obama não nasceu nos Estados Unidos, várias teorias da conspiração sobre os Clintons, que vacinas causam autismo e assim por diante. Uma das teorias da conspiração mais populares, embora refutadas e desacreditadas, é QAnon, que afirma que os principais democratas administram uma rede de tráfico sexual infantil de elite e o presidente Trump está fazendo esforços para desmantelá-la. Uma pesquisa do Yahoo-YouGov de outubro de 2020 mostrou que essas alegações de Qanon são crenças dominantes, não marginais entre os apoiadores de Trump, com ambos os elementos da teoria considerados verdadeiros por metade dos apoiadores de Trump pesquisados.
Alguns psicólogos sociais veem a predisposição dos trumpistas para interpretar as interações sociais em termos de estruturas de dominância como estendendo-se à sua relação com os fatos. Um estudo de Felix Sussenbach e Adam B. Moore descobriu que o motivo do domínio fortemente correlacionado com a hostilidade em relação a fatos não confirmados e afinidade por conspirações entre os eleitores de Trump em 2016, mas não entre os eleitores de Clinton. Muitos críticos notam a habilidade de Trump em explorar narrativa, emoção e toda uma série de manobras retóricas para atrair apoiadores para a aventura comum do grupo como personagens de uma história muito maior que eles mesmos. É uma história que envolve não apenas um chamado às armas de construção da comunidade para derrotar ameaças titânicas, ou dos feitos heróicos do líder restaurando a grandeza americana, mas de uma restauração do senso individual de liberdade e poder de cada apoiador para controlar suas vidas. Trump canaliza e amplifica essas aspirações, explicando em um de seus livros que sua distorção da verdade é eficaz porque toca as maiores fantasias das pessoas. Em contraste, Clinton foi desdenhoso de tal narrativa cheia de emoção e ignorou a dinâmica emocional da narrativa trumpista.

## Mídia e pilarização

### Indústria cultural

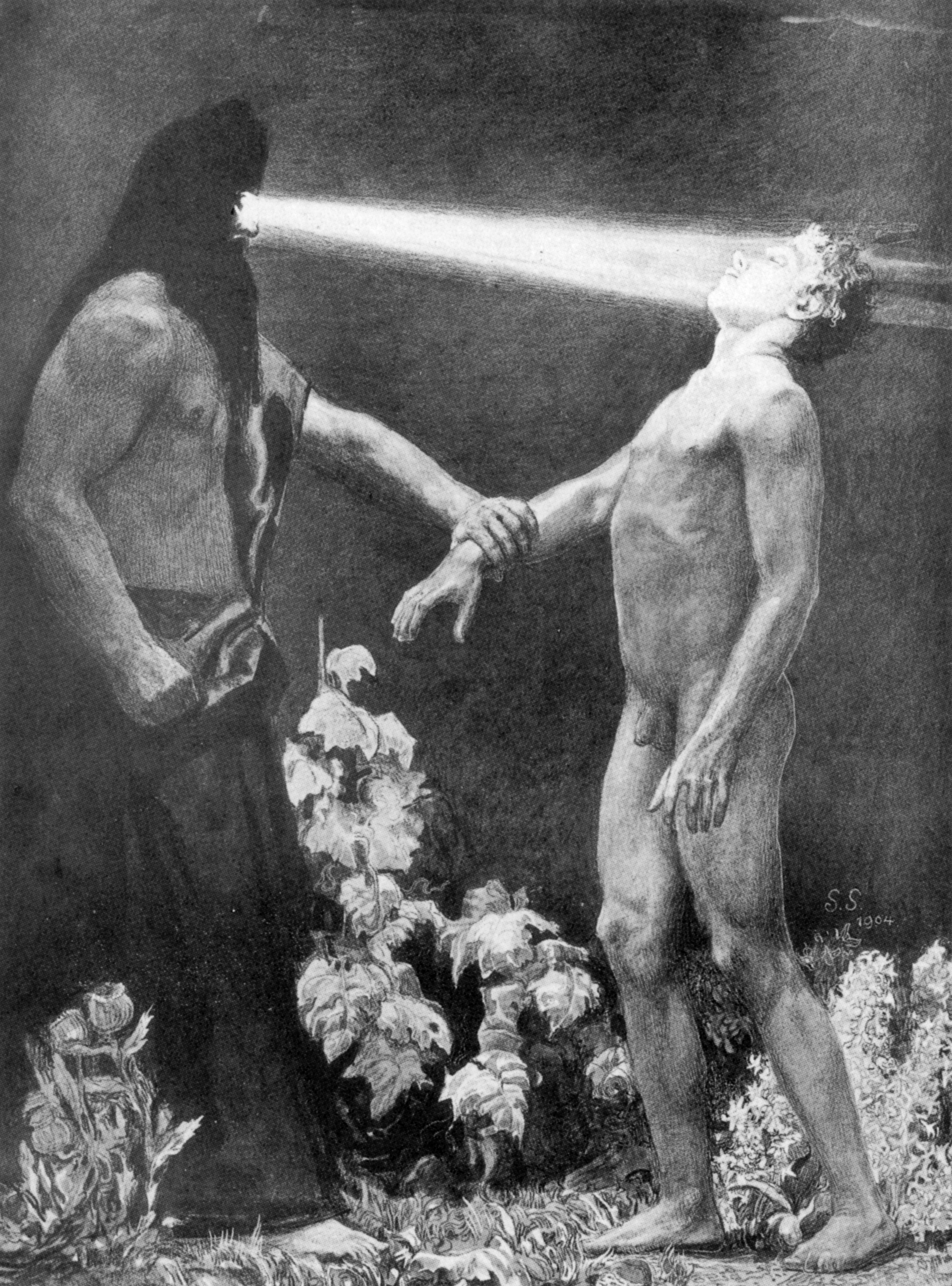
Sascha Schneider, Hypnosis, 1904

Peter E. Gordon, Alex Ross, o sociólogo David L. Andrews e o teórico político de Harvard David Lebow consideram o conceito de "indústria cultural" de Theodor Adorno e Max Horkheimer útil para compreender o trumpismo. Como Ross explica o conceito, a indústria cultural replica "métodos fascistas de hipnose em massa… borrando a linha entre realidade e ficção", alegando que "Trump é tanto um fenômeno da cultura pop quanto político". Gordon observa que esses fornecedores de cultura popular não estão apenas alavancando a indignação, mas estão transformando a política em um produto comercialmente mais lucrativo, uma "reflexão polarizada e padronizada de opinião em formas de humor e indignação teatralizada dentro de nichos de mercado estreitos… dentro do qual se desmaia ao seu slogan preferido e já sabe o que sabe. Cite praticamente qualquer posição política e o que os sociólogos chamam de pilarização — ou o que a Escola de Frankfurt chamou de pensamento "bilhete" — irá prever, quase sem falhas, um conjunto completo de opiniões. O trumpismo é, na perspectiva de Lebow, mais um resultado desse processo do que uma causa. Nos anos que se seguiram ao trabalho de Adorno, Lebow acredita que a indústria cultural evoluiu para um mercado cultural politizador "baseado cada vez mais na internet, constituindo uma hiper-realidade autorreferencial desvinculada de qualquer realidade de referentes… o sensacionalismo e o isolamento intensificam a intolerância à dissonância e ampliar a hostilidade contra hiper-realidades alternativas. Em uma lógica de escalada autorreforçada, a intolerância e a hostilidade encorajam ainda mais o sensacionalismo e o recuo para a insularidade." Do ponto de vista de Gordon, "trumpismo em si, pode-se argumentar, é apenas outro nome para a indústria cultural, onde o desempenho de desfazer a repressão serve como um meio para continuar exatamente como antes."
Deste ponto de vista, a suscetibilidade à manipulação psicológica de indivíduos com inclinações de dominação social não está no centro do trumpismo, mas sim a "indústria cultural" que explora essas e outras suscetibilidades usando mecanismos que condicionam as pessoas a pensar de maneira padronizada. A florescente indústria cultural não respeita fronteiras políticas à medida que desenvolve esses mercados com Gordon enfatizando: "Isso é verdade tanto para a esquerda quanto para a direita, e é especialmente notável quando apoiamos o que hoje passa por discurso político. Em vez de uma esfera pública, temos o que Jürgen Habermas chamou há muito tempo de refeudalização da sociedade." O que Kreiss chama de "conta de mídia baseada em identidade" é importante para entender o sucesso de Trump porque "os cidadãos entendem a política e aceitam informações através das lentes da identidade partidária….O fracasso em lidar com um público socialmente incorporado e uma democracia baseada em grupos de identidade colocou limites significativos em nossa capacidade de imaginar um caminho a seguir para o jornalismo e a mídia na era Trump. Como a Fox News e o Breitbart descobriram, há poder na alegação de representar e trabalhar para públicos específicos, independentemente de quaisquer alegações abstratas de apresentar a verdade."

### Espetáculo e indignação

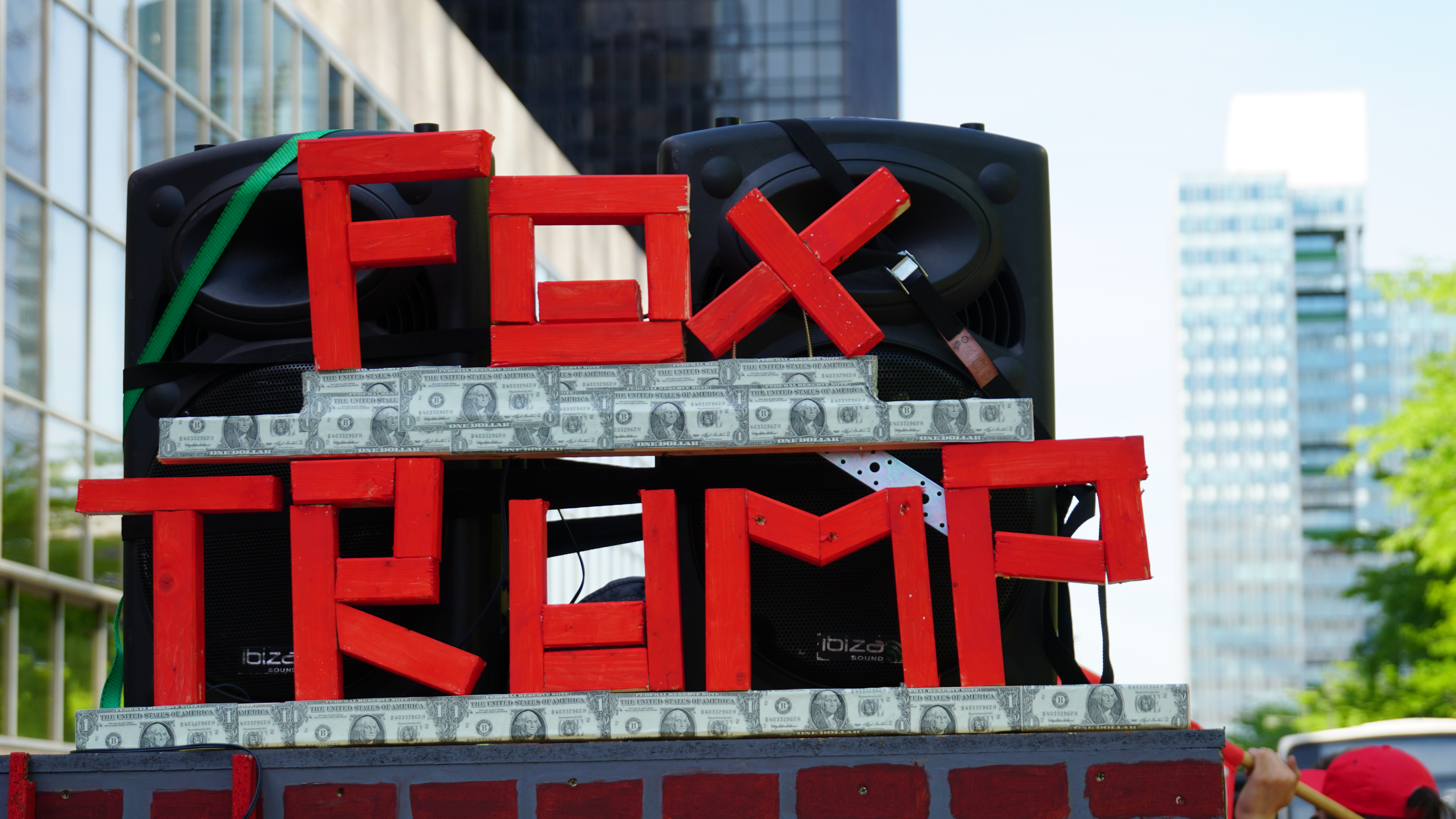
Protesto — Trump não é bem-vindo (24 de maio, 17h — Estação Norte de Bruxelas)

Examinando o trumpismo como um produto de entretenimento, algumas pesquisas de mídia se concentram na forte dependência do discurso de indignação que, em termos de cobertura da mídia, privilegiou a retórica de Trump sobre a de outros candidatos devido à relação simbiótica entre seu foco no valor de entretenimento de tal narrativa e o comercial interesses das empresas de mídia. Uma forma única de incivilidade, o uso de narrativas de indignação em blogs políticos, talk radio e opinião de noticiários da TV a cabo, nas décadas anteriores, tornou-se representativo de um gênero de mídia de opinião política relativamente novo que experimentou um crescimento significativo devido à sua lucratividade. O crítico de mídia David Denby escreve: "Como um bom comediante de stand-up, Trump convida o público a se juntar a ele na aventura de entregar seu ato — neste caso, a aventura barbaramente divertida de executar uma campanha presidencial que insulta a todos". A alegação de Denby é que Trump é simplesmente bom em entregar o tipo de produto de entretenimento político que os consumidores exigem. Ele observa que "o padrão de comportamento permitido do movimento foi formado pela cultura popular — pela comédia stand-up e, recentemente, pelos reality shows e pelos hábitos sarcásticos e trolls da Internet. Você não pode dizer efetivamente que Donald Trump é vulgar, sensacional, e bufão quando é exatamente sensacionalismo vulgar e bufonaria que seu público está comprando. Donald Trump foi produzido pela América." Embora o discurso de indignação de Trump tenha sido caracterizado por afirmações fictícias, ataques mesquinhos contra vários grupos e apelos à intolerância racial e religiosa, os executivos da mídia não podiam ignorar sua lucratividade. O CEO da CBS, Les Moonves, comentou que "pode não ser bom para a América, mas é muito bom para a CBS", demonstrando como a forma de mensagens do trumpismo e os objetivos comerciais das empresas de mídia não são apenas compatíveis, mas mutuamente lucrativos. Peter Wehner, membro sênior do Centro de Ética e Políticas Públicas, considera Trump um "jogador de choque" político que "prospera criando desordem, violando regras, provocando indignação".
A lucratividade política da incivilidade foi demonstrada pela quantidade extraordinária de tempo de ar gratuito concedido à campanha primária de Trump em 2016 — estimada em dois bilhões de dólares, que, de acordo com empresas de rastreamento de mídia, cresceu para quase cinco bilhões até o final da campanha nacional. A vantagem da incivilidade era tão verdadeira nas mídias sociais, onde "uma análise do BuzzFeed descobriu que as 20 principais notícias falsas sobre eleições emanadas de sites falsos e blogs hiperpartidários geraram mais engajamento no Facebook (medido por compartilhamentos, reações e comentários) do que o 20 principais notícias eleitorais produzidas por 19 grandes meios de comunicação combinados, incluindo o New York Times, Washington Post, Huffington Post e NBC News."

### Mídia social
|                  | Donald J. Trump | Logo do Twitter, um pássaro azul estilizado |
| @realDonaldTrump |                 |                                             |

            My use of social media is not Presidential – it's MODERN DAY PRESIDENTIAL. Make America Great Again!

1 de julho de 2017

O uso das mídias sociais por Donald Trump atraiu atenção em todo o mundo desde que ele se juntou ao Twitter em maio de 2009. Ao longo de quase doze anos, Trump twittou cerca de 57.000 vezes, incluindo cerca de 8.000 vezes durante a campanha eleitoral de 2016 e mais de 25.000 vezes durante sua presidência. Quando o Twitter baniu Trump permanentemente da plataforma em janeiro de 2021 durante os últimos dias de seu mandato, seu nome @realDonaldTrump tinha mais de 88,9 milhões de seguidores.
Pesquisando levantamentos sobre como a comunicação trumpista é adequada para as mídias sociais, Brian Ott escreve que "os comentaristas que estudaram o discurso público de Trump observaram padrões de fala que correspondem de perto ao que identifiquei como as três características definidoras do Twitter [Simplificação, impulsividade e incivilidade]." O crítico de mídia Neal Gabler tem um ponto de vista semelhante ao escrever que "O que FDR foi para o rádio e JFK para a televisão, Trump é para o Twitter". O especialista em discurso de indignação, Patrick O'Callaghan, argumenta que a mídia social é mais eficaz quando utiliza o tipo específico de comunicação em que Trump confia. O'Callaghan observa que a socióloga Sarah Sobieraj e o cientista político Jeffrey M. Berry descreveram quase perfeitamente em 2011 o estilo de comunicação de mídia social usado por Trump muito antes de sua campanha presidencial. Eles explicaram que tal discurso "[envolve] esforços para provocar respostas viscerais (por exemplo, raiva, retidão, medo, indignação moral) do público através do uso de generalizações exageradas, sensacionalismo, informações enganosas ou patentemente imprecisas, ataques ad hominem e verdades parciais sobre oponentes, que podem ser indivíduos, organizações ou comunidades inteiras de interesse (por exemplo, progressistas ou conservadores) ou circunstâncias (por exemplo, imigrantes). A indignação evita as nuances confusas de questões políticas complexas em favor de melodrama, exagero deturpado, zombaria e previsões improváveis de desgraça iminente. Falar de indignação não é discussão, mas competição verbal, teatro político com um placar."
Devido ao ambiente de difusão restrita do Facebook e do Twitter em que o discurso de indignação prospera, o emprego de tais mensagens por Trump em quase todas as oportunidades foi da conta de O'Callaghan extremamente eficaz porque os tweets e postagens foram repetidos de maneira viral entre apoiadores com ideias semelhantes, rapidamente construindo uma câmara de eco de informação substancial, um fenômeno que Cass Sunstein identifica como polarização de grupo, e outros pesquisadores se referem como um tipo de homofilia autorreforçada. Dentro desses casulos de informações, pouco importa para as empresas de mídia social se grande parte das informações espalhadas nesses silos de informações com pilares é falsa, porque, como a crítica de cultura digital Olivia Solon aponta, "a verdade de um conteúdo é menos importante do que se ele é compartilhado, curtido e monetizado." Citando a pesquisa da Pew Research que descobriu que 62% dos adultos dos EUA recebem suas notícias das mídias sociais, Ott expressa alarme, "uma vez que o conteúdo de 'notícias' nas mídias sociais regularmente apresenta histórias falsas e enganosas de fontes desprovidas de padrões editoriais". O crítico de mídia Alex Ross está igualmente alarmado, observando: "Os monopólios do Vale do Silício adotaram uma atitude ideologicamente vazia em relação ao aumento da feiúra na Internet" e que "o fracasso do Facebook em impedir a proliferação de notícias falsas durante o A temporada de campanha Trump vs. Clinton não deveria ter surpreendido ninguém…. O trânsito supera a ética."

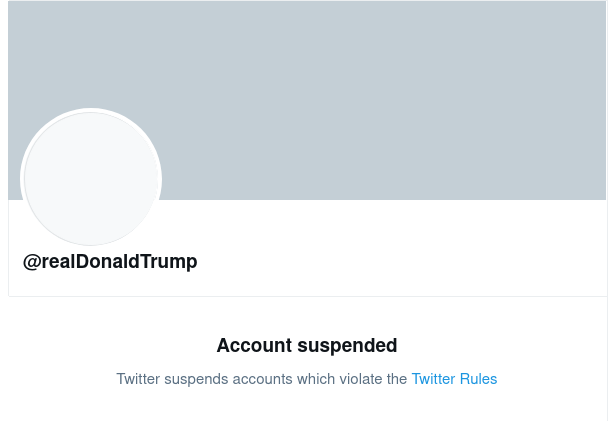
Captura de tela da conta suspensa realDonaldTrump no Twitter (9 de janeiro de 2020)

A análise de O'Callaghan sobre o uso das mídias sociais por Trump é que "a indignação atinge um nervo emocional e, portanto, é combustível para o moinho do populista ou do antagonista social". Em segundo lugar, quanto maior e mais difundido o discurso de indignação, mais ele tem um efeito prejudicial sobre o capital social. "Isso porque leva à desconfiança e mal-entendidos entre indivíduos e grupos, a posições arraigadas, a um sentimento de 'nós contra eles'. Assim entendido, o discurso da indignação não apenas produz visões extremas e polarizadoras, mas também garante que um ciclo de tais visões continue. (Considere também neste contexto Wade Robison (2020) sobre o 'contágio da paixão' e Cass Sunstein (2001, pp. 98–136) sobre 'cibercascadas'.)" Ott concorda, afirmando que contágio é a melhor palavra para descrever a natureza viral do discurso de indignação nas mídias sociais e escreve que "os tweets simples, impulsivos e incivis de Trump fazem mais do que apenas refletir sexismo, racismo, homofobia e xenofobia; eles se espalham essas ideologias como um câncer social." Robison adverte que o contágio emocional não deve ser confundido com o contágio das paixões que preocupavam James Madison e David Hume. Robison afirma que eles subestimaram o mecanismo de contágio de paixões em ação nos movimentos, cujas expressões modernas incluem os surpreendentes fenômenos de apoiadores de mídia social rapidamente mobilizados por trás da Primavera Árabe com suporte pago pelos EUA e da redação da campanha presidencial de Trump. "Não é que experimentamos algo e então, avaliando-o, nos apaixonamos ou não por isso", e insinuando que "temos a possibilidade de verificar nossas paixões". A visão de Robison é que o contágio afeta a maneira como a própria realidade é vivenciada pelos apoiadores porque alavanca como a certeza subjetiva é acionada, de modo que aqueles que vivenciam a realidade alternativa contagiante compartilhada não sabem que assumiram uma crença que deveriam avaliar.

## Movimentos semelhantes, políticos e personalidades

### Antecedentes históricos nos Estados Unidos

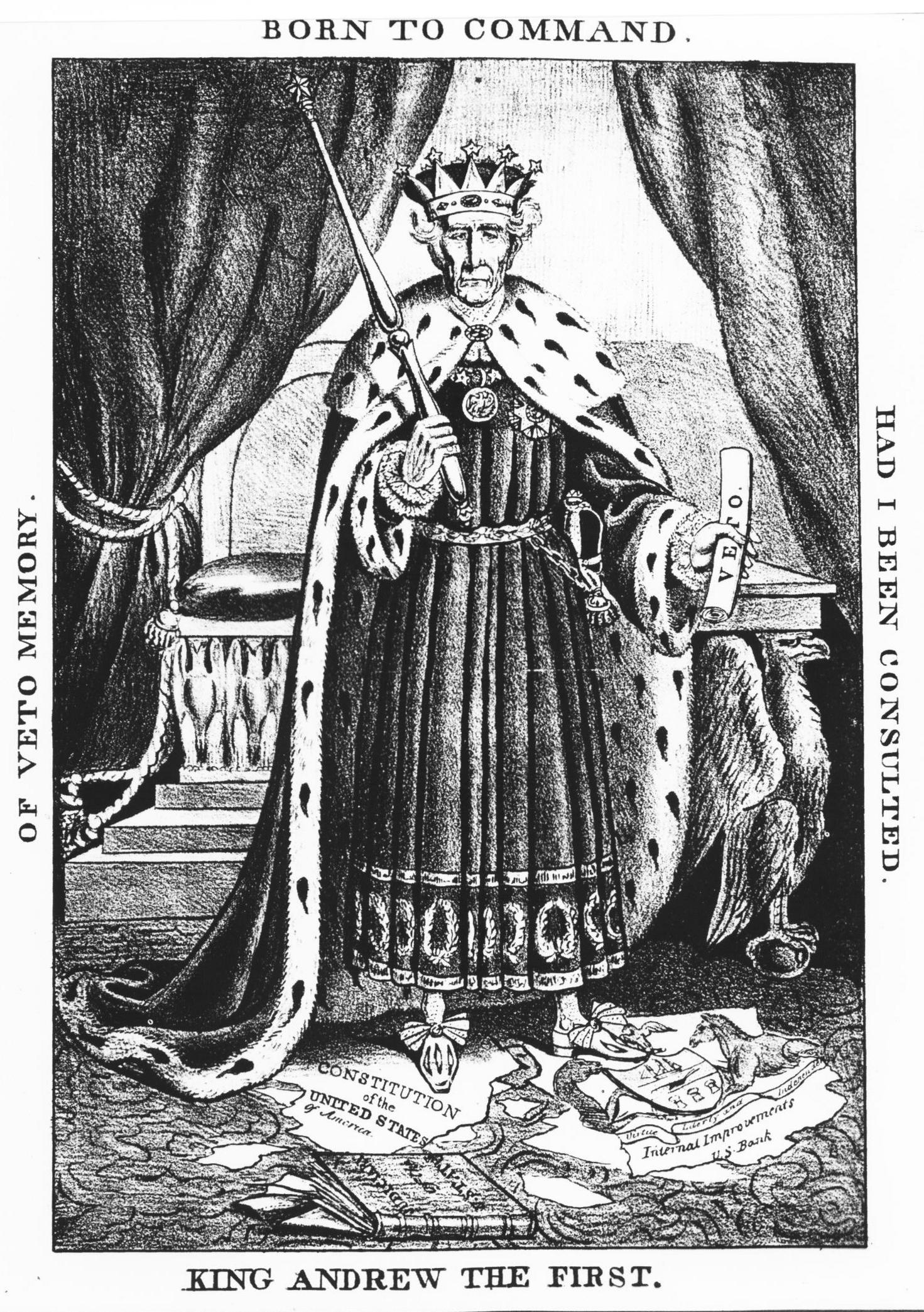
Caricatura política de 1832 retratando Andrew Jackson como um rei autocrático, com a constituição pisoteada sob seus pés

As raízes do trumpismo nos Estados Unidos podem ser traçadas até a era jacksoniana de acordo com os estudiosos Walter Russell Mead, Peter Katzenstein e Edwin Kent Morris. Eric Rauchway diz: "trumpismo — nativismo e supremacia branca — tem raízes profundas na história americana. Mas o próprio Trump colocou isso em um propósito novo e maligno."
Os seguidores de Andrew Jackson sentiram que ele era um deles, apoiando entusiasticamente seu desafio às normas politicamente corretas do século XIX e até mesmo ao direito constitucional quando elas se interpunham no caminho da política pública popular entre seus seguidores. Jackson ignorou a decisão da Suprema Corte dos EUA em Worcester v. Geórgia e iniciou a remoção forçada dos Cherokees de suas terras protegidas pelo tratado para beneficiar os moradores brancos ao custo de entre 2.000 e 6.000 homens, mulheres e crianças cherokee mortos. Apesar desses casos de desumanidade jacksoniana, a visão de Mead é que o jacksonianismo fornece o precedente histórico que explica o movimento dos seguidores de Trump, casando-se com o desdém popular pelas elites, profunda suspeita de envolvimentos no exterior e obsessão com o poder e a soberania dos americanos brancos, reconhecendo que tem muitas vezes foi um movimento político xenófobo, "apenas para brancos". Mead acha que essa "fome na América por uma figura jacksoniana" leva os seguidores a Trump, mas adverte que historicamente "ele não é a segunda vinda de Andrew Jackson", observando que "suas propostas tendiam a ser bastante vagas e muitas vezes contraditórias", exibindo o comum fraqueza dos líderes populistas recém-eleitos, comentando no início de sua presidência que "agora ele tem a dificuldade, você sabe, de'Como você governa?'"
Morris concorda com Mead, localizando as raízes do trumpismo na era jacksoniana de 1828 a 1848 sob as presidências de Jackson, Martin Van Buren e James K. Polk. Na visão de Morris, o trumpismo também compartilha semelhanças com a facção pós-Primeira Guerra Mundial do movimento progressista que atendeu a um recuo populista conservador da moralidade mais frouxa das cidades cosmopolitas e da mudança racial dos EUA. Em seu livro The Age of Reform (1955), o historiador Richard Hofstadter identificou o surgimento dessa facção quando "uma grande parte da tradição populista progressista azedou, tornou-se iliberal e mal-humorada".

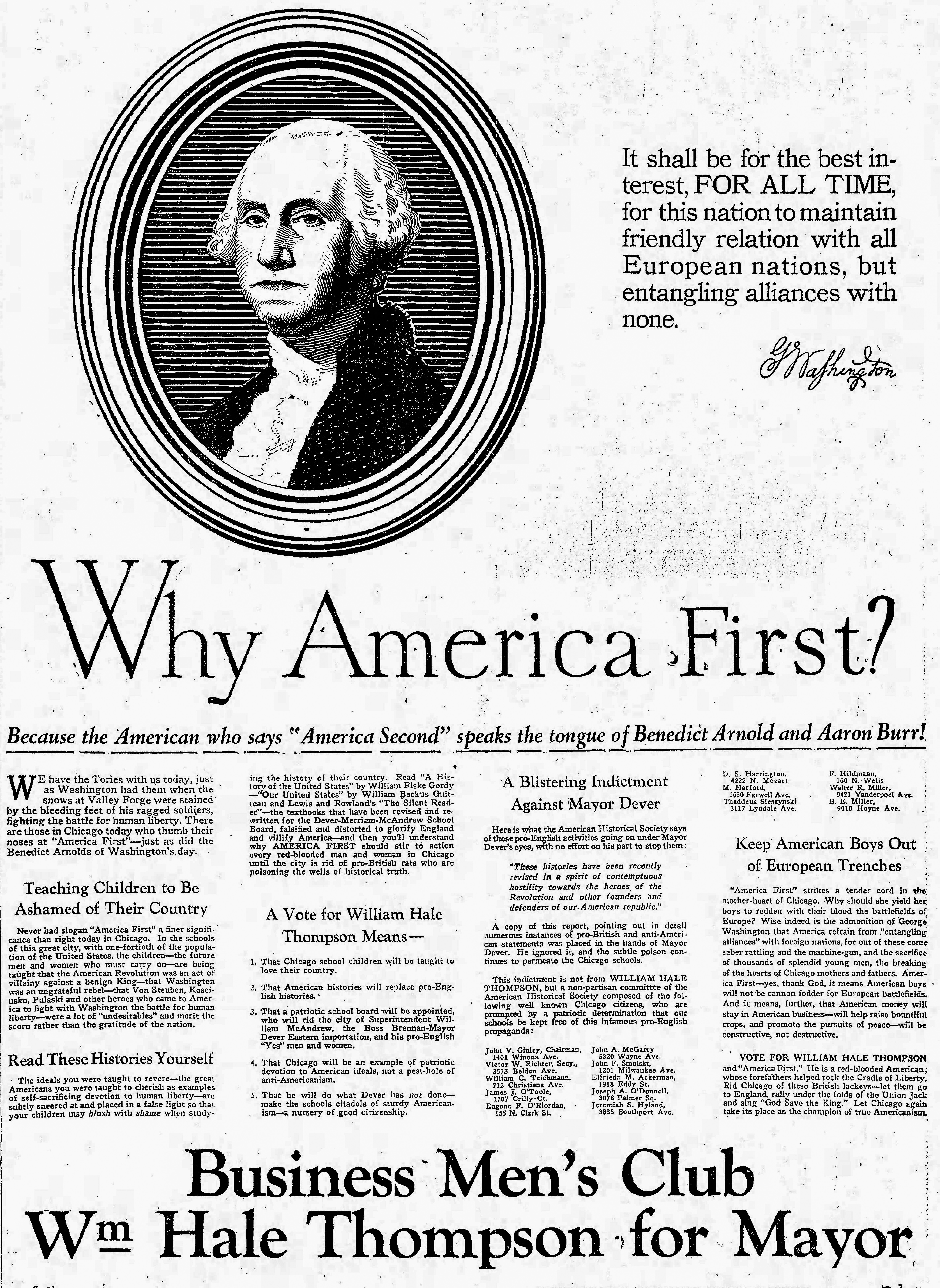
"America First", a propaganda política de 1927 defendendo o isolacionismo e estabelecendo laços emocionais do candidato a prefeito de Chicago William Hale Thompson com seus apoiantes irlandeses por vilipendiar o Reino Unido, um aliado próximo.

Antes da Segunda Guerra Mundial, os temas conservadores do trumpismo foram expressos no movimento America First Committee no início do século XX, e após a Segunda Guerra Mundial foram atribuídos a uma facção do Partido Republicano conhecida como Old Right. Na década de 1990, tornou-se conhecido como o movimento paleoconservador, que, de acordo com Morris, agora foi renomeado como trumpismo.  O livro de Leo Löwenthal Prophets of Deceit (1949) resumiu narrativas comuns expressas no período pós-Segunda Guerra Mundial dessa franja populista, examinando especificamente os demagogos americanos do período em que a mídia de massas moderna se casou com o mesmo estilo destrutivo de política que o historiador Charles Clavey pensa que o trumpismo representa. De acordo com Clavey, o livro de Löwenthal explica melhor o apelo duradouro do trumpismo e oferece os insights históricos mais marcantes sobre o movimento.
Escrevendo no The New Yorker, o jornalista Nicholas Lemann afirma a ideologia do fusionismo do Partido Republicano do pós-guerra, uma fusão do establishment do partido pró-negócios com elementos nativistas e isolacionistas que gravitavam em torno do Partido Republicano e não do Partido Democrata, mais tarde se juntando aos evangélicos cristãos "alarmado pela ascensão do secularismo", foi possibilitado pela Guerra Fria e pelo "medo e ódio mútuos da propagação do comunismo". Um artigo no Politico se referiu ao trumpismo como "McCarthyism em esteróides"
Defendida por William F. Buckley Jr. e concretizada por Ronald Reagan em 1980, a fusão perdeu sua cola com a dissolução da União Soviética, que foi seguida por um crescimento da desigualdade de renda nos Estados Unidos e pela globalização que "criou grandes descontentamento entre brancos de renda média e baixa" dentro e fora do Partido Republicano. Depois que a eleição presidencial dos Estados Unidos em 2012 viu a derrota de Mitt Romney por Barack Obama, o establishment do partido abraçou um relatório de "autópsia", intitulado Projeto de Crescimento e Oportunidade, que "exortou o Partido a reafirmar sua identidade como pró-mercado, governo-céticos e etnicamente e culturalmente inclusivos." Ignorando as conclusões do relatório e o establishment do partido em sua campanha, Trump foi "oposto por mais funcionários de seu próprio partido… do que qualquer candidato presidencial na história americana recente", mas ao mesmo tempo ele ganhou "mais votos" em as primárias republicanas do que qualquer candidato presidencial anterior. Em 2016, “as pessoas queriam que alguém jogasse um tijolo por uma janela de vidro”, nas palavras do analista político Karl Rove. Seu sucesso no partido foi tal que uma pesquisa de outubro de 2020 descobriu que 58% dos republicanos e independentes de inclinação republicana pesquisados se consideravam apoiadores de Trump e não do Partido Republicano.

### Tendência para a democracia não liberal
O trumpismo foi comparado ao maquiavelismo e ao fascismo italiano de Benito Mussolini. 
O historiador americano Robert Paxton questiona se o retrocesso democrático evidente no trumpismo é fascismo ou não.

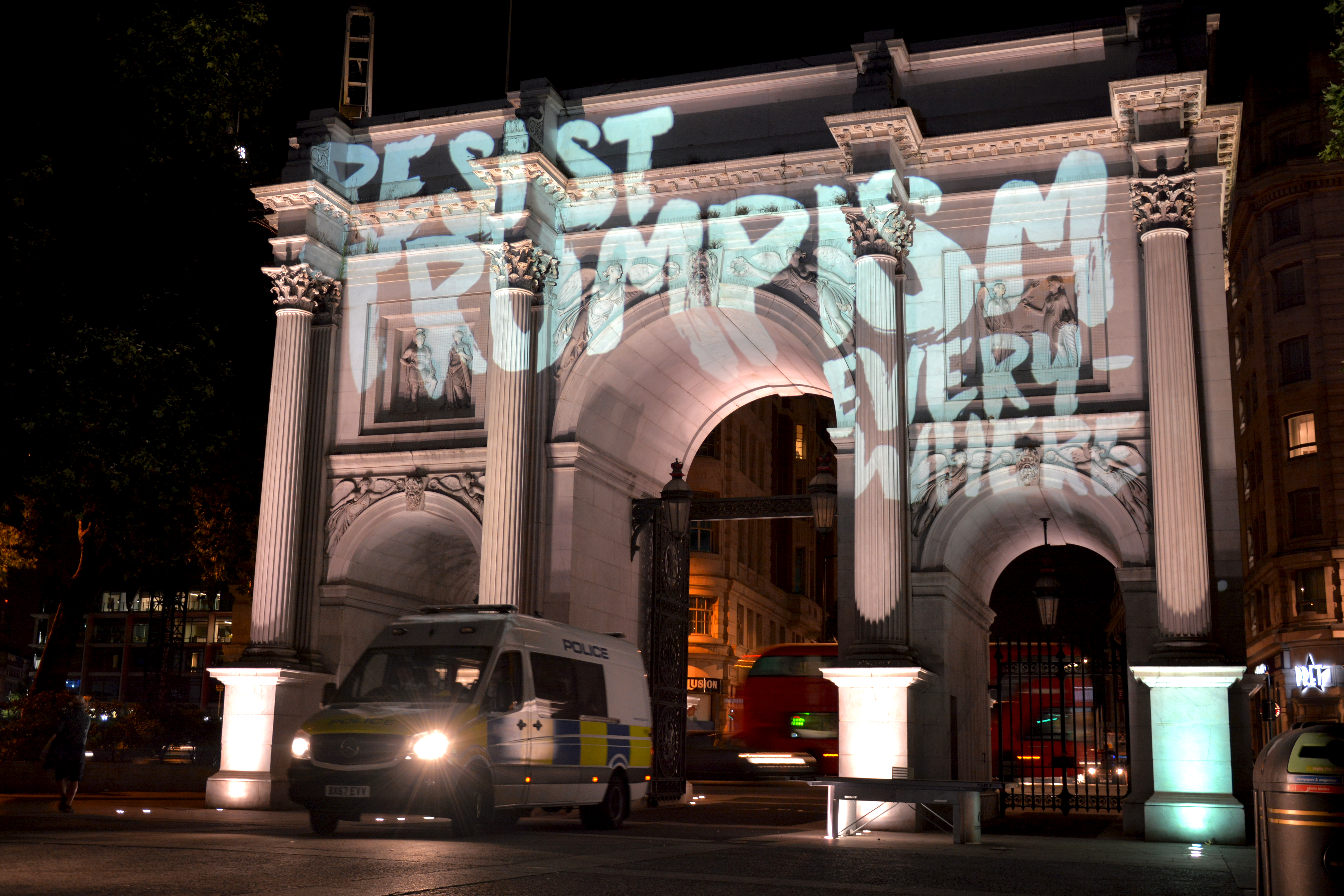
Projeção do grupo ativista SumOfUs de "Resistir ao trumpismo em todos os lugares" no Marble Arch de Londres como parte dos protestos durante a visita de Trump em julho de 2018

A partir de 2017, Paxton, acreditava que tinha maior semelhança com a plutocracia, um governo que é controlado por uma elite rica. Paxton mudou de opinião após a tomada do Capitólio dos Estados Unidos em 2021 e afirmou que "não é apenas aceitável, mas necessário" entender o trumpismo como uma forma de fascismo. O professor de sociologia Dylan John Riley chama o trumpismo de "patrimonialismo neobonapartista" porque não capta o mesmo apelo do movimento de massa do fascismo clássico para ser fascismo.
Em 2015, o historiador britânico Roger Griffin afirmou que Trump não era fascista porque não questiona a política dos Estados Unidos e também não quer abolir completamente suas instituições democráticas. Após a tentativa violenta de interferir na transição pacífica de poder pelos apoiadores de Trump durante o ataque ao Capitólio, Griffin manteve este escrito: "Trump é muito patologicamente incoerente e intelectualmente desafiado para ser um fascista, e sofre de Transtorno de Deficiência de Atenção, falta de auto-estima. conhecimento, capacidade de negação, narcisismo e pura ignorância e falta de cultura ou educação em um grau que exclui a inteligência maquiavélica e a curiosidade voraz e o conhecimento sobre a história e a política contemporâneas necessárias para tomar o poder à maneira de Mussolini e Hitler."
O historiador americano Christopher Browning considera as consequências a longo prazo das políticas de Trump e o apoio que ele recebe do Partido Republicano como potencialmente perigosos para a democracia.. No debate de língua alemã, o termo apareceu inicialmente apenas esporadicamente, principalmente em conexão com a crise de confiança na política e na mídia e descreveu a estratégia de atores políticos majoritariamente de direita que desejam agitar essa crise para lucrar com isso. A literatura alemã tem uma gama mais diversificada de análise do trumpismo.
Em How to Lose a Country The 7 Steps from Democracy to Dictatorship,: a autora turca, Ece Temelkuran, descreve o trumpismo como ecoando uma série de visões e táticas que foram expressas e usadas pelo político turco Recep Tayyip Erdoğan durante sua ascensão ao poder. Algumas dessas táticas e visões são o populismo de direita, a demonização da imprensa, a subversão de fatos bem estabelecidos e comprovados através da grande mentira (tanto histórica quanto científica), retrocessos democráticos como o desmantelamento de mecanismos judiciais e políticos; retratando questões sistemáticas como sexismo ou racismo como incidentes isolados e criando um cidadão ideal.
O cientista político Mark Blyth e seu colega Jonathan Hopkin acreditam que existem fortes semelhanças entre o trumpismo e movimentos semelhantes em direção às democracias não liberais em todo o mundo, mas não acreditam que o trumpismo seja um movimento que está sendo meramente impulsionado pela repulsa, derrota e racismo. Hopkin e Blyth argumentam que tanto à direita quanto à esquerda a economia global está impulsionando o crescimento de coalizões neonacionalistas que encontram seguidores que querem se libertar das restrições que estão sendo colocadas sobre eles pelas elites do establishment cujos membros defendem a economia neoliberal e globalismo. Outros enfatizam a falta de interesse em encontrar soluções reais para o mal-estar social que foram identificados, e eles também acreditam que os indivíduos e grupos que estão executando as políticas estão realmente seguindo um padrão que foi identificado por pesquisadores de sociologia como Leo Löwenthal e Norbert Guterman como originado no trabalho pós-Segunda Guerra Mundial da Escola de Frankfurt de teoria social. Com base nessa perspectiva, livros como Prophets of Deceit, de Löwenthal e Guterman, oferecem os melhores entendimentos sobre como movimentos como o trumpismo enganam seus seguidores, perpetuando sua miséria e preparando-os para avançar em direção a uma forma de governo não liberal.

### Precursores

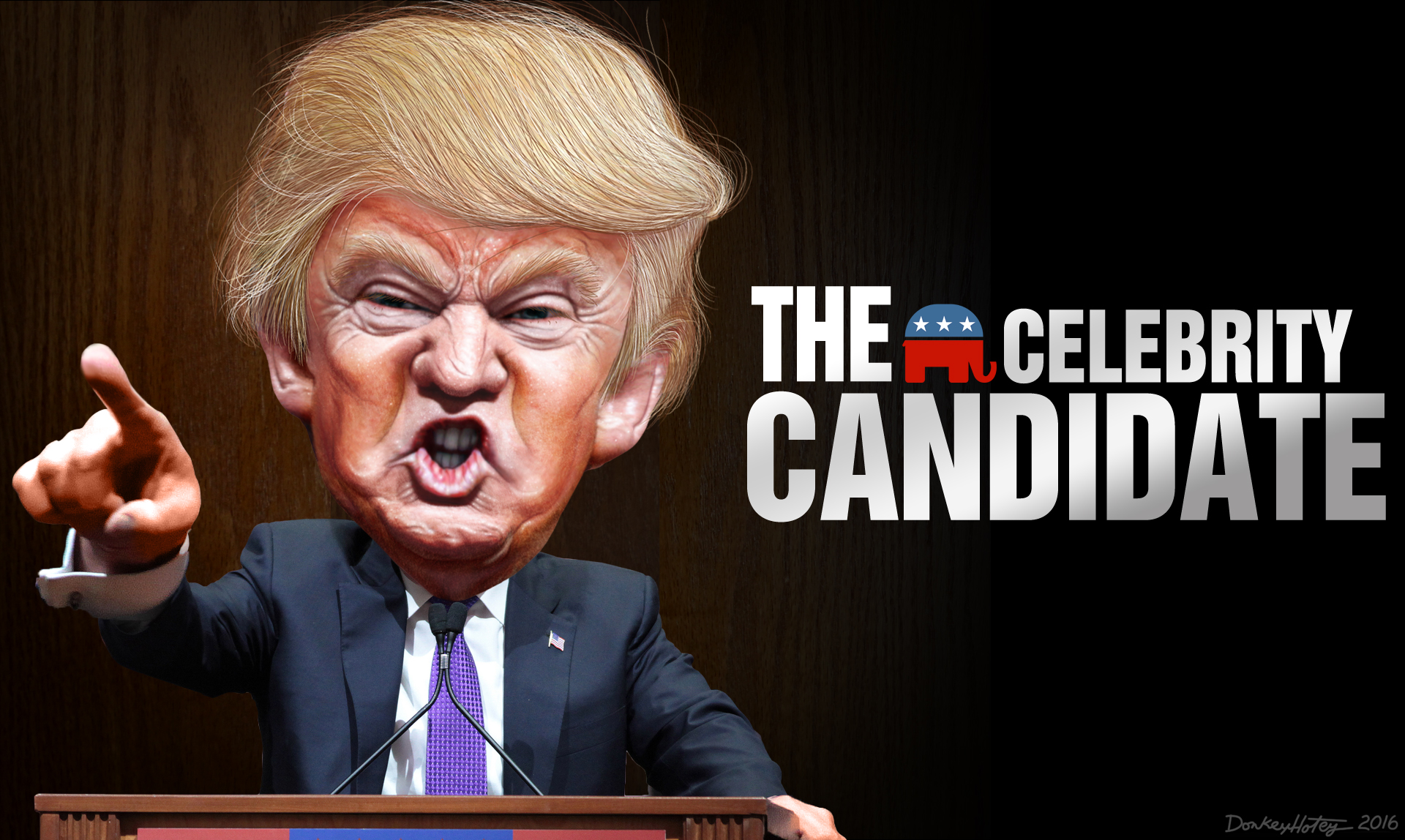
Caricatura do empresário celebridade e personalidade da mídia, Donald Trump.

Alguns analistas consideram que Trump estava seguindo um plano de alavancar a indignação, desenvolvida na TV a cabo partidária e programas de rádio como o programa de rádio Rush Limbaugh — um estilo que transformou o rádio e a política conservadora americana décadas antes de Trump. Ambos compartilharam "fama da mídia" e "exagero, ostentação e pompa", e construíram uma enorme base de fãs com a política como entretenimento, atacando alvos políticos e culturais de maneiras que seriam consideradas indefensáveis e além dos limites em os anos anteriores a eles.
Ambos apresentavam "os insultos, os apelidos" (por exemplo, Limbaugh chamou a pré-adolescente Chelsea Clinton de "cachorro da Casa Branca", Trump zombou da aparência da esposa de Ted Cruz); teorias da conspiração (Limbaugh alegando que o projeto de lei Obamacare de 2010 capacitaria "painéis da morte" e "eutanásia" para americanos idosos, Trump alegando que ganhou a eleição de 2020 por uma vitória esmagadora, mas foi roubado dele); ambos sustentavam que o aquecimento global era uma farsa, Barack Obama não era um cidadão dos EUA e o perigo do COVID-19 foi super exagerado pelos liberais; ambos atacaram quarterbacks negros (Limbaugh criticando Donovan McNabb e Trump, Colin Kaepernick); ambos zombaram de pessoas com deficiência, com Limbaugh agitando os braços em imitação da doença de Parkinson de Michael J. Fox, e Trump fazendo o mesmo para imitar a artrogripose do repórter Serge F. Kovaleski, embora mais tarde tenha negado que o tivesse feito isto. Limbaugh, a quem Trump concedeu a Medalha Presidencial da Liberdade em 2020, precedeu Trump ao afastar o Partido Republicano de "líderes de opinião e políticos sérios e substantivos", em direção à provocação política, entretenimento e anti-intelectualismo, e popularizar e normalizar para " muitos políticos e eleitores republicanos" o que antes de sua ascensão "eles poderiam ter pensado", mas "sentiram-se desconfortáveis em dizer". Seus milhões de fãs foram intensamente leais e "desenvolveram a capacidade de obter desculpas… e desviar" suas declarações, não importa quão ofensivas e ultrajantes, "dizendo que os liberais estavam apenas sendo histéricos ou odiosos. E muitos o amavam ainda mais por isso".

### Impacto futuro
Escrevendo na revista Atlantic, Yaseem Serhan, afirma que a afirmação pós-impeachment de Trump de que "nosso movimento histórico, patriótico e bonito para tornar a América grande novamente está apenas começando", deve ser levado a sério, pois o trumpismo é um movimento populista "orientado pela personalidade", e outros movimentos semelhantes — como o berlusconismo na Itália, o peronismo na Argentina e o fujimorismo no Peru, "raramente desaparecem depois que seus líderes deixam o cargo". Bobby Jindal e Alex Castellanos escreveram na Newsweek que separar o trumpismo do próprio Donald Trump foi fundamental para o futuro do Partido Republicano após sua derrota nas eleições presidenciais de 2020 nos Estados Unidos.

## Política externa
Em termos de política externa no sentido do "America First" de Trump, o unilateralismo é preferido a uma política multilateral e os interesses nacionais são particularmente enfatizados, especialmente no contexto de tratados econômicos e obrigações de alianças. Trump mostrou desdém pelos tradicionais aliados americanos, como o Canadá, bem como pelos parceiros transatlânticos da OTAN e da União Europeia. Por outro lado, Trump mostrou simpatia por governantes autocráticos, como o presidente russo Vladimir Putin e o Líder Supremo da Coreia do Norte, Kim Jong-un.
A política externa do governo Trump esteve centrada em manter a segurança interna através do combate ao terrorismo internacional e fortalecimento da política de fronteiras, além do controle da imigração ao país; um expansão gradual do contingente militar norte-americano e uma aproximação do governo com o setor comercial. A política externa "America First" inclui promessas de Trump de acabar com o envolvimento americano em guerras externas, principalmente no Oriente Médio, ao mesmo tempo em que emite uma política externa mais rígida por meio de sanções contra a Venezuela e o Irã, entre outros países.

## Política econômica
Em termos de política econômica, o trumpismo "promete novos empregos e mais investimento doméstico".. A linha dura de Trump contra os excedentes de exportação de parceiros comerciais americanos e as políticas comerciais protecionistas gerais levaram a uma situação tensa em 2018, com tarifas punitivas impostas mutuamente entre os Estados Unidos, por um lado, e a União Europeia e a China, por outro. Trump garante o apoio de sua base política com uma política que enfatiza fortemente o neonacionalismo e a crítica à globalização.
Em contraste, o livro Identity Crisis: The 2016 Presidential Campaign and the Battle for the Meaning of America (Crise de identidade: a campanha presidencial de 2016 e a batalha pelo significado da América) sugeriu que Trump "radicalizou a economia" para sua base de eleitores brancos da classe trabalhadora à classe média, promovendo a ideia de que os "grupos sem mérito (negros e latinos) estão avançando enquanto seu grupo está sendo deixado para trás."
A política econômica do governo Trump caracterizou-se pelos cortes de impostos para pessoas físicas e jurídicas, tentativas de revogação do Affordable Care Act, protecionismo comercial, restrição à imigração, desregulamentação focada proteção do capital privado nos setores de energia e financeiro e respostas à Pandemia do covid19.

## Fora dos Estados Unidos da América

### Brasil

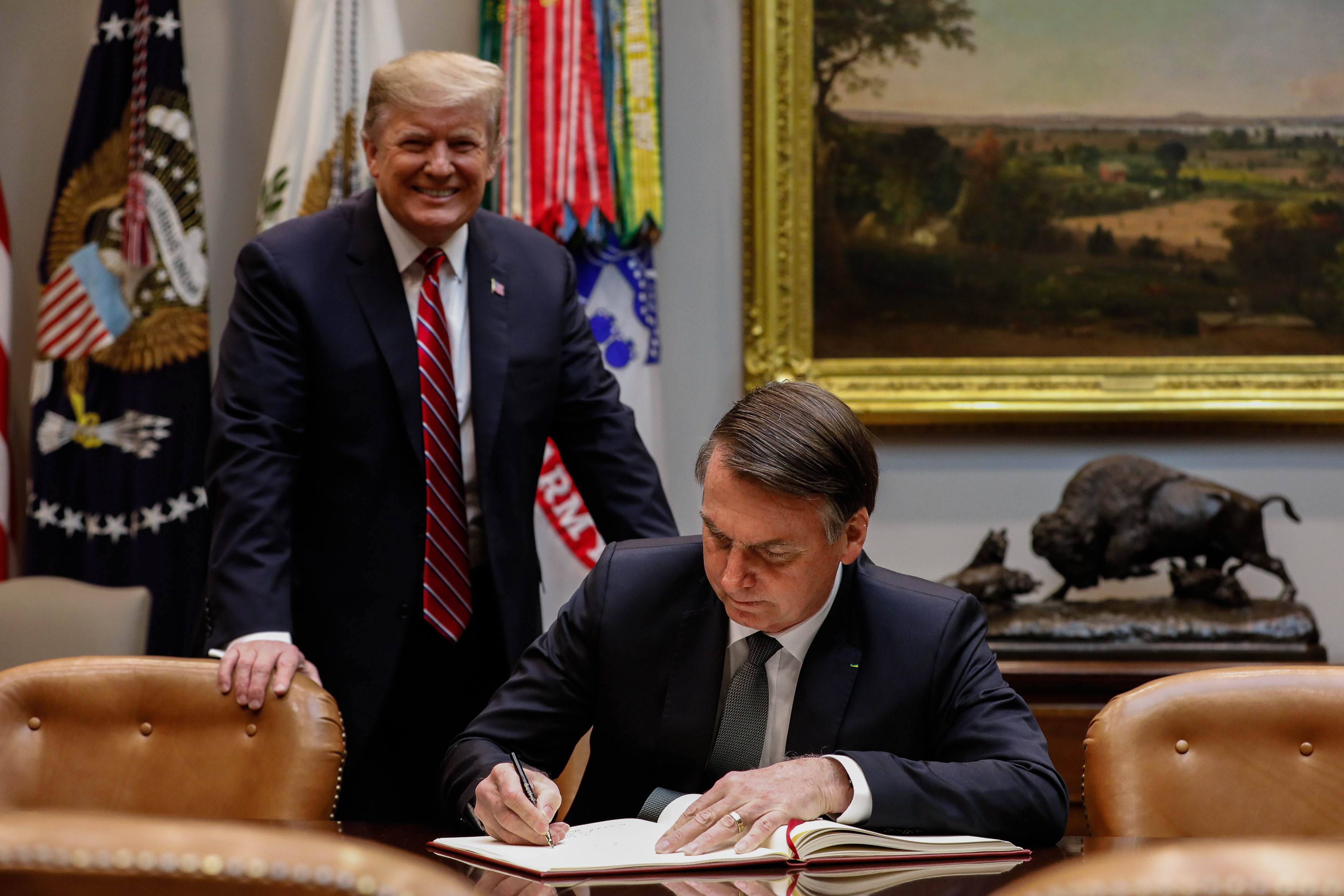
Encontro de 19/03/2019 entre Donald Trump e Jair Bolsonaro

O professor Oliver Stuenkel avalia que “O trumpismo é um fenômeno que vai se manter, inclusive com reflexos no Brasil”, e que o seu "aliado mais leal" é Jair Bolsonaro. Stuenkel diz que "é inegável que o ambiente global que o presidente Trump criou é muito benéfico para o projeto de Jair Bolsonaro". Para Stuenkel a política externa brasileira é utilizada como no trumpismo para animar a base. Ela "tem como objetivo manter uma base mais radical do eleitorado", o que é muito importante quando Bolsonaro se aproximou do Centrão. "Aquele eleitor que votou em Bolsonaro acreditando na revolução precisa da política externa, que continua revolucionária”. Escrevendo no jornal The New York Times, Jack Nicas, da apoio destacando que o ex-presidente Trump e seus aliados estão exportando a estratégia do trumpismo para a maior democracia da América Latina, trabalhando para apoiar a candidatura de Bolsonaro à reeleição e ajudando a semear dúvidas no processo eleitoral caso ele perca.
Jair Bolsonaro, às vezes referido como o "Donald Trump brasileiro", que é frequentemente descrito como um extremista de direita, vê Trump como um modelo e, de acordo com Jason Stanley, usa as mesmas táticas fascistas. Assim como Trump, Bolsonaro encontra apoio entre evangélicos para seus pontos de vista sobre questões de guerra cultural e abraçou a agenda altamente conservadora e antiglobalização de Trump. Junto com aliados, ele questionou publicamente a contagem de votos de Biden após a eleição de novembro. Wagner Moura observou que as coisas que Bolsonaro diz ou as coisas que Trump diz, "se você aplicar uma simples verificação de fatos às coisas que eles fazem, que eles dizem, eles mentem o tempo todo. Isso é o que mais me assusta hoje em dia, é que a verdade como a conhecemos acabou, principalmente com o avanço da IA e tudo mais. Isso é muito assustador".
Eduardo Bolsonaro, filho do presidente Bolsonaro, chegou aos Estados Unidos em 4 de janeiro de 2021 em uma “visita surpresa” à Casa Branca a convite de Ivanka Trump. Ele participou da reunião realizada em 5 de janeiro entre Trump e seus apoiadores no Trump International Hotel para discutir os eventos do dia seguinte. Entre as 15 pessoas presentes nesta reunião, além de Bolsonaro estavam Michael Lindell e os organizadores da manifestação e marcha do dia seguinte ao Capitólio. Steve Bannon, ex-assessor de Trump, disse que a eleição de 2022 no Brasil é a "segunda eleição mais importante do mundo". Alguns analistas alertam que os laços do Brasil com os EUA podem ser ainda mais corroídos "pela crença cega no trumpismo e pela falta de pragmatismo".

### Canadá

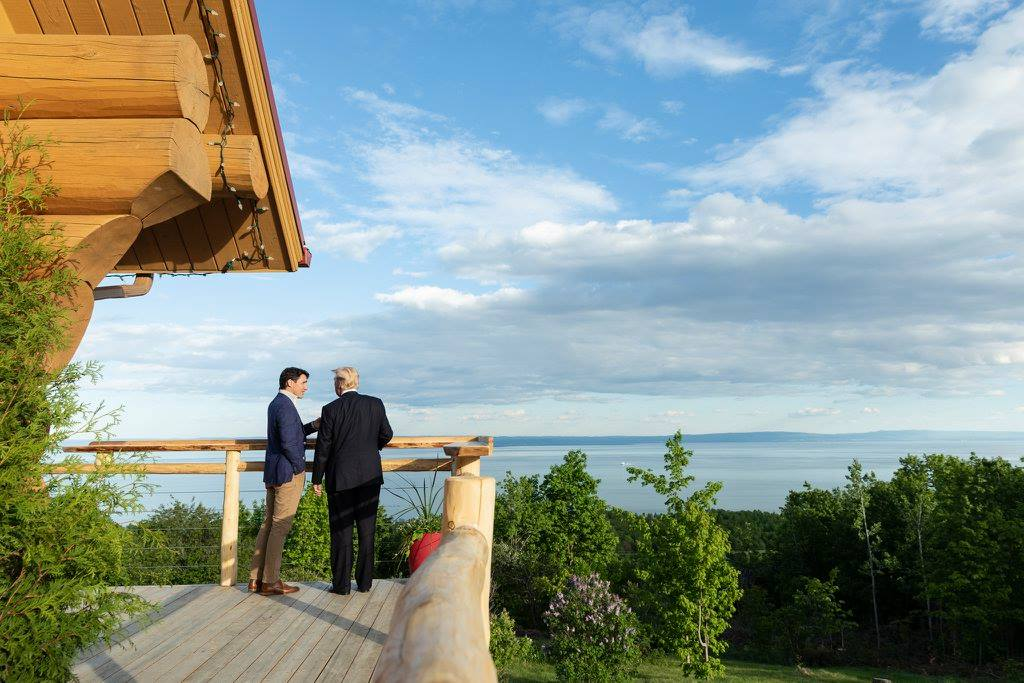
Donald Trump e Justin Trudeau em La Malbaie, Quebec (2018)

De acordo com a Global News, a revista Maclean's, o National Observer, Toronto Star, e The Globe and Mail, há trumpismo no Canadá. Em uma entrevista de novembro de 2020 no The Current, imediatamente após as eleições americanas de 2020, o professor de direito Allan Rock, que atuou como procurador-geral do Canadá e embaixador do Canadá na ONU, descreveu o trumpismo e seu potencial impacto no Canadá.. Rock disse que mesmo com a derrota de Trump nas eleições, ele "despertou algo que não vai embora". Ele disse que era algo "que agora podemos chamar de trumpismo" — uma força que ele "aproveitou" Trump "deu expressão a uma frustração e raiva subjacentes, que surgem da desigualdade econômica, das implicações da globalização". Rock advertiu que o Canadá deve "manter a guarda contra a disseminação do trumpismo, que ele descreveu como "desestabilizador", "bruto", "nacionalista", "feio", "divisivo", "racista" e "raivoso". Rock acrescentou que um impacto mensurável no Canadá do "comportamento abertamente racista" associado ao trumpismo é que racistas e supremacistas brancos se fortaleceram desde 2016, resultando em um aumento acentuado no número dessas organizações no Canadá e um aumento chocantemente alto no número de taxa de crimes de ódio em 2017 e 2018 no Canadá.
Maclean' e Star citam a pesquisa de Frank Graves, que estuda a ascensão do populismo no Canadá há vários anos. Em um artigo da revista "School of Public Policy" de 30 de junho de 2020, de sua coautoria, os autores descreveram uma diminuição na confiança nas notícias e nos jornalistas desde 2011 no Canadá, juntamente com um aumento no ceticismo que "reflete a convicções emergentes de notícias falsas tão evidentes em apoiadores do populismo trumpiano". Graves e Smith escreveram sobre o impacto no Canadá de um "novo populismo autoritário ou ordenado" que resultou na eleição do presidente Trump em 2016. Eles disseram que 34% dos canadenses têm um ponto de vista populista — a maioria dos quais está em Alberta e Saskatchewan — que tendem a ser "mais velhos, menos instruídos e da classe trabalhadora", são mais propensos a abraçar o "populismo ordenado" e são "mais alinhados" com partidos políticos conservadores. É xenófobo, não confia na ciência, não tem simpatia por questões de igualdade relacionadas a gênero e etnia e não faz parte de uma democracia saudável. Os autores dizem que esse populismo ordenado atingiu uma "força crítica" no Canadá que está causando polarização e deve ser abordada.
De acordo com uma pesquisa Léger de outubro de 2020 para eleitores canadenses do 338Canadá, o número de "conservadores pró-Trump" vem crescendo no Partido Conservador do Canadá, que agora está sob a liderança de Erin O'Toole. Maclean's disse que isso pode explicar a campanha conservadora social "True Blue" de O'Toole. O Partido Conservador no Canadá também inclui conservadores "centristas", bem como conservadores do "Red Tory", — também descritos como conservadores do "Small-c" (pequeno c), centro-direita ou conservadores paternalistas de acordo com a tradição conservadora no Reino Unido. O'Toole apresentou uma versão modificada do slogan de Trump — "Take Back Canada" — em um vídeo divulgado como parte de sua plataforma oficial de candidatura à liderança. No final do vídeo, ele convocou os canadenses a "[juntarem] a nossa luta, vamos retomar o Canadá". Após as eleições de 2020 nos Estados Unidos, o colunista do National Post e ex-magnata do jornal Conrad Black, que tinha uma amizade de "décadas" com Trump e recebeu um perdão presidencial em 2019, em suas colunas, repetiu as "alegações infundadas" de Trump de "fraude eleitoral em massa" sugerindo que a eleição havia sido roubada.

### Europa
O trumpismo também está em ascensão na Europa. Partidos políticos como o Partido dos Finlandeses e o Reagrupamento Nacional da França foram descritos como trumpistas na natureza. O ex-conselheiro de Trump Steve Bannon chamou o primeiro-ministro húngaro Viktor Orbán de "Trump antes de Trump".

### Livros
- Waite, Robert G. L (1993) [1977]. The Psychopathic God. New York: Da Capo Press. pp. 31–32, 343. ISBN 0-306-80514-6}}
- Andrews, David L. (2019). Making Sport Great Again: The Uber-Sport Assemblage, Neoliberalism, and the Trump Conjuncture. New York:. e-book ed. New York, NY: Palgrave Macmillan. ISBN 978-3-030-15002-0. doi:10.1007/978-3-030-15002-0
- Badiou, Alain (2019). Trump e-book ed. Cambridge, UK: Polity Press. ISBN 9781509536092. ...poderíamos falar dessas novas figuras em termos de uma espécie de "fascismo democrático", uma designação paradoxal, mas eficaz. Afinal, os Berlusconis, os Sarkozys, os Le Pens, os Trumps, estão operando dentro do aparelho democrático, com suas eleições, suas oposições, seus escândalos etc. Mas, dentro desse aparato, estão tocando uma partitura diferente, outra música. Este é certamente o caso de Trump, que é racista, machista, violento – todos de tendências fascistas – mas que, além disso, mostra um desprezo pela lógica e pela racionalidade e um ódio abafado aos intelectuais. A música própria deste tipo de fascismo democrático é um discurso que não se preocupa nem um pouco com a coerência, um discurso de impulso, confortável com alguns tweets noturnos, e que impõe uma espécie de deslocamento da linguagem, ostentando positivamente sua capacidade de dizer tudo e seu oposto. Para essas novas figuras políticas, o objetivo da linguagem não é mais explicar nada ou defender um ponto de vista de maneira articulada. Seu objetivo é produzir afetos, que são usados para criar uma unidade fugazmente poderosa, em grande parte artificial, mas capaz de ser explorada no momento.. zero width space character character in |citação= at position 1134 (ajuda)
- Berry, Jeffrey M.; Sobieraj, Sarah (2014). The Outrage Industry: Political Opinion Media and the New Incivility e-book ed. New York: Oxford University Press. ISBN 978-0199928972
- Blair, Gwenda (2000). The Trumps: Three Generations of Builders and a Presidential Candidate. New York: Simon & Schuster. ISBN 0-684-80849-8
- Boggs, Carl (2018). Fascism Old and New e-book ed. New York, NY: Routledge. p. xii. ISBN 9781351049696. At this juncture (November 2017) it is worth noting that the 2016 ascendancy of Donald Trump to the White House does not occur to the author as a specifically fascist moment in U.S. history, contrary to what is commonly heard in liberal and progressive circles. To be sure, Trump does possess strong elements of a leadership cult, replete with narcissism and grandiose visions ('making American great again') ... I have chosen to view Trump as representing an interregnum between existing power arrangements – that is, a militarized state-capitalism – and potential American fascism.
- Boyd, Gregory (2005). The Myth of a Christian Nation: How the Quest for Political Power Is Destroying the Church. Grand Rapids, MI: Zondervan. ISBN 0-3102-8124-5
- Burnand, Francis Cowley, ed. (2004) [1892]. Punch, or the London Charivari, Vol. 102, April 23, 1892. [S.l.]: Project Gutenberg. Consultado em 16 de dezembro de 2020. Cópia arquivada em 9 de janeiro de 2021
- Connolly, William (2017). Aspirational Fascism: The Struggle for Multifaceted Democracy under Trumpism. Minneapolis, MN: University of Minnesota Press. ISBN 978-1517905125
- Dean, John; Altemeyer, Robert A. (2020). «Chapter 10: National Survey on Authoritarianism». Authoritarian Nightmare: Trump and his Followers e-book ed. Brooklyn, NY: Melville House Publishing. ISBN 978-1612199061
- de la Torre, Carlos; Barr, Robert R.; Arato, Andrew; Cohen, Jean L.; Ruzza, Carlo (2019). Routledge Handbook of Global Populism. Col: Routledge International Handbooks. London/New York: Routledge. ISBN 978-1-315-22644-6
- Frum, David (2018). Trumpocracy. New York: Harper. p. 336. ISBN 978-0062796745
- Dionne, E. J.; Mann, Thomas E.; Ornstein, Norman (2017). One Nation After Trump: A Guide for the Perplexed, the Disillusioned, the Desperate, and the Not-yet Deported. New York: St. Martin's Press. p. 384. ISBN 978-1250293633
- Fea, John (2018). Believe Me: The Evangelical Road to Donald Trump. Grand Rapids, MI: Eerdmans. ISBN 978-1-4674-5046-1
- Feldman, Stanley (2020). «Authoritarianism, threat, and intolerance». In:  Borgida; Federico; Miller. At the Forefront of Political Psychology: Essays in Honor of John L. Sullivan. [S.l.]: Taylor & Francis. ISBN 978-1000768275. Consultado em 14 de outubro de 2020. Cópia arquivada em 15 de fevereiro de 2021
- Fuchs, Christian (2018). Digital Demagogue: Authoritarian Capitalism in the Age of Trump and Twitter. [S.l.]: Pluto Press. JSTOR j.ctt21215dw.8
- Hart, Roderick P. (2020). «Trump's Arrival». Trump and Us (What He Says and Why People Listen). [S.l.]: Cambridge University Press. pp. 3–22. ISBN 978-1108854979. doi:10.1017/9781108854979.001
- Hochschild, Arlie Russell (2016). Strangers in Their Own Land: Anger and Mourning on the American Right e-book ed. New York: The New Press. ISBN 978-1-62097-226-7
- Horkheimer, Max; Adorno, Theodor W. (2002) [1947].  Noerr, Gunzelin Schmid, ed. Dialectic of Enlightenment—Philosophical Fragments. Col: Cultural Memory in the Present. Traduzido por Jephcott, Edmund e-book ed. Stanford, CA: Stanford University Press. ISBN 9780804788090
- Jaeger, C. Stephen (1985). The Origins of Courtliness: Civilizing Trends and the Formation of Courtly Ideals. Philadelphia, PA: University of Pennsylvania Press. ASIN B008UYP8H8
- Jeffress, Robert (2011). Twilight's Last Gleaming: How America's Last Days Can Be Your Best Days. Brentwood, TN: Worthy Publishing. ISBN 978-1936034581
- Kellner, Douglas (2020). «Donald Trump and the Politics of Lying». In:  Peters, Michael A.; Rider, Sharon; Hyvonen, Mats; Besley, Tina. Post-Truth, Fake News: Viral Modernity & Higher Education. [S.l.]: Springer. ISBN 978-981-10-8013-5. doi:10.1007/978-981-10-8013-5
- Kessler, Glenn; Rizzo, Salvador; Kelly, Meg (2020). Donald Trump and His Assault on Truth: The Presidents Falsehoods, Misleading Claims and Flat-Out Lie. Col: Washington Post Books. New York: Simon and Schuster. ISBN 978-1-9821-5108-9
- Kimmel, Michael (2017) [2013]. Angry White Men: American Masculinity at the End of an Era 2017 ed. New York, NY: Perseus Books- PublicAffairs. ISBN 9781568589626
- Kimmel, Michael (2018). Healing from Hate: How Young Men Get Into—and Out of—Violent Extremism e-book ed. [S.l.]: University of California Press. ISBN 978-0520966086
- Laclau, Ernesto (2005). On Populist Reason. London/ Brooklyn, NY: Verso. ISBN 978-1-78873-133-1
- Le Bon, Gustave (2002) [1st pub. 1895]. The Crowd: A Study of the Popular Mind. Mineola, NY: Dover Publications. ISBN 978-0486419565
- Lifton, Robert Jay (2019). Losing Reality: On Cults, Cultism, and the Mindset of Political and Religious Zealotry ePub) ed. New York/London: New Press. ISBN 978-1620975121 (Page numbers correspond to the ePub edition.)
- Löwenthal, Leo; Guterman, Norbert (1970) [1949]. Prophets of Deceit: A Study of the Techniques of the American Agitator. New York: Harper & Brothers. ISBN 978-0870151828. Consultado em 8 de novembro de 2020. Cópia arquivada em 1 de novembro de 2020 (Cited page numbers correspond to the online version of the 1949, at AJArchives.org.)
- Mansfield, Stephen (2017). Choosing Donald Trump God, Anger, Hope, and Why Christian Conservatives Supported Him. Grand Rapids, MI: Baker Books. ISBN 978-1-4934-1225-9
- McIntyre, Lee (2018). Post-Truth. Col: MIT Press Essential Knowledge Series. Cambridge, MA: MIT Press. ISBN 978-0262535045
- McAdams, Dan P. (2020). The Strange Case of Donald J. Trump: A Psychological Reckoning EPUB ed. New York, NY: Oxford University Press. ISBN 9780197507469
- McManus, Matthew (2020).  Hardwick, David; Marsh, Leslie, eds. The Rise Of Post-Modern Conservatism Neoliberalism, Post-Modern Culture, And Reactionary Politics e-book ed. [S.l.]: Palgrave MacMillan. ISBN 978-3-030-24682-2. doi:10.1007/978-3-030-24682-2
- Money-Kyrle, Roger (2015) [1941]. «The Psychology of Propaganda». In:  Meltzer, Donald; O'Shaughnessy, Edna. The Collected Papers of Roger Money-Kyrle. [S.l.]: Clunie Press. Money-Kyle describes not a rhetorical pattern of problem–conflict–resolution, but a progression of psychoanalytic states of mind in the three steps: 1) melancholia, 2) paranoia and 3) megalomania.
- Nash, George H. (2017). «American Conservatism and the Problem of Populism». In:  Kimball, Roger. Vox Populi: The Perils and Promises of Populism. New York: Encounter Books. p. 216. ISBN 978-1-59403-958-4. Consultado em 14 de outubro de 2020. Cópia arquivada em 15 de fevereiro de 2021
- Neuborne, Burt (2019). When at Times the Mob Is Swayed: A Citizen's Guide to Defending Our Republic ePub) ed. New York/London: The New Press. ISBN 978-1620973585(Page numbers correspond to the ePub edition.)
- Pfiffner, James (2020). «The Lies of Donald Trump: A Taxonomy». Presidential Leadership and the Trump Presidency (PDF). [S.l.]: Palgrave Macmillan. pp. 17–40. ISBN 978-3-030-18979-2. doi:10.1007/978-3-030-18979-2_2. Consultado em 24 de novembro de 2020. Cópia arquivada (PDF) em 27 de dezembro de 2020
- Postman, Neil (2005) [1985]. Amusing Ourselves to Death: Public Discourse in the Age of Show Business 20th Anniversary ed. New York, NY: Penguin. ISBN 978-0143036531
- Pybus, Jennifer (2015). «Accumulating affect: social networks and their archives of feeling». In:  Hillis, Ken; Paasonen, Susanna; Petit, Michael. Networked affect. Cambridge, MA: MIT Press. ISBN 9780262028646
- Sexton, Jared Yates (2017). The People Are Going to Rise Like the Waters Upon Your Shore: A Story of American Rage. Berkeley, CA: Counterpoint Press. ISBN 978-1-61902-956-9
- Smith, David Livingstone (2020). On Inhumanity: Dehumanization and How to Resist It ePub ed. New York: Oxford University Press. ISBN 978-0190923020
- Sunstein, Cass (2007). Republic 2.0 e-book ed. Princeton, NJ: Princeton University Press. ISBN 9780691133560
- Tarizzo, Davide (2021). Political grammars : the unconscious foundations of modern democracy. Col: Square One: First Order Questions in the Humanities. Stanford, CA: Stanford University Press. ISBN 9781503615328
- Temelkuran, Ece (2019). How to Lose a Country: The 7 Steps from Democracy to Dictatorship. [S.l.: s.n.] ISBN 978-0008340612
- Traverso, Enzo (2017). The New Faces of Fascism. Brooklyn, NY: Verso. ISBN 978-1-78873-046-4. 'Populism' is a category used as a self-defence mechanism by political elites who stand ever further from the people. According to Jacques Rancière: "Populism is the convenient name under which is dissimulated the exacerbated contradiction between popular legitimacy and expert legitimacy, that is, the difficulty the government of science has in adapting itself to manifestations of democracy and even to the mixed form of representative system. This name at once masks and reveals the intense wish of the oligarch: to govern without people, in other words, without any dividing of the people; to govern without politics.
- Trump, Donald J.; Schwartz, Tony (2011) [1987]. Trump: The Art of the Deal. [S.l.]: Random House—Ballantine Books. ISBN 978-0-307-57533-3
- van Prooijen, Jan-Willem (2018). The Psychology of Conspiracy. Col: The Psychology of Everything. New York: Routledge. ISBN 978-1-315-52541-9
- Woodward, Bob (2018). Fear: Trump in the White House. New York: Simon & Schuster. p. 448. ISBN 978-1-4711-8130-6

### Artigos
- Alter, Ethan (14 de janeiro de 2021). «'The Punisher' star Jon Bernthal lashes out at 'misguided and lost' Capitol rioters for appropriating Marvel hero's famous skull symbol». Yahoo Entertainment. Consultado em 8 de fevereiro de 2021. Cópia arquivada em 9 de fevereiro de 2021
- Ampikaipakan, Umapagan (7 de maio de 2018). «What Is Wrong With Malaysia?». The New York Times. Consultado em 21 de junho de 2021
- Appel, Edward C. (2018). «Burlesque, Tragedy, and a (Potentially) "Yuuuge" "Breaking of a Frame": Donald Trump's Rhetoric as "Early Warning"?». Communication Quarterly. 66 (2): 157–175. doi:10.1080/01463373.2018.1439515
- Andersen, Travis (6 de janeiro de 2021). «Before mob stormed US Capitol, Trump told them to 'fight like hell'». The Boston Globe. Consultado em 7 de janeiro de 2021. Cópia arquivada em 7 de janeiro de 2021
- Assheuer, Thomas (16 de maio de 2018). «Donald Trump: Das Recht bin ich». Die Zeit (em alemão)
- Bader, Michael (25 de dezembro de 2016). «The Decline of Empathy and the Appeal of Right-Wing Politics—Child psychology can teach us about the current GOP». Psychology Today. Consultado em 6 de dezembro de 2020
- Bailey, Sarah Pulliam (28 de novembro de 2017). «Acts of Faith. A Trump-like politician in Brazil could snag the support of a powerful religious group: evangelicals». The Washington Post. Consultado em 1 de março de 2018. Cópia arquivada em 18 de fevereiro de 2018
- Barrett, David; Zapotosky, Matt (13 de janeiro de 2021). «FBI report warned of 'war' at Capitol, contradicting claims there was no indication of looming violence». The Washington Post. Consultado em 17 de abril de 2021. Arquivado do original em 15 de abril de 2021
- «Jair Bolsonaro: Brazil's firebrand leader dubbed the Trump of the Tropics». BBC News (em inglês). 31 de dezembro de 2018. Consultado em 10 de maio de 2021
- Bebout, Lee (7 de janeiro de 2021). «Trump tapped into white victimhood—leaving fertile ground for white supremacists». The Conversation. Consultado em 14 de janeiro de 2021. Cópia arquivada em 10 de janeiro de 2021. Trumpism tapped into a long-standing sense of aggrievement that often—but not exclusively—manifests as white victimhood.
- Beer, Tommy (16 de janeiro de 2021). «Fox News Viewership Plummets: First Time Behind CNN And MSNBC In Two Decades». Forbes. Consultado em 9 de abril de 2021
- Bennhold, Katrin (7 de setembro de 2020). «Trump Emerges as Inspiration for Germany's Far Right». The New York Times. Consultado em 20 de novembro de 2020. Cópia arquivada em 20 de novembro de 2020
- Benjamin, Rich (28 de setembro de 2020). «Democrats Need to Wake Up: The Trump Movement Is Shot Through With Fascism». The Intercept. Consultado em 19 de maio de 2020
- Lempinen, Edward (7 de dezembro de 2020). «Despite drift toward authoritarianism, Trump voters stay loyal. Why?». University of California, Berkeley. Consultado em 24 de junho de 2021
- Bidgood, Jess; Ulloa, Jazmine (1 de outubro de 2020). «A debate and a rally show Trump's closing strategy: Tapping into the white grievance of his political bubble». The Boston Globe. Duluth, Minneapolis. Consultado em 16 de janeiro de 2021. Cópia arquivada em 22 de janeiro de 2021
- Blair, Leonardo (15 de dezembro de 2020). «Beth Moore draws flak and praise after warning Christians against 'dangerous' Trumpism». Christian Post. Consultado em 28 de dezembro de 2020. Cópia arquivada em 15 de dezembro de 2020
- Blake, Aaron (7 de janeiro de 2021). «'Let's have trial by combat': How Trump and allies egged on the violent scenes Wednesday». The Washington Post. ISSN 0190-8286. Consultado em 8 de janeiro de 2021. Cópia arquivada em 7 de janeiro de 2021
- Bleiberg, Joshua; West, Darrell M. (13 de maio de 2015). «Political Polarization on Facebook». The Brookings Institution. Consultado em 2 de março de 2021
- Blyth, Mark (15 de novembro de 2016). «Global Trumpism: Why Trump's Victory was 30 Years in the Making and Why It Won't Stop Here». Foreign Affairs
- Adghirni, Samy; Brandimarte, Walter (15 de janeiro de 2021). «Bolsonaro Government's Message to Biden: Trumpism Lives On in Brazil». Bloomberg.com. Consultado em 22 de fevereiro de 2021
- Bond, Paul (29 de fevereiro de 2016). «Leslie Moonves on Donald Trump: "It May Not Be Good for America, but It's Damn Good for CBS"». The Hollywood Reporter. Consultado em 12 de fevereiro de 2021. Cópia arquivada em 9 de fevereiro de 2021
- Boehm, Christopher (13 de fevereiro de 2016). «Political Animals». New Scientist. 229 (3060): 26–27. Bibcode:2016NewSc.229...26B. doi:10.1016/S0262-4079(16)30320-7
- Boucheron, Patrick (8 de fevereiro de 2020). «'Real power is fear': what Machiavelli tells us about Trump in 2020». The Guardian. Consultado em 26 de janeiro de 2021. Cópia arquivada em 1 de fevereiro de 2021
- Boler, Megan; Davis, Elizabeth (2021). «Affect, Media, Movement-Interview with Susanna Paasonen and Zizi Papacharissi». In:  Boler, Megan; Davis, Elizabeth. Affective Politics of Digital Media e-book ed. New York, NY: Routledge. ISBN 978-1-003-05227-2
- Bote, Joshua (22 de outubro de 2020). «Half of Trump supporters believe in QAnon conspiracy theory's baseless claims, poll finds». USA Today. Consultado em 15 de janeiro de 2021. Cópia arquivada em 15 de janeiro de 2021
- Brant, Danielle (4 de outubro de 2018). «Bolsonaro Uses Same Fascist Tactics As Trump, Says Yale Professor». Folha de São Paulo. São Paulo, Brazil. Consultado em 22 de fevereiro de 2021
- Brazile, Donna (28 de agosto de 2020). «Convention shows Republican Party has died and been replaced by Trump Party». Fox News. Consultado em 31 de agosto de 2020. Cópia arquivada em 31 de agosto de 2020
- Brewster, Jack (22 de novembro de 2020). «Republicans Ask, Whether Or Not Trump Runs In 2024, What Will Come Of Trumpism?». Forbes. Consultado em 22 de novembro de 2020. Cópia arquivada em 10 de janeiro de 2021
- Husser, Jason (6 de abril de 2020). «Why Trump is reliant on white evangelicals». The Brookings Institution. Consultado em 6 de março de 2021
- Brooks, David (30 de novembro de 2020). «David Brooks column: The rotting of the Republican mind». The New York Times. Consultado em 9 de dezembro de 2020. Cópia arquivada em 5 de dezembro de 2020
- Browning, Christopher R. (25 de outubro de 2018). «The Suffocation of Democracy». The New York Review. 65 (16). Consultado em 9 de junho de 2020. Cópia arquivada em 9 de junho de 2020. Trump is not Hitler and Trumpism is not Nazism, but regardless of how the Trump presidency concludes, this is a story unlikely to have a happy ending.
- Bump, Philip (20 de outubro de 2020). «Even if they haven't heard of QAnon, most Trump voters believe its wild allegations». The Washington Post. Consultado em 13 de dezembro de 2020. Arquivado do original em 13 de dezembro de 2020
- Butler, Judith; Salmon, Christian (29 de dezembro de 2016). «Trump, fascism, and the construction of "the people": An interview with Judith Butler». VersoBooks. Traduzido por Broder, David. Verso. Consultado em 14 de maio de 2021
  - A tradução para o inglês publicada pela Verso é do artigo: Butler, Judith; Salmon, Christian (18 de dezembro de 2016). «Judith Butler: pourquoi "Trump est un phénomène fasciste"». Mediapart (em francês). Consultado em 14 de maio de 2021
- Carpini, Michael X. Delli (2018). «Alternative Facts: Donald Trump and the Emergence of a New U.S. Media Regime». In:  Boczkowski, Pablo; Papacharissi, Zizi. Trump and the Media e-book ed. Cambridge, MA: MIT Press. ISBN 978-0-262-03796-9
- Cash, John (2017).  Fitzroy, Vic, ed. «Trumped in the Looking-glass». Arena Magazine (151). Consultado em 14 de maio de 2021
- «Andrew Scheer praises Erin O'Toole as next leader of Conservative Party». CBC. 24 de agosto de 2020. Consultado em 12 de janeiro de 2021. Cópia arquivada em 18 de janeiro de 2021
- Erin O'Toole (newly-elected leader of the CPC) (8 de setembro de 2020). O'Toole on his 'Canada First' policy. Power & Politics. Consultado em 12 de janeiro de 2021
- «What is the QAnon conspiracy theory?». CBS News. 29 de setembro de 2020. Consultado em 2 de outubro de 2020
- Cegielski, Stephanie (29 de março de 2016). «An Open Letter to Trump Voters from His Top Strategist-Turned-Defector». xoJane. Consultado em 9 de fevereiro de 2021. Arquivado do original em 25 de agosto de 2018
- Choma, Becky L.; Hanoch, Yaniv (fevereiro de 2017). «Cognitive ability and authoritarianism: Understanding support for Trump and Clinton». Personality and Individual Differences. 106 (1): 287–291. doi:10.1016/j.paid.2016.10.054. hdl:10026.1/8451
- Chomsky, Noam; Polychroniou, Chronis J. (26 de novembro de 2020). «Noam Chomsky: Trump Has Revealed the Extreme Fragility of American Democracy». Global Policy. Wiley-Blackwell. Consultado em 18 de maio de 2021
- Cillizza, Chris (4 de fevereiro de 2021). «Three-quarters of Republicans believe a lie about the 2020 election». CNN. Consultado em 8 de fevereiro de 2021. Cópia arquivada em 7 de fevereiro de 2021
- Clavey, Charles H. (20 de outubro de 2020). «Donald Trump, Our Prophet of Deceit». Boston Review. Consultado em 20 de outubro de 2020. Cópia arquivada em 21 de outubro de 2020
- Clemens, Colleen (11 de dezembro de 2017). «What We Mean When We Say 'Toxic Masculinity.'». Learning for Justice. Southern Poverty Law Center. Consultado em 17 de abril de 2021
- Cockburn, Patrick (4 de novembro de 2020). «Trump's bid to stop the count risks turning America into an 'illiberal democracy' like Turkey». The Independent (U.K.). Consultado em 25 de junho de 2021
- Confessore, Nicholas; Yourish, Karen (25 de março de 2016). «$2 Billion Worth of Free Media for Donald Trump». New York Times. Consultado em 13 de fevereiro de 2021. Cópia arquivada em 27 de janeiro de 2021
- Conroy, J Oliver (7 de fevereiro de 2017). «'Angry white men': the sociologist who studied Trump's base before Trump». The Guardian. Consultado em 14 de fevereiro de 2021. Cópia arquivada em 31 de janeiro de 2021
- Continetti, Matthew (22 de dezembro de 2020). «Is Trump Really All That Holds the G.O.P. Together?». The New York Times. Consultado em 4 de janeiro de 2021. Cópia arquivada em 1 de janeiro de 2021
- Cornelis, Ilse; Van Hiel, Alain (2015). «Extreme right-wing voting in Western Europe: The role of social-cultural and antiegalitarian attitudes». Political Psychology. 35 (6): 749–760. doi:10.1111/pops.12187
- Cox, Ana Marie (12 de outubro de 2016). «Russell Moore Can't Support Either Candidate». The New York Times. New York, NY
- Croucher, Shane (23 de maio de 2019). «Five ways India's Narendra Modi is like Donald Trump». Newsweek. Consultado em 10 de maio de 2021
- Cui, Xi (2018). «Emotional Contagion or Symbolic Cognition? A Social Identity Perspective on Media Events». Journal of Broadcasting & Electronic Media. 62 (1): 91–108. doi:10.1080/08838151.2017.1402906
- da Silva, Chantal (6 de novembro de 2020). «'Reckless' and 'stupid': Trump Jr calls for 'total war' over election results». The Independent. Consultado em 10 de janeiro de 2021. Cópia arquivada em 14 de janeiro de 2021
- Danner, Mark (26 de maio de 2016). «The Magic of Donald Trump» (PDF). The New York Review of Books. Consultado em 8 de fevereiro de 2021. Cópia arquivada (PDF) em 20 de setembro de 2020
- Delacourt, Susan (8 de novembro de 2020). «Donald Trump lost, but Trumpism is still thriving. Could it take hold in Canada, too?». Toronto Star. Consultado em 12 de janeiro de 2021. Cópia arquivada em 14 de janeiro de 2021
- Denby, David (15 de dezembro de 2015). «The Plot Against America: Donald Trump's Rhetoric». New Yorker. Consultado em 6 de dezembro de 2020. Cópia arquivada em 8 de novembro de 2020
- Devore, Molly (3 de abril de 2019). «'Trumpism' is not enough of a mass movement to be fascism, visiting professor says». The Badger Herald. Consultado em 14 de agosto de 2021
- Dreher, Rod (17 de dezembro de 2020). «Church Of Trumpianity». The American Conservative. Washington, D.C. Consultado em 28 de março de 2021
- Diamond, Jeremy (29 de julho de 2016). «Timeline: Donald Trump's praise for Vladimir Putin». CNN.com. Consultado em 24 de julho de 2020. Cópia arquivada em 9 de agosto de 2020
- Donadio, Rachel (5 de setembro de 2019). «The New Populist Playbook». The Atlantic. Consultado em 22 de junho de 2021
- Donolo, Peter (21 de agosto de 2020). «Trumpism won't happen in Canada—but not because of our politics». The Globe and Mail. Consultado em 12 de janeiro de 2021. Cópia arquivada em 7 de janeiro de 2021
- Donolo, Peter (9 de janeiro de 2021). «What will become of Trump's Canadian fan base?». Toronto Star. Toronto, Ontario. Consultado em 12 de janeiro de 2021. Cópia arquivada em 11 de janeiro de 2021
- Drutman, Lee (8 de junho de 2021). «The Republican party is now an explicitly illiberal party». The Guardian. Consultado em 25 de junho de 2021
- Enjeti, Saagar (3 de março de 2021). «Trump defines Trumpism». Rising. The Hill. Consultado em 5 de março de 2021
- Evans, Richard J. (13 de janeiro de 2021). «Why Trump isn't a fascist—The storming of the Capitol on 6 January was not a coup. But American democracy is still in danger.». New Statesman. Consultado em 14 de março de 2021
- Fallows, James (10 de outubro de 2016). «Trump Time Capsule #137: Primate Dominance Moves at the Debate». The Atlantic. Consultado em 23 de fevereiro de 2021
- Fawcett, Max (12 de janeiro de 2021). «Rigged Canadian election? Why Canada's Conservatives can't seem to quit Donald Trump». National Observer. Consultado em 12 de janeiro de 2021. Cópia arquivada em 12 de janeiro de 2021
- Federico, Christopher M.; Golec de Zavala, Agnieszka (6 de março de 2018). «Collective Narcissism and the 2016 US Presidential Vote» (PDF). Oxford University Press. Public Opinion Quarterly. 82 (1): 110–121. doi:10.1093/poq/nfx048. Consultado em 17 de dezembro de 2020
- Feldman, Stanley; Stenner, Karen (28 de junho de 2008). «Perceived threat and authoritarianism». Political Psychology. 18 (4): 741–770. doi:10.1111/0162-895X.00077
- Finchelstein, Federico (2017). From Fascism to Populism in History. [S.l.]: University of California Press. pp. 11–13. ISBN 978-0-520-96804-2. Consultado em 29 de outubro de 2020. Cópia arquivada em 15 de fevereiro de 2021
- Finn, Ed (13 de maio de 2017). «Is Trump a fascist?». The Independent. Newfoundland. Consultado em 9 de junho de 2020. Cópia arquivada em 4 de junho de 2020
- Fisher, Marc (16 de maio de 2019). «After a two-decade friendship and waves of lavish praise, Trump pardons newspaper magnate Conrad Black». The Washington Post. ISSN 0190-8286. Consultado em 12 de janeiro de 2021. Cópia arquivada em 16 de janeiro de 2021
- Foster, John Bellamy (1 de junho de 2017). «This Is Not Populism». Monthly Review. New York University Press. Consultado em 14 de maio de 2015. Commenting on the hegemonic framing of the radical right as populist, and the analytical problems that it presents, Andrea Mammone observes in his Transnational Neofascism in France and Italy that "the terms populism and national populism" were deliberately introduced in recent decades by liberal European commentators in order to "replace fascism/neofascism as the used terminology." This move was designed to "provide a sort of political and democratic legitimization of right-wing extremism."
- Fournier, Philippe J. (1 de outubro de 2020). «How much do Canadians dislike Donald Trump? A lot». Maclean's. Consultado em 12 de janeiro de 2021. Cópia arquivada em 11 de janeiro de 2021
- Fournier, Philippe J. (10 de janeiro de 2021). «Canada is not immune to Trumpism». Maclean's. Consultado em 12 de janeiro de 2021. Cópia arquivada em 12 de janeiro de 2021
- Gabler, Neal (29 de abril de 2016). «Donald Trump, the Emperor of Social Media». Moyers On Democracy. Schumann Media Center. Consultado em 2 de março de 2021
- Gabriel, Shira; Paravati, Elaine; Green, Melanie C.; Flomsbee, Jason (2018). «From Apprentice to president: The role of parasocial connection in the election of Donald Trump». Social Psychological and Personality Science. 9 (3): 299–307. doi:10.1177/1948550617722835
- Galli, Mark (19 de dezembro de 2019). «Trump Should Be Removed from Office». Christianity Today. Consultado em 30 de dezembro de 2020. Cópia arquivada em 23 de dezembro de 2019
- Geoghegan, Peter (9 de janeiro de 2021). «It could happen here too: European Trumpism won't end with Trump». Politico. Consultado em 22 de junho de 2021
- Giroux, Henry A. (14 de dezembro de 2017). «Fascism's return and Trump's war on youth». The Conversation. Consultado em 14 de maio de 2021
- Giroux, Henry A. (2021). «Trumpism and the challenge of critical education». Educational Philosophy and Theory: 5. doi:10.1080/00131857.2021.1884066. As the social state came under severe attack, the punishing state grew with its ongoing militarization of civil society and its increasing criminalization of social problems. War, dehumanization, divisiveness, hate, and the language of racial cleansing and sorting became central governing principles and set the stage for the rebirth of an updated fascist politics. Trumpism reached into every niche and crack of civil and political society and in doing so cross-pollinated politics, culture, and everyday life with a range of right-wing policies, authoritarian impulses, and the emerging presence of right-wing movements.
- Glasser, Susan (22 de janeiro de 2018). «The Man Who Put Andrew Jackson in Trump's Oval Office». Politico. Consultado em 15 de novembro de 2020. Cópia arquivada em 22 de novembro de 2020
- «Trumpism in Canada». Global News. Consultado em 12 de janeiro de 2021. Cópia arquivada em 13 de janeiro de 2021
- Goldberg, Michelle (15 de dezembro de 2020). «Just how dangerous was Trump?». New York Times. Consultado em 17 de dezembro de 2020. Cópia arquivada em 16 de dezembro de 2020
- Golec de Zavala, Agnieszka; Cichocka, Aleksandra; Eidelson, Roy; Jayawickreme, Nuwan (2009). «Collective Narcissism and Its Social Consequences» (PDF). Journal of Personality and Social Psychology. 97 (6): 1074–1096. PMID 19968420. doi:10.1037/a0016904. Consultado em 25 de setembro de 2020. Cópia arquivada (PDF) em 24 de março de 2018
- Gordon, Peter E. (2018). «The Authoritarian Personality Revisited: Reading Adorno in the Age of Trump». In:  Brown, Wendy; Gordon, Peter E.; Pensky, Max. Authoritarianism: Three Inquiries in Critical Theory e-book ed. Chicago, IL: University of Chicago Press. ISBN 978-0-226-59730-0. doi:10.7208/chicago/9780226597300.001.0001
  - An earlier version appeared in peer reviewed journal Boundary 2: Gordon, Peter E. (15 de junho de 2016). «Authoritarianism: Three Inquiries in Critical Theory». Boundary 2. Consultado em 21 de fevereiro de 2021
- Gorski, Philip (13 de novembro de 2018). «Why Evangelicals Voted for Trump: A Critical Cultural Sociology». In:  Mast, Jason L.; Alexander, Jeffrey C. Politics of Meaning/Meaning of Politics- Cultural Sociology of the 2016 U.S. Presidential Election. Col: Cultural Sociology. Cham: Springer International Publishing. pp. 165–183. ISBN 978-3-319-95945-0. doi:10.1007/978-3-319-95945-0_10 – via Springer Link
- Gottfried, Jeffrey; Shearer, Elisa (26 de maio de 2016). «News use across social media platforms 2016». Pew Research Center. Consultado em 2 de março de 2021
- Graves, Frank; Smith, Jeff (30 de junho de 2020). «Northern Populism: Causes and Consequences of the New Ordered Outlook». School of Public Policy. 13. ISSN 2560-8320. doi:10.11575/sppp.v13i0.69884. Consultado em 12 de janeiro de 2021. Cópia arquivada em 17 de janeiro de 2021
- Green, Emma (8 de janeiro de 2021). «A Christian Insurrection». The Atlantic. Consultado em 23 de janeiro de 2021. Cópia arquivada em 25 de janeiro de 2021
- Greenberg, David (11 de dezembro de 2016). «An Intellectual History of Trumpism». Politico. Consultado em 15 de novembro de 2020. Cópia arquivada em 15 de novembro de 2020
- Gryboski, Michael (8 de novembro de 2012). «Texas Megachurch Pastor Says Obama Will 'Pave Way' for Antichrist». The Christian Post. Consultado em 15 de abril de 2021
- Guilford, Gwynn (2016). «Inside the Trump machine: The bizarre psychology of America's newest political movement». Quartz. Consultado em 17 de novembro de 2020. Cópia arquivada em 15 de fevereiro de 2021
- Gutterman, David (220). «Book Review: Believe Me: The Evangelical Road to Donald Trump.». eJournal of Public Affairs. 9 (2). doi:10.1111/1467-9809.12592
- Haberman, Maggie (6 de janeiro de 2021). «Trump Told Crowd 'You Will Never Take Back Our Country With Weakness'». The New York Times. Consultado em 9 de janeiro de 2021. Cópia arquivada em 9 de janeiro de 2021
- Haltiwanger, John (9 de outubro de 2018). «The 'Brazilian Donald Trump,' Jair Bolsonaro, is visiting the White House. He was elected president despite saying he couldn't love a gay son and that a colleague was too 'ugly' to be raped». Business Insider. Consultado em 22 de fevereiro de 2021
- Hall, Kira; Goldstein, Donna M.; Ingram, Matthew Bruce (2016). «The hands of Donald Trump: Entertainment, gesture, spectacle». HAU:Journal of Ethnographic Theory. 6 (2). doi:10.14318/hau6.2.009. Consultado em 15 de fevereiro de 2021. Cópia arquivada em 15 de fevereiro de 2021
- Harwood, John (20 de janeiro de 2017). «Why Trumpism May Not Endure». The New York Times. Consultado em 9 de junho de 2020. Cópia arquivada em 16 de novembro de 2020
- Hasan, Mehdi (4 de junho de 2020). «Is This Trump's Reichstag Fire Moment?». The Intercept. Consultado em 26 de janeiro de 2021. Cópia arquivada em 2 de fevereiro de 2021
- Hedges, Chris (3 de janeiro de 2020). «Onward, Christian fascists». salon. Consultado em 28 de dezembro de 2020. Cópia arquivada em 28 de dezembro de 2020
- «Trumpism comes to Finland, exporting happiness, and Kardashians in Lapland—Finland in the World Press». Helsinki Times. 13 de abril de 2019. Consultado em 23 de janeiro de 2021. Cópia arquivada em 24 de janeiro de 2021
- Henderson, Bruce (24 de agosto de 2017). «Evangelical Leader Stays on Trump Advisory Council Despite Charlottesville Response». Charlotte Observer. Consultado em 28 de dezembro de 2020. Cópia arquivada em 15 de fevereiro de 2021
- Henninger, Daniel (3 de março de 2021). «Trumpism According to Trump». The Wall Street Journal. Consultado em 17 de março de 2021
- Hidalgo-Tenorio, Encarnación; Benítez-Castro, Miguel-Ángel (2021). «Trump's populist discourse and affective politics, or on how to move 'the People' through emotion». Globalisation, Societies and Education: 1–24. doi:10.1080/14767724.2020.1861540
- Hoad, Neville (20 de novembro de 2020). «Big man sovereignty and sexual politics in pandemic time». Safundi the Journal of SouthAfrican and American Studies. 21 (4): 433–455. doi:10.1080/17533171.2020.1832801
- Hogg, Michael; van Knippenberg, Daan; Rast, David E. (2012). «The social identity theory of leadership: Theoretical origins, research findings, and conceptual developments». European Review of Social Psychology. 23: 258–304. doi:10.1080/10463283.2012.741134
- Hilditch, Cameron (18 de dezembro de 2020). «Christianity as Ideology: The Cautionary Tale of the Jericho March». National Review. Consultado em 19 de janeiro de 2021
- Hopkin, Jonathan; Blyth, Mark (2020). «Global Trumpism: Understanding Anti-System Politics in Western Democracies». In:  Vormann, Boris; Weinman, Michael D. The Emergence of Illiberalism. [S.l.]: Routledge. ISBN 978-0367366247. Consultado em 11 de outubro de 2020. Cópia arquivada em 15 de fevereiro de 2021
- Horton, Michael (16 de dezembro de 2020). «The Cult of Christian Trumpism». The Gospel Coalition. Consultado em 28 de dezembro de 2020. Cópia arquivada em 15 de fevereiro de 2021
- Hovland, Ben (13 de setembro de 2020). «Capitol rally targets Minnesota's COVID-19 state of emergency». Albert Lea Tribune and Minnesota Public Radio. Consultado em 11 de dezembro de 2020
- Hymes, Clare; McDonald, Cassidy; Watson, Elanor (16 de abril de 2021). «What we know about the "unprecedented" U.S. Capitol riot arrests». CBS News. Consultado em 17 de abril de 2021
- Hyun-jung, Bae (5 de abril de 2017). «[Election 2017] SWOT analysis of presidential candidate Hong Joon-pyo». The Korea Herald. Consultado em 10 de maio de 2021
- Ibish, Hussain (12 de abril de 2020). «Is Donald Trump's US sliding towards illiberal democracy?». The National (Abu Dhabi). Consultado em 25 de junho de 2021
- Illing, Sean (16 de novembro de 2018). «What Machiavelli can teach us about Trump and the decline of liberal democracy». Vox. Consultado em 26 de janeiro de 2021. Cópia arquivada em 3 de fevereiro de 2021
- Ilyushina, Mary (15 de dezembro de 2020). «Putin, Bolsonaro and AMLO finally congratulate Biden on US election victory». CNN. Consultado em 22 de fevereiro de 2021
- Imhoff, Roland; Lamberty, Pia (2018). «How paranoid are conspiracy believers? Toward a more fine-grained understanding of the connect and disconnect between paranoia and belief in conspiracy theories.». European Journal of Social Psychology. 48 (7): 909–926. doi:10.1002/ejsp.2494
- Isaac, Jeffrey (novembro de 2017). «Making America Great Again?». Cambridge University Press. Perspectives on Politics. 15 (3): 625–631. doi:10.1017/S1537592717000871
- Jacobs, Thomas (21 de outubro de 2016). «Masculinity in the Time of Trump». Pacific Standard. Grist Magazine, Inc. Consultado em 17 de abril de 2021
- Jacquemet, Marco (2020). «45 as a Bullshit Artist: Straining for Charisma». In:  McIntosh, Janet; Mendoza-Denton, Norma. Language in the Trump Era: Scandals and Emergencies. Cambridge, UK: Oxford University Press. ISBN 978-1-108-74503-1. doi:10.1017/9781108887410
- Jeffress, Robert; Fea, John (26 de maio de 2016). «The Evangelical Debate Over Trump» (audio). Interfaith Voices. Consultado em 28 de dezembro de 2020
- Jeffress, Robert; Wehner, Peter (12 de julho de 2016). «Dr. Robert Jeffress and Peter Wehner Join Mike for Important Debate over Evangelical Christian Support of Trump» (audio). The Mike Gallagher Show. Consultado em 28 de dezembro de 2020. Cópia arquivada em 15 de fevereiro de 2021
- Jindal, Bobby; Castellanos, Alex (3 de janeiro de 2021). «Separating Trump from Trumpism is key to the GOP's future | Opinion». Newsweek. Consultado em 2 de março de 2021
- Johnson, Jessica (2018). «The Self-Radicalization of White Men». Communication, Culture & Critique. 11 (1). doi:10.1093/ccc/tcx014
- Johnston, Rich (3 de julho de 2020). «Why Did Sean Hannity Lose His Punisher Skull Pin On Fox News?». Bleeding Cool. Consultado em 8 de fevereiro de 2021. Cópia arquivada em 15 de fevereiro de 2021
- Jones, Karen (2019). «Trust, distrust, and affective looping». Springer Nature. Philosophical Studies. 176 (4): 955–968. doi:10.1007/s11098-018-1221-5
  - Partial reprint: Jones, Karen (14 de novembro de 2019). «Understanding the emotions is key to breaking the cycle of distrust». ABC's Religion and Ethics. Australian Broadcasting Corporation. Consultado em 10 de abril de 2021
- Theidon, Kimberly (11 de novembro de 2020). «A forecasted failure: Intersectionality, COVID-19, and the perfect storm». Journal of Human Rights. 95 (5): 528–536. doi:10.1080/14754835.2020.1822156
- John, Tara (10 de março de 2017). «What to Know About Geert Wilders, the 'Dutch Trump'». Time. Consultado em 22 de junho de 2021
- Jones, Karen (2013). «Trusting Interpretations». In:  Mäkelä, Pekka; Townley, Cynthia. Trust: Analytic and Applied Perspectives. Col: Value Inquiry Book Series. 263. [S.l.]: Rodopi. ISBN 9789401209410
- Jutel, Olivier (2019). «Donald Trump, American Populism and Affective Media». In:  de la Torre, Carlos; Barr, Robert R.; Arato, Andrew; Cohen, Jean L.; Ruzza, Carlo. Routledge Handbook of Global Populism. Col: Routledge International Handbooks. London/New York: Routledge. ISBN 978-1-315-22644-6
- Kagan, Robert (16 de maio de 2016). «This is how fascism comes to America». The Washington Post. Consultado em 20 de abril de 2021
- Kahan, Dan; Peters, Ellen; Dawson, Erica Cantrell; Slovic, Paul (2017). «Motivated numeracy and enlightened self-government». Cambridge University Press. Behavioural Public Policy. 1 (1): 54–86. doi:10.1017/bpp.2016.2. hdl:1794/18962
- Kakissis, Joanna (13 de maio de 2019). «In Trump, Hungary's Viktor Orban Has A Rare Ally In The Oval Office». NPR. Consultado em 23 de janeiro de 2021. Cópia arquivada em 15 de fevereiro de 2021
- Katzenstein, Peter J. (20 de março de 2019). «Trumpism is Us». WZB Mitteilungen. Berlin: Social Science Research Center. Consultado em 15 de outubro de 2020. Cópia arquivada em 15 de fevereiro de 2021
- Kessler, Glenn; Kelly, Meg (10 de janeiro de 2018). «President Trump has made more than 2,000 false or misleading claims over 355 days». The Washington Post. Consultado em 9 de junho de 2020. Cópia arquivada em 15 de fevereiro de 2021
- Kimmel, Michael; Wade, Lisa (2018). «Ask a Feminist: Michael Kimmel and Lisa Wade Discuss Toxic Masculinity». Signs: Journal of Women in Culture and Society. 44 (1): 233–254. doi:10.1086/698284
- Kirchgaessner, Stephanie (25 de junho de 2018). «Italy's Matteo Salvini: the European leader most like Trump». The Irish Times. Consultado em 22 de junho de 2021
- Kreiss, Daniel (2018). «The Media Are about Identity, Not Information». In:  Boczkowski, Pablo J.; Papacharissi, Zizi. Trump and the Media. Cambridge, Massachusetts: MIT Press. ISBN 978-0-262-03796-9
- Kruse, Michael (13 de outubro de 2017). «The Power of Trump's Positive Thinking». Politico. Consultado em 9 de dezembro de 2020. Cópia arquivada em 15 de fevereiro de 2021
- Kuhn, Johannes (2 de setembro de 2017). «Who moved America to the right». Süddeutsche Zeitung. Consultado em 30 de julho de 2020. Cópia arquivada em 15 de fevereiro de 2021
- Kuhn, Johannes (17 de julho de 2018). «Trump und Putin: Republikaner üben leichte Kritik». Süddeutsche Zeitung (em alemão). Consultado em 9 de junho de 2020. Cópia arquivada em 15 de fevereiro de 2021
- Lebow, David (13 de maio de 2019). «Trumpism and the Dialectic of Neoliberal Reason». Cambridge University Press. Perspectives on Politics. 17 (2): 380–398. doi:10.1017/S1537592719000434. Consultado em 9 de junho de 2020. Cópia arquivada em 15 de fevereiro de 2021
- Lemann, Nicholas (2 de novembro de 2020). «The Republican Identity Crisis After Trump». The New Yorker. Consultado em 10 de novembro de 2020. Cópia arquivada em 15 de fevereiro de 2021
- Leone, Luigi; Desimoni, Marta; Chirumbolo, Antonio (26 de setembro de 2012). «Interest and expertise moderate the relationship between right-wing attitudes, ideological self-placement and voting». European Journal of Personality. 28 (1): 2–13. doi:10.1002/per.1880
- Leonhardt, David (14 de maio de 2019). «Extremists in a Pod». The New York Times. Consultado em 21 de junho de 2021
- Lewis, Matt (12 de dezembro de 2020). «Bad News for Evangelicals—God Doesn't Need Donald Trump in the White House». The Daily Beast. Consultado em 23 de janeiro de 2021 – via www.msn.com
- Liu, William Ming (14 de abril de 2016). «How Trump's 'Toxic Masculinity' Is Bad for Other Men». Motto (Time). New York. Consultado em 21 de janeiro de 2018. Cópia arquivada em 21 de janeiro de 2018
- Lowndes, Joseph (2019). «Populism and race in the United States from George Wallace to Donald Trump». In:  de la Torre, Carlos. Routledge Handbook of Global Populism. London/New York: Routledge. "Trumpism" section, pp. 197–200. ISBN 978-1-315-22644-6. Trump unabashedly employed the language of white supremacy and misogyny, rage and even violence at Trump rallies was like nothing seen in decades.
- Lubbers, Marcel; Scheepers, Peer (7 de dezembro de 2010). «French Front National voting: A micro and macro perspective» (PDF). Ethnic and Racial Studies. 25 (1): 120–149. doi:10.1080/01419870120112085. hdl:11370/a3226cec-30ee-4c69-bd24-ba49cbbb17cf. Consultado em 29 de outubro de 2020. Cópia arquivada (PDF) em 15 de fevereiro de 2021
- Lyall, Sarah (23 de janeiro de 2021). «The Trump Presidency Is Now History. So How Will It Rank?». The New York Times. Consultado em 23 de janeiro de 2021. Cópia arquivada em 15 de fevereiro de 2021
- MacWilliams, Matthew (17 de janeiro de 2016). «The one weird trait that predicts whether you're a Trump supporter». Politico
- MacWilliams, Matthew C. (23 de setembro de 2020). «Trump Is an Authoritarian. So Are Millions of Americans». POLITICO. Consultado em 9 de fevereiro de 2021
- Marietta, Morgan; Farley, Tyler; Cote, Tyler; Murphy, Paul (2017). «The Rhetorical Psychology of Trumpism». De Gruyter. The Forum. 15 (2): 313–312. doi:10.1515/for-2017-0019
- Massachs, Joan; Monti, Corrado; Morales, Gianmarco De Francisci; Bonchi, Francesco (2020). «Roots of Trumpism: Homophily and Social Feedback in Donald Trump Support on Reddit.» (PDF). WebSci '20: 12th ACM Conference on Web Science: 49–58. ISBN 9781450379892. arXiv:2005.01790. doi:10.1145/3394231.3397894. Consultado em 5 de março de 2021
- Matthews, Dylan (14 de janeiro de 2021). «The F Word». Vox. Consultado em 26 de janeiro de 2021. Cópia arquivada em 24 de janeiro de 2021
- Matthews, Dylan (10 de dezembro de 2015). «I asked 5 fascism experts whether Donald Trump is a fascist. Here's what they said.». Vox. Consultado em 9 de junho de 2020. Cópia arquivada em 15 de fevereiro de 2021
- Matthews, Dylan (23 de outubro de 2020). «Is Trump a fascist? 8 experts weigh in». Vox
- McFadden, Robert D.; Grynbaum, Michael M. (18 de fevereiro de 2021). «Rush Limbaugh Dies at 70; Turned Talk Radio Into a Right-Wing Attack Machine». New York Times. Consultado em 17 de fevereiro de 2021
- McCarthy, Tom; Ho, Vivian; Greve, Joan E. (7 de janeiro de 2021). «Schumer calls pro-Trump mob 'domestic terrorists' as Senate resumes election certification—live». The Guardian. Consultado em 6 de janeiro de 2021. Cópia arquivada em 6 de janeiro de 2021
- McGaughey, Ewan (2018). «Fascism-Lite in America (or the Social Ideal of Donald Trump)». British Journal of American Legal Studies. 7 (2): 291–315. SSRN 2773217. doi:10.2478/bjals-2018-0012
- Moore, Johnnie (24 de agosto de 2017). «Evangelical Trump Adviser: Why I Won't Bail on the White House». Religion News Service. Consultado em 28 de dezembro de 2020. Cópia arquivada em 15 de fevereiro de 2021
- Morris, Edwin Kent (2019). «Inversion, Paradox, and Liberal Disintegration: Towards a Conceptual Framework of Trumpism». New Political Science. 41 (1): 17–35. doi:10.1080/07393148.2018.1558037. Trumpian fascism is a different kind of fascism. It is better understood as an inverted, American kind of fascism, distinct from European fascism, but not entirely dissimilar from it. Inverted American-style fascism differs from European fascist in one crucial way: the role of corporate power in the politics of the state.
- Mullen, Lincoln (16 de junho de 2018). «The Fight to Define Romans 13». The Atlantic. Consultado em 28 de dezembro de 2020. Cópia arquivada em 15 de fevereiro de 2021
- «Ontario Proud, the right-wing Facebook giant in Ontario's election, eyes federal election involvement». National Post. 5 de junho de 2018. Consultado em 12 de janeiro de 2021. Cópia arquivada em 18 de agosto de 2019
- Nessen, Stephen (30 de abril de 2016). «4 Ways Donald Trump's Pro Wrestling Experience Is Like His Campaign Today». NPR.org. National Public Radio. Consultado em 17 de novembro de 2020. Cópia arquivada em 15 de fevereiro de 2021
- Newkirk, Vann R. (15 de março de 2016). «Donald Trump, Wrestling Heel». The Atlantic
- «6 Books to Help Understand Trump's Win». The New York Times. 9 de novembro de 2016. Consultado em 31 de janeiro de 2021. Cópia arquivada em 15 de fevereiro de 2021
- O'Callaghan, Patrick (2020). «Reflections on the Root Causes of Outrage Discourse on Social Media». In:  Navin, Mark Christopher; Nunan, Richard. Democracy, Populism, and Truth. Col: AMINTAPHIL: The Philosophical Foundations of Law and Justice. 9. [S.l.]: Springer. pp. 115–126. ISBN 978-3-030-43424-3. doi:10.1007/978-3-030-43424-3_9
- O'Connor, Brendon (29 de outubro de 2020). «Who exactly is Trump's 'base'? Why white, working-class voters could be key to the US election». The Conversation. Consultado em 2 de março de 2021
- O'Grady, Sean (2 de julho de 2021). «Rather than Boris Johnson or Nigel Farage, it is now George Galloway who is 'Britain's Trump'». The Independent. Consultado em 30 de agosto de 2021
- O'Leary, Naomi (23 de fevereiro de 2017). «The man who invented Trumpism». Politico. Consultado em 22 de junho de 2021
- Ophir, Adi (2020). «The Political». In:  Stoler, Ann Laura; Gourgouris, Stathis; Lezra, Jacques. Thinking With Balibar A Lexicon of Conceptual Practice. Col: Idiom: Inventing Writing Theory. New York, NY: Fordham University Press. pp. 158–182. ISBN 9780823288489. doi:10.1515/9780823288502-012
- Ott, Brian L. (2017). «The age of Twitter: Donald J. Trump and the politics of debasement». Critical Studies in Media Communication. 34 (1): 59–68. doi:10.1080/15295036.2016.1266686
- Pape, Robert A. (6 de abril de 2021). «Understanding American Domestic Terrorism-Mobilization Potential and Risk Factors of a New Threat Trajectory» (PDF). University of Chicago. Chicago Project on Security and Threats. Consultado em 17 de abril de 2021
- Parker, Ashley (16 de novembro de 2020). «The ending of Trump's presidency echoes the beginning—with a lie». The Washington Post. Consultado em 22 de novembro de 2020. Cópia arquivada em 15 de fevereiro de 2021
- Paxton, Robert O. (11 de janeiro de 2021). «I've Hesitated to Call Donald Trump a Fascist. Until Now». Newsweek. Consultado em 3 de fevereiro de 2021. Cópia arquivada em 4 de fevereiro de 2021
- Paravati, Elaine; Naidu, Esha; Gabriel, Shira; Wiedemann, Carl (23 de dezembro de 2019). «More than just a tweet: The unconscious impact of forming parasocial relationships through social media». Psychology of Consciousness: Theory, Research, and Practice. 7 (4): 388–403. doi:10.1037/cns0000214
- Partington, Richard (7 de julho de 2018). «Trump's trade war: What is it and which products are affected?». The Guardian. Consultado em 19 de julho de 2020. Cópia arquivada em 15 de fevereiro de 2021
- Peters, Jeremy W. (9 de novembro de 2020). «Trump Lost the Race. But Republicans Know It's Still His Party». The New York Times. Consultado em 10 de novembro de 2020. Cópia arquivada em 15 de fevereiro de 2021
- Peters, Jeremy W. (17 de fevereiro de 2021). «Rush Limbaugh's Legacy of Venom: As Trump Rose, 'It All Sounded Familiar'». New York Times. Consultado em 18 de fevereiro de 2021
- Pettigrew, Thomas F. (2 de março de 2017). «Social Psychological Perspectives on Trump Supporters». Journal of Social and Political Psychology. 5 (1): 107–116. doi:10.5964/jspp.v5i1.750
- Smith, Gregory A. (26 de abril de 2017). «Among white evangelicals, regular churchgoers are the most supportive of Trump». Pew Research Center. Consultado em 6 de março de 2021
- Phillips, Dom; Phillips, Tom (20 de dezembro de 2019). «Brazil: Bolsonaro in homophobic outburst as corruption scandal swirls». the Guardian. Consultado em 22 de fevereiro de 2021
- Pillar, Paul R. (17 de setembro de 2020). «The Donald Trump and Benjamin Netanyahu Alliance: Simply Bad News». The National Interest. Consultado em 10 de maio de 2021
- Plasser, Fritz; Ulram, Peter A. (2003). «Striking a Responsive Chord: Mass Media and. Right-Wing Populism in Austria». In:  Mazzoleni, Gianpietro; Stewart, Julianne; Horsfield, Bruce. The Media and Neo-Populism. Santa Barbara, CA: Praeger. ISBN 9780275974923
- Plott, Elaina (27 de outubro de 2020). «Win or Lose, It's Donald Trump's Republican Party». The New York Times. Consultado em 29 de outubro de 2020. Cópia arquivada em 29 de outubro de 2020
- Power, Samantha (2018). «Beyond Elections: Foreign Interference with American Democracy». In:  Sunstein, Cass R. Can It Happen Here? Authoritarianism in America ePub ed. New York: Dey Street Books. pp. 69–80. ISBN 978-0062696212
- Pulido, Lauro; Bruno, Tianna; Faiver-Serna, Cristina; Galentine, Cassandra (2019). «Environmental Deregulation, Spectacular Racism, and White Nationalism in the Trump Era». American Association of Geographers. 109 (2): 520–532. doi:10.1080/24694452.2018.1549473
- Raupp, Eric (12 de dezembro de 2020). «Will Bolsonaro Leave Trumpism Behind to Embrace a Biden-led US?». Fair Observer. Consultado em 22 de fevereiro de 2021
- Reicher, Stephen; Haslam, S. Alexander (19 de novembro de 2016). «The politics of hope: Donald Trump as an entrepreneur of identity». Scientific American. Consultado em 15 de outubro de 2020. Cópia arquivada em 15 de fevereiro de 2021
- Reicher, Stephen (4 de maio de 2017). «La beauté est dans la rue: Four reasons (or perhaps five) to study crowds». Group and Intergroup Relations. 20 (5): 593–605. doi:10.1177/1368430217712835
- Robertson, Derek (16 de maio de 2020). «What Liberals Don't Get About Trump Supporters and Pop Culture». Politico. Consultado em 26 de janeiro de 2021. Cópia arquivada em 30 de janeiro de 2021
- Richardson, Michael (2017). «The Disgust of Donald Trump». Continuum: Journal of Media and Cultural Studies. 31 (6): 747–756. doi:10.1080/10304312.2017.1370077
- Robison, Wade L. (2020). «#ConstitutionalStability». In:  Navin, Mark Christopher; Nunan, Richard. Democracy, Populism, and Truth. Col: AMINTAPHIL: The Philosophical Foundations of Law and Justice. 9. [S.l.]: Springer. pp. 179–191. ISBN 978-3-030-43424-3. doi:10.1007/978-3-030-43424-3_13
- Roper, Willern (8 de janeiro de 2021). «Nearly Half of Republicans Approve of Capitol Riot». Statista. Consultado em 8 de fevereiro de 2021
- Rosenfeld, Steven (9 de agosto de 2019). «Leading Civil Rights Lawyer Shows 20 Ways Trump Is Copying Hitler's Early Rhetoric and Policies». Common Dreams. Consultado em 21 de novembro de 2020. Cópia arquivada em 15 de fevereiro de 2021
- Rosenberg, Matthew; Rutenberg, Jim (1 de fevereiro de 2021). «Key Takeaways From Trump's Effort to Overturn the Election—A Times examination of the 77 days between election and inauguration shows how a lie the former president had been grooming for years overwhelmed the Republican Party and stoked the assault on the Capitol.». The New York Times. Consultado em 1 de fevereiro de 2021. Cópia arquivada em 1 de fevereiro de 2021
- Ross, Alex (5 de dezembro de 2016). «The Frankfurt school knew Trump was coming». The New Yorker. Consultado em 18 de fevereiro de 2021
- Rudolf, Peter (2017). «The US under Trump: Potential consequences for transatlantic relations». In:  Heinemann-Grüder, Andreas. Peace Report 2017 (PDF). 29. Berlin/Münster/Zürich: LIT-Verlag, International Politics. ISBN 978-3643909329. Consultado em 15 de outubro de 2020. Cópia arquivada (PDF) em 15 de fevereiro de 2021
- Rutenberg, Jim; Becker, Jo; Lipton, Eric; Haberman, Maggie; Martin, Jonathan; Rosenberg, Matthew; Schmidt, Michael S. (31 de janeiro de 2021). «77 Days: Trump's Campaign to Subvert the Election Hours after the United States voted, the president declared the election a fraud—a lie that unleashed a movement that would shatter democratic norms and upend the peaceful transfer of power.». The New York Times. Consultado em 1 de fevereiro de 2021. Cópia arquivada em 1 de fevereiro de 2021
- Samphir, Harrison (23 de julho de 2019). «The Post Millennial joins Conservative party's online booster club». NOW Magazine. Consultado em 22 de fevereiro de 2021. Arquivado do original em 24 de julho de 2019
- Schneider, Mac (21 de abril de 2017). «Marine Le Pen: France's Trump is on the rise». Vox. Consultado em 23 de janeiro de 2021
- Schneiker, Andrea (2018). «Telling the Story of the Superhero and the Anti-Politician as President: Donald Trump's Branding on Twitter». Political Studies Association. 1 (14): 210–223. doi:10.1177/1478929918807712
- Seeßlen, Georg (2 de fevereiro de 2017). «Trompeten des Trumpismus» [Language attack of the right-wing populists: Trumpets of Trumpism]. Der Spiegel (em alemão). Consultado em 15 de outubro de 2020. Cópia arquivada em 15 de fevereiro de 2021
- Serhan, Yasmeen (16 de fevereiro de 2021). «What History Tells Us Will Happen to Trumpism». The Atlantic. Consultado em 17 de fevereiro de 2021
- Serwer, Adam (20 de novembro de 2017). «The Nationalist's Delusion». The Atlantic. Consultado em 30 de julho de 2020. Cópia arquivada em 15 de fevereiro de 2021
- Shabad, Rebecca; Bennett, Geoff; Alba, Monica; Pettypiece, Shannon (2 de junho de 2020). «'The Bible is not a prop': Religious leaders, lawmakers outraged over Trump church visit». NBC News. Consultado em 13 de janeiro de 2021. Cópia arquivada em 15 de fevereiro de 2021
- Shellnutt, Kate (6 de setembro de 2017). «Should Christians Keep Advising a President They Disagree With?». Christianity Today. Consultado em 28 de dezembro de 2020. Cópia arquivada em 15 de fevereiro de 2021
- Shenk, Timothy (16 de agosto de 2016). «The dark history of Donald Trump's rightwing revolt». The Guardian. Consultado em 26 de janeiro de 2021. Cópia arquivada em 14 de abril de 2019
- Smith, Julianne; Townsend, Jim (9 de julho de 2018). «NATO in the Age of Trump:What it Can't and Can't Accomplish Absent U.S. Leadership». Foreign Affairs. Consultado em 9 de junho de 2020. Cópia arquivada em 15 de fevereiro de 2021
- Sobieraj, Sarah; Berry, Jeffrey M. (2011). «From Incivility to Outrage: Political Discourse in Blogs, Talk Radio, and Cable News». Political Communication. 28 (1): 19–41. doi:10.1080/10584609.2010.542360
- Solon, Olivia (10 de novembro de 2016). «Facebook's failure: Did fake news and polarized politics get Trump elected?». The Guardian. Consultado em 5 de março de 2021
- Stelloh, Tim; Bradley, Matt (13 de março de 2017). «Who Is Geert Wilders, the Netherlands' Donald Trump?». NBC News. Consultado em 22 de junho de 2021
- Stenner, Karen; Haidt, Jonathan (2018). «Authoritarianism is not a momentary madness, but an eternal dynamic within liberal democracies». In:  Sunstein, Cass R. Can It Happen Here? Authoritarianism in America ePub ed. New York: Dey Street Books. ISBN 978-0062696212
- Stoler, Ann Laura (2020). «Interior Frontiers». In:  Stoler, Ann Laura; Gourgouris, Stathis; Lezra, Jacques. Thinking With Balibar A Lexicon of Conceptual Practice. Col: Idiom: Inventing Writing Theory. New York, NY: Fordham University Press. pp. 117–139. ISBN 9780823288489. doi:10.1515/9780823288502-010
- Stoller, Paul (27 de abril de 2017). «More on the Anthropology of Trump». Anthropology Now. 9 (1): 58–60. doi:10.1080/19428200.2017.1291135. Consultado em 9 de dezembro de 2020. Cópia arquivada em 15 de fevereiro de 2021
- Street, Paul (28 de fevereiro de 2021). «The Anatomy of Fascism Denial». CounterPunch. Petrolia, CA. Consultado em 16 de maio de 2021
- Suessenbach, Felix; Moore, Adam B. (2020). «Dominance desires predicting conspiracy beliefs and Trump support in the 2016 U.S. Election». Motivation Science. 6 (2): 171–176. doi:10.1037/mot0000146. Consultado em 9 de dezembro de 2020. Cópia arquivada em 15 de fevereiro de 2021
- «What Brazil's President, Jair Bolsonaro, has said about Brazil's Indigenous Peoples—Survival International». www.survivalinternational.org. 2020. Consultado em 22 de fevereiro de 2021
- Swyngedouw, Marc; Ivaldi, Giles (dezembro de 2007). «The extreme right utopia in Belgium and France: The ideology of the Flemish Vlaams Blok and the French front national». West European Politics. 24 (3): 1–22. doi:10.1080/01402380108425450
- Tarnoff, Ben (9 de novembro de 2016). «The triumph of Trumpism: the new politics that is here to stay». The Guardian. Consultado em 24 de novembro de 2016. Cópia arquivada em 15 de fevereiro de 2021
- Tashman, Brian (8 de outubro de 2011). «Jeffress Says Satan Is Behind Roman Catholicism». Right Wing Watch. Consultado em 15 de abril de 2021
- Tharoor, Ishaan (11 de julho de 2018). «Trump's NATO trip shows 'America First' is 'America Alone'». The Washington Post. Washington D.C. Consultado em 28 de novembro de 2020. Cópia arquivada em 15 de fevereiro de 2021
- Teague, Matthew (3 de junho de 2020). «'He wears the armor of God': evangelicals hail Trump's church photo op». The Guardian. Consultado em 8 de fevereiro de 2021. Cópia arquivada em 15 de fevereiro de 2021
- Matt Galloway (Host), Allan Rock (Guest) (6 de novembro de 2020). «Allan Rock on what the presidential election means for U.S.-Canada relations». The Current. CBC. Consultado em 12 de janeiro de 2021
- Thompson, Derek (30 de dezembro de 2020). «The Deep Story of Trumpism- Thinking about the Republican Party like a political psychiatrist». The Atlantic. Consultado em 9 de abril de 2021
- Thompson, Isobel (5 de novembro de 2018). «Marine Le Pen, the Donald Trump of France, is Resurgent». Vanity Fair. Consultado em 22 de junho de 2021
- Thompson, Jack (12 de junho de 2017). «Understanding Trumpism: The foreign policy of the new American president» (PDF). De Gruyter. Sirius: Journal of Strategic Analysis. 1 (2): 109–115. doi:10.1515/sirius-2017-0052. Consultado em 15 de outubro de 2020. Cópia arquivada (PDF) em 15 de fevereiro de 2021
- Todd, Chuck; Murray, Mike; Dann, Carrie (28 de abril de 2021). «After 100 days out of office, Trump's support softens in NBC News poll». NBC News. Consultado em 1 de maio de 2021
- Troianovski, Anton (5 de julho de 2017). «Poland Prepares 'Absolutely Huge' Welcome for Trump». The Wall Street Journal. Consultado em 24 de junho de 2021
- Trump, Donald J. (25 de setembro de 2019). «Remarks of President Trump at the 74th Session of the United Nations General Assembly». whitehouse.gov. Consultado em 6 de dezembro de 2020 – via National Archives. In everything we do, we are focused on empowering the dreams and aspirations of our citizens ... we will cast off the enemies of liberty and overcome the oppressors of dignity.
- Tucker, Erika (2018). «Hope, Hate and Indignation: Spinoza and Political Emotion in the Trump Era». In:  Sable, Marc Benjamin; Torres, Angel Jaramillo. Trump and Political Philosophy: Patriotism, Cosmopolitanism, and Civic Virtue. London, UK: Palgrave-macmillan. pp. 131–157. ISBN 978-3-319-74427-8. doi:10.1007/978-3-319-74427-8_8
- Urbinati, Nadia (26 de maio de 2020). «On Trumpism, or the End of American Exceptionalism». Teoria Politica, Nuova Serie Annali. 9: 209–226. Consultado em 25 de janeiro de 2021. Cópia arquivada em 31 de janeiro de 2021
- Vallejo, Justin (28 de fevereiro de 2021). «Donald Trump CPAC speech». The Independent. Consultado em 28 de fevereiro de 2021
- Van Assche, Jasper; Dhont, Kristof; Pettigrew, Thomas F. (abril de 2019). «The social-psychological bases of far-right support in Europe and the United States». Journal of Community & Applied Social Psychology. 29 (5): 385–401. doi:10.1002/casp.2407. hdl:1854/LU-8639899 – via ResearchGate
- Van Hiel, Alain (março de 2012). «A psycho-political profile of party activists and left-wing and right-wing extremists». European Journal of Political Research. 51 (2): 166–203. doi:10.1111/j.1475-6765.2011.01991.x. hdl:1854/LU-2109499. Consultado em 29 de outubro de 2020. Cópia arquivada em 15 de fevereiro de 2021
- Van Hiel, Alain; Mervielde, Ivan (julho de 2006). «Explaining conservative beliefs and political preferences: A comparison of social dominance orientation and authoritarianism.». Journal of Applied Social Psychology. 32 (5): 965–976. doi:10.1111/j.1559-1816.2002.tb00250.x
- Vescio, Theresa K.; Schermerhorn, Nathaniel E. (2021). «Hegemonic masculinity predicts 2016 and 2020 voting and candidate evaluations». Proceedings of the National Academy of Sciences. 118 (2): e2020589118. PMC 7812802. PMID 33397724. doi:10.1073/pnas.2020589118
- Waisbord, Silvio; Tucker, Tina; Lichtenheld, Zoey (2018). «Trump and the Great Disruption in Public Communication». In:  Boczkowski, Pablo; Papacharissi, Zizi. Trump and the Media e-book ed. Cambridge: MIT Press. ISBN 978-0-262-03796-9
- Weber, Thomas (24 de janeiro de 2021). «Trump is not a fascist. But that didn't make him any less dangerous to our democracy». CNN
- Wehner, Peter (5 de julho de 2016). «The Theology of Donald Trump». The New York Times. New York, NY
- Wehner, Peter (21 de janeiro de 2017). «Why I Cannot Fall in Line Behind Trump». The New York Times. Consultado em 25 de março de 2021. Cópia arquivada em 13 de fevereiro de 2021
- Wehner, Peter (5 de julho de 2019). «The Deepening Crisis in Evangelical Christianity». The Atlantic
- Wehner, Peter (7 de dezembro de 2020). «Trump's Most Malicious Legacy». The Atlantic
- Weisbrot, Mark (20 de outubro de 2017). «Brazil's Donald Trump?». U.S. News
- West, Cornel (17 de novembro de 2016). «American Neoliberalism: A New Neo-Fascist Era Is Here». The Guardian. Consultado em 20 de dezembro de 2020
- West, Cornel; Livesey, Bruce (8 de outubro de 2020). «All the elements are in place for American-style fascism, says Cornel West». National Observer (Canada). Consultado em 24 de junho de 2021. Arquivado do original em 18 de janeiro de 2021
- Whitebook, Joel (20 de março de 2017). «Trump's Method, Our Madness». The New York Times. Consultado em 14 de maio de 2021
- Will, George F. (10 de julho de 2020). «The difference between Trumpism and fascism». Washington Post. Consultado em 17 de dezembro de 2020. Cópia arquivada em 15 de fevereiro de 2021
- Wintour, Patrick (21 de setembro de 2020). «US announces new Iran sanctions and claims it is enforcing UN arms embargo». The Guardian. ISSN 0261-3077. Consultado em 17 de novembro de 2020. Cópia arquivada em 15 de fevereiro de 2021
- Wolf, Zachary B. (9 de novembro de 2020). «Election 2020: How the Trump administration's roadblocks could cause problems for Biden». CNN. Consultado em 16 de fevereiro de 2021. Update November 10, 2020
- Woods, Mel (11 de junho de 2020). «Erin O'Toole's 'Take Back Canada' Slogan Prompts Plenty Of Questions». Huffington Post. Consultado em 12 de janeiro de 2021
- Womick, Jake; Rothmund, Tobias; Azevedo, Flavio; King, Laura A.; Jost, John T. (20 de junho de 2018). «Group-Based Dominance and Authoritarian Aggression Predict Support for Donald Trump in the 2016 U.S. Presidential Election» (PDF). Social Psychological and Personality Science. 10 (5): 643–652. doi:10.1177/1948550618778290. Consultado em 16 de dezembro de 2020
- Zaretsky, Robert (7 de julho de 2016). «Donald Trump and the myth of mobocracy». The Atlantic. Consultado em 15 de outubro de 2020
- Zengerle, Patricia (2 de fevereiro de 2019). «With eye on Afghanistan talks, Trump vows to stop 'endless wars'». Reuters.com. Consultado em 17 de novembro de 2020
- Zurcher, Anthony (26 de agosto de 2020). «RNC 2020: The Republican Party Now the Party of Trump». BBC News. Consultado em 10 de novembro de 2020. Cópia arquivada em 1 de novembro de 2020